# 下山事件
下山事件（しもやまじけん）は、日本が連合国軍の占領下にあった1949年（昭和24年）7月5日朝、国鉄総裁・下山定則が出勤途中に失踪、翌7月6日未明に轢死体で発見された事件。
事件発生直後から自殺説・他殺説が入り乱れ、政治的思惑から他殺説の立場であったGHQや日本政府は、捜査に当たった警視庁に殺人事件として捜査をする様に圧力をかけた。それでも、警視庁の捜査本部は、捜査一課の捜査によって、自殺との捜査結果を公表しようとしたが、公表直前にいずれかからの圧力によって公表は中止に追い込まれ、その後は主に捜査二課二係が他殺の見解で捜査を継続した。しかし、公式の捜査結果を発表することなく捜査本部は解散し、警察での捜査は打ち切られた。その後は、警視庁からほぼすべての捜査資料を引き継いだ検察庁が、殺人事件として捜査を続けたが、未解決のまま、事件発生から15年後の1964年（昭和39年）7月6日に殺人事件としての公訴時効が成立した。
マスコミにおいても、大手新聞社が自殺説、他殺説で見解が分かれ、紙面上で激しい報道合戦を繰り広げ、法医学会でも、他殺による遺体の「死後轢断」を主張する東京大学と、自殺による「生前轢断」を主張する慶応義塾大学などが対立して激しい論争が繰り広げられた。下山事件から約1か月の間に国鉄に関連した三鷹事件、松川事件が相次いで発生し、これら3事件を合わせて「国鉄三大ミステリー事件」と呼ばれる。

## 事件の経過

### 時代背景

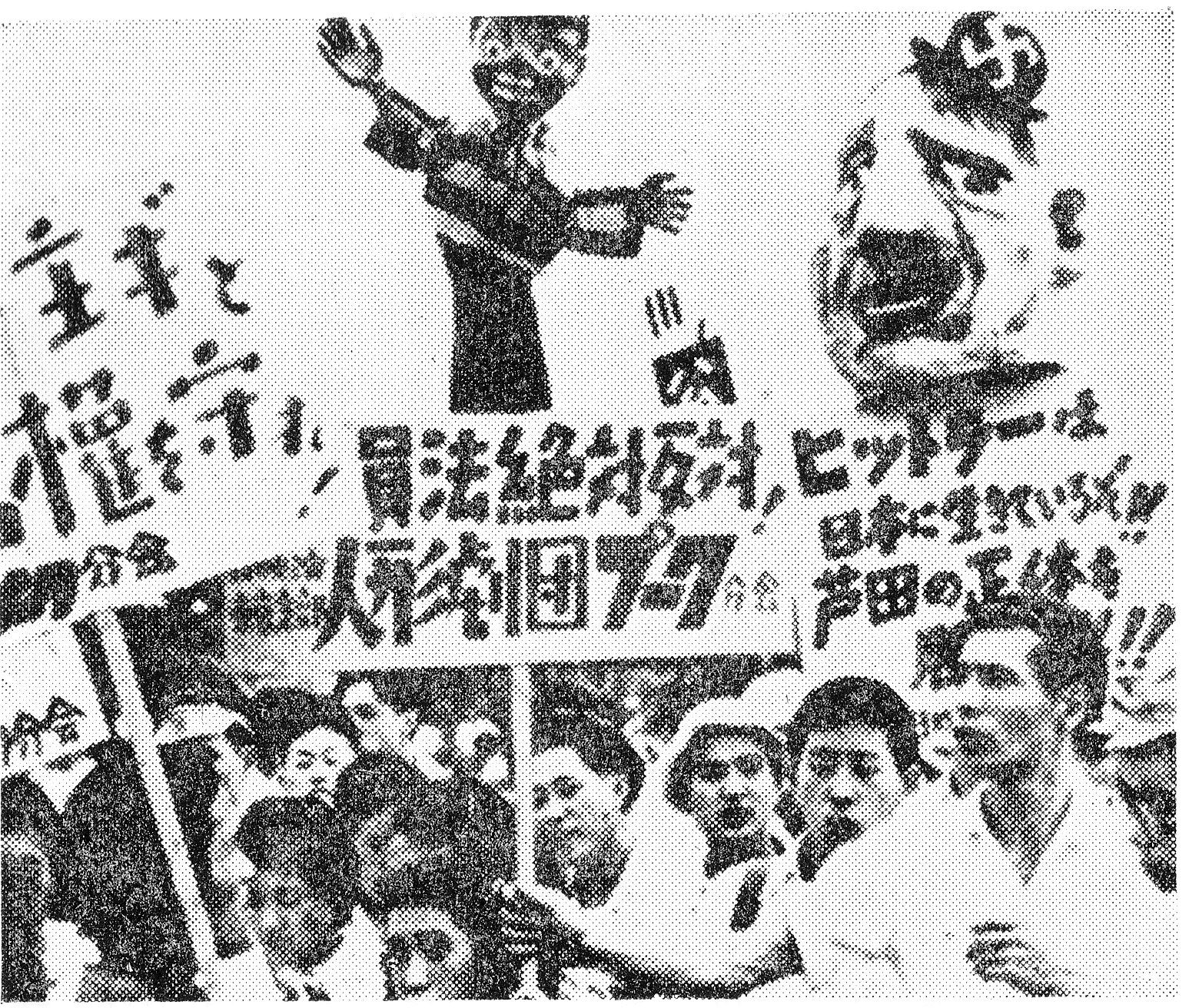
行政機関職員定員法反対のデモ活動

1949年（昭和24年）、GHQ（総司令官ダグラス・マッカーサー）による日本統治は4年目に入っていたが、経済復興は遅々として進んでいなかった。これは、太平洋戦争の戦災からの復興の遅れに加えて、GHQが進めていた「農地改革」「労働改革」「財閥解体」といった経済の民主化の副作用もあって生産高は大きく落ち込んだままで、開戦前の水準までは遠く及ばない惨状となっていた。一方で、日本政府は旧軍人への退職金支払等の大量の臨時軍事支出に加えて、終戦処理費という名目でGHQに多額の進駐経費を負担させられており、その総額は47億ドル（日本円5,500億円）にもなり、アメリカが食糧援助などで日本に供与した20億ドルを大幅に上回っていた。これらの支出のために通貨供給量が増えて、インフレが進行していた。さらに、日本政府は戦後の復興のため、復興金融金庫を設立して、民間の金融機関だけでは対応困難な、戦後復興に関する企業の資金需要に対応したが、その資金調達は復興金融金庫が発行する復興金融債券で、その殆どを日本銀行が買い受けており、通貨供給量が激増してインフレを加速させる元凶となってしまった（復金インフレ）。
マッカーサーはアメリカ国内の経済紙から「日本経済の復活に失敗した」とバッシングされ、焦ったマッカーサーは1948年（昭和23年）の日本国民に向けた年初演説で「個別的な苦境は避けられない。日本国の経済は現状困窮状態にある」と語り掛けたが、それを劇的に改善させるような見通しは全くなかった。そこで、GHQはデトロイト銀行頭取ジョゼフ・ドッジを、公使兼GHQ財政顧問として呼び寄せて日本経済復興の舵取りを行わせることとした。ドッジは、日本経済を安定成長させるためには、悪性インフレを鎮静化させることが急務と考え、通貨供給量を抑制するため、徹底した歳出削減による超均衡予算を組むこととした（ドッジ・ライン）。その緊縮財政のためには、終戦後の外地引揚者の雇用の受け皿として肥大化していた公務員の大幅な人員整理による人件費圧縮が不可避であった。
さらに、マッカーサーが頭を痛めていたのは、日本の経済復興だけではなかった。GHQによる労働改革により、戦後になってから組織化が推奨されるようになっていた労働組合が、マッカーサーが合法化した日本共産党の支援もあって、各事業所で大きな力を持つようになっており、各企業で労使間の対立が激化していた。1947年（昭和22年）2月には、日本共産党中央委員伊井弥四郎が最高責任者としてゼネラル・ストライキ（二・一ゼネスト）を計画していたが、マッカーサーは伊井を呼びつけるとゼネストの中止を命令している。マッカーサーはさらに、過激化している労働運動を抑圧するため、1947年（昭和22年）にアメリカで成立したタフト＝ハートリー法を手本にして、翌1948年（昭和23年）7月になると、首相の芦田均に「国家公務員法改正に関する書簡」（マッカーサー書簡）を送って、「公務員法を制定し、公務員の団体交渉権を規制し、争議権を消滅させるように」と命じ、公務員の労働運動を制限した。これらのGHQの動きは、これまでマッカーサーに信頼を寄せてきた労働者階級を失望させて、裏切られたという想いを抱かせることとなった。
この「マッカーサー書簡」と同時に日本政府に命じられたのが、国有鉄道事業を、官設官営事業からより効率的な営業が可能な公共企業体へ組織改編させることであった。国鉄は従業員の大量余剰によって、戦後に入ってからは巨額の赤字を計上し続け、国家予算一般会計の負担となっており財政健全化の足かせとなりかねなかった。そこでGHQは、国有鉄道や煙草や塩などの専売事業といった現業部門は、国家権力の行使に関係しておらず、その従業員も単に事業体の運営に従事しているのに過ぎないので、その現業部門を日本国有鉄道や日本専売公社といった、独立採算制の公共企業体に転換したうえで、従業員の労働争議権の制限は一般公務公務員よりは緩和するという特典を与えることを命じたものであった。有無を言わせないGHQの命令に対し、日本政府は手探りで準備を進め、マッカーサーの勧告のわずか5か月後の12月20日に、政府の国有鉄道事業を分離独立させるための「日本国有鉄道法」が公布された。
1949年（昭和24年）2月の総選挙で圧勝した民主自由党は、戦後初めて単独での第3次吉田内閣の組閣に成功した。総理大臣吉田茂は安定した政治基盤で、ドッジラインの緊縮財政策を進めていくこととなった。「日本国有鉄道法」によって、6月1日に公共企業体としての日本国有鉄道が発足したが、5月には、現時点で60万人に膨れ上がっていた国鉄職員を2段階で約10万人削減するという「行政機関職員定員法」が公布されており、公共企業体となった国鉄最初の大仕事が大量の人員整理となってしまった。この大量の人員整理には、単なる人件費の圧縮という目的以外に、「国鉄は人が多すぎる。いわゆる大家族主義という美名のもとに不要な人間がたくさん遊んでいる。これではまるっきり企業体じゃなくて友好団体だ」「ペンシルバニア鉄道は日本の国鉄の総延長距離の90％に相当する11,000マイルを13万人の従業員で運営している。グレート・ノーザン鉄道に至っては9,000マイルを、わずか30,000人の従業員で運営しており、日本の国鉄は人員過剰だ」というGHQの民間運輸局（CTS）の思惑が色濃く反映されていた。
人員整理での一番の障害が、活発な労働組合活動であった。他の一般公務員と異なり労働争議権が認められた国鉄労働組合は、その組織規模から全国の労働組合の先頭に立っており、この人員整理計画についても「国鉄防衛闘争」と規定し、政府や国鉄経営側と激しく対立する姿勢を見せていた。組合側の闘争心は高まる一方で、雲行きは刻一刻と険悪さを増しており、街頭には赤旗を掲げたデモ隊が徒党を組み、定員法をブッつぶせとのアジ演説が各地でおこなわれた。「クビ切り断固反対」のビラもあちこちに貼られ、一触即発の情勢と危ぶまれた。一方で、CTSは日本政府に対して国鉄人員整理の詳細な指示を与えていたが、そのなかで「怠惰で反抗的、欠勤しがちで効率の悪い職員並びに他の諸点から望ましくない職員は最初に解雇される」という指示があった。「怠惰で反抗的、欠勤しがちで効率の悪い職員」については、職務態度の悪い職員、定年超過職員、病弱職員などが想定されていたが、「他の諸点から望ましくない職員」というのは具体的な指示はないものの「共産主義者とその同調者」のことを暗示していた。GHQや日本政府は人員整理を利用して、国鉄内からの左翼系組合員排除を画策しており、対決は避けられない情勢であった。

### 下山定則初代国鉄総裁

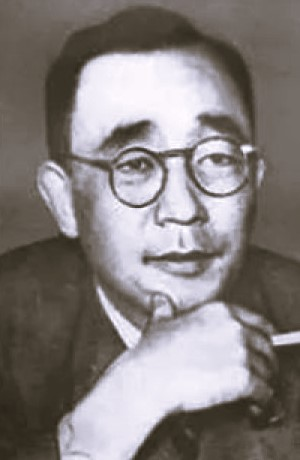
初代日本国有鉄道総裁下山定則

このような過酷な状況下で、政府は初代国鉄総裁の人選に苦慮していた。国鉄総裁と言っても、給料は国家公務員の規定に準じるため、その責務に対する対価としては不十分で、また接待交際費などの自由にできる予算もなかった。当時の関係者からは「よほど殉国的な方か、あるいは非常に勇気のある方か、あるいはおバカさんでなければやらない」と言われたほどであった。政府は首相経験者や財界の大物などに打診したが、まったく引き受ける者はおらず、最終的には内部昇格しかないということになり、永年国鉄に勤務し、現在は運輸次官となっていた下山定則に白羽の矢が立った。
下山は、東京帝国大学の文系学部卒が幅を利かせる運輸省内で、東京帝国大学工学部機械工学科卒業の技術職としては異例の出世を続けており、運輸次官への就任も二段階特進と言われていた。国鉄総裁についても、GHQの意向は総理大臣クラスの大物であり、次官上がりの下山としては異例の出世であった。下山に白羽の矢を立てたのは、当時の運輸大臣の大屋晋三であったが、当然にGHQと事前相談があっての決定であり、アメリカの「技術家偏重の人事」の伝統も大きく影響していた。下山は悩みながらも、最終的には引き受けることとし、6月1日に発足した日本国有鉄道の初代総裁となった。
下山の国鉄総裁就任時の国労は、日本共産党系と民主化同盟系（全国産業別労働組合連合の前身）が激しい主導権争いをしていたが、中央闘争委員会の会議でストライキを含む実力行使による抵抗を議決していた。しかし、過激な日本共産党系の委員に対し、民主化同盟系の委員は実力行使には反対で、議決も14：12と僅差となり、国労中央闘争委員会の方針は統一感を欠いていた。そのため、実力行使の決議があっても、現場に中央闘争委員会からその指示がされることはなかったが、国鉄当局から、国電のダイヤ改正と、新ダイヤに対応するための車掌の新しい勤務時間制の導入（新交番制）など、人員整理に向けての準備と思しき業務命令が出されると、現場の組合員の反感が高まっていった。そして、東神奈川車掌区や千葉車掌区など、現場の職場単位での大会でストライキ決行の決議がなされると、現場は国鉄当局に新交番制など人員整理準備の延期を迫ったが、国鉄当局側は頑なに拒否し、東神奈川・千葉車掌区の幹部19人を業務命令違反を首謀・扇動したとして懲戒免職処分にした。この国鉄当局の強硬な措置に激高した東神奈川車掌区400人の組合員が、6月9日11時45分からついにストライキを決行、6月10日には三鷹電車区、中野電車区、中野車掌区が続き、中央線、総武線、京浜東北線が始発から運行を停止した。11日には組合員が勝手に電車を運行させて、乗客を無料で乗車させるという「人民電車事件」を引き起こした。
下山は就任早々にこの難局への対応を余儀なくされたが、国電ストライキは国鉄当局だけでは対処できず、GHQが介入した。スト開始翌日の6月10日、GHQのロバート・T・エーミス労働課長は、まず国鉄労働組合副委員長の鈴木市蔵（委員長の加藤閲男は国際会議出席のため長期外遊中）ら委員を呼びつけると、国電ストライキの即時中止を求めたが、持ち帰って開催した中央闘争委員会の会議は紛糾し、現場へのスト中止司令は見送られた。国労側の態度を見て激高したエーミスは、翌11日に、今度は下山ら国鉄経営側、鈴木ら国労側双方を呼びつけると、強い態度で「国鉄電車のストライキを即時中止せよ」と命じた。GHQの強硬な姿勢に、さすがに国労側も抵抗は困難と悟り、その夜に中央闘争委員会から現場にストライキ中止の指示が出された。このストライキと「人民電車事件」に対しては、下山は厳格な処分を命じ、関係者66人が懲戒解雇されて、国労はこの実力行使の失敗で大きな打撃を被った。国労の実力行使をどうにか凌いだ下山であったが、不逞外国人にも目の敵にされていた。ある日、終戦により故郷に引き揚げようとしていた台湾人の集団が、下山の局長室まで乗り込んでくると、集団暴行を加えて下山は負傷を負ってしまった。このときに、下山は股間の局部を蹴り上げられ悶絶したとも言われる。
この様な状況下で、下山は人員整理の責任者として国労との交渉の矢面に立たされたが、実際には下山に何の権限も与えられていなかった。「行政機関職員定員法」では附則で団体交渉を禁じており、約10万人の人員削減は交渉の余地のない強制的なものであった。国労との対立が激化するなかで、人員削減の先頭に立っている政府要人や下山ら国鉄首脳陣には、極左の秘密結社から暗殺の懸賞金がかけられているという未確認情報も寄せられていたが、それを運輸大臣の大屋晋三から聞かされた下山は以下のような決意を大屋に述べたという。
二十年、三十年と、人生の大半を鉄道に捧げた従業員の気持ちを考えますと、自分の身にひきくらべて、実に暗然たるものがあります。けれどもアメリカさんの占領政策として、急速に首切りを断行しろとの厳命であります以上、止むを得ないことであります。もはや、
準備もぬかりなく完了いたしましたので、たとえ、わたしの首に懸賞金が賭けられているとしても、いまさら中止するわけにもまいりません、わたしは断乎として—下山定則
大屋と下山は、7月2に国労側に対し人員削減の説明を行ったが、団体交渉を要求する副委員長の鈴木に対して大屋は、「団体交渉は定員法で禁止されている、できないことは最初からわかっている」「お茶のみばなし程度」であれば応じると突き放し、下山に対しても「交渉を認めようとしても、私はそれを許すわけにはいかない、それだけははっきりと言明しておく」とくぎを刺している。翌7月3日にも、大屋を除いた下山以下の国鉄経営側と国労の話し合いの場が設けられたが、開始早々に下山は「念を押すようだが、団体交渉はできないようになっている」「組合の合意がなくとも、当局は既定方針通り実行する」と言い放ち、国労側の質問だけを聞き取ることにしたが、それも一方的に国労側がまくし立てるのに対し、下山以下国鉄首脳陣はほぼ沈黙しており、重苦しい空気のなか7時間を経過した17時ごろに、下山が一方的に「もう、これで話を打ち切りにしたいと思う」と言って、国鉄首脳陣は席を立ってしまった。国労の団体交渉の要求は実現することもなく、7月5日には、3万700人の従業員に対して第一次整理通告（＝解雇通告）が行われた。しかしその当日に、下山は謎の失踪をすることとなる。

### 遺体発見までの経緯

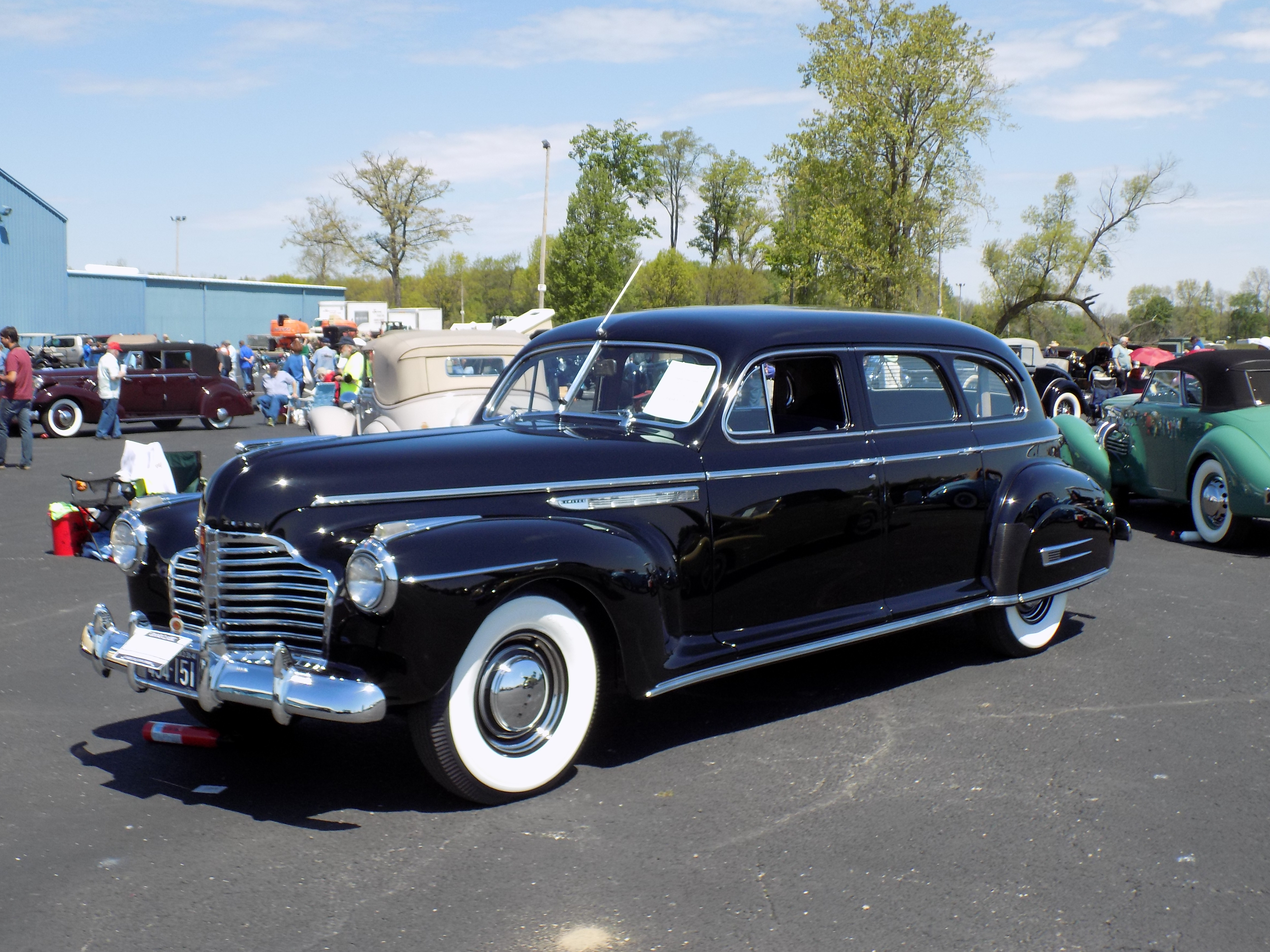
国鉄総裁の公用車であったビュイック1941年モデル

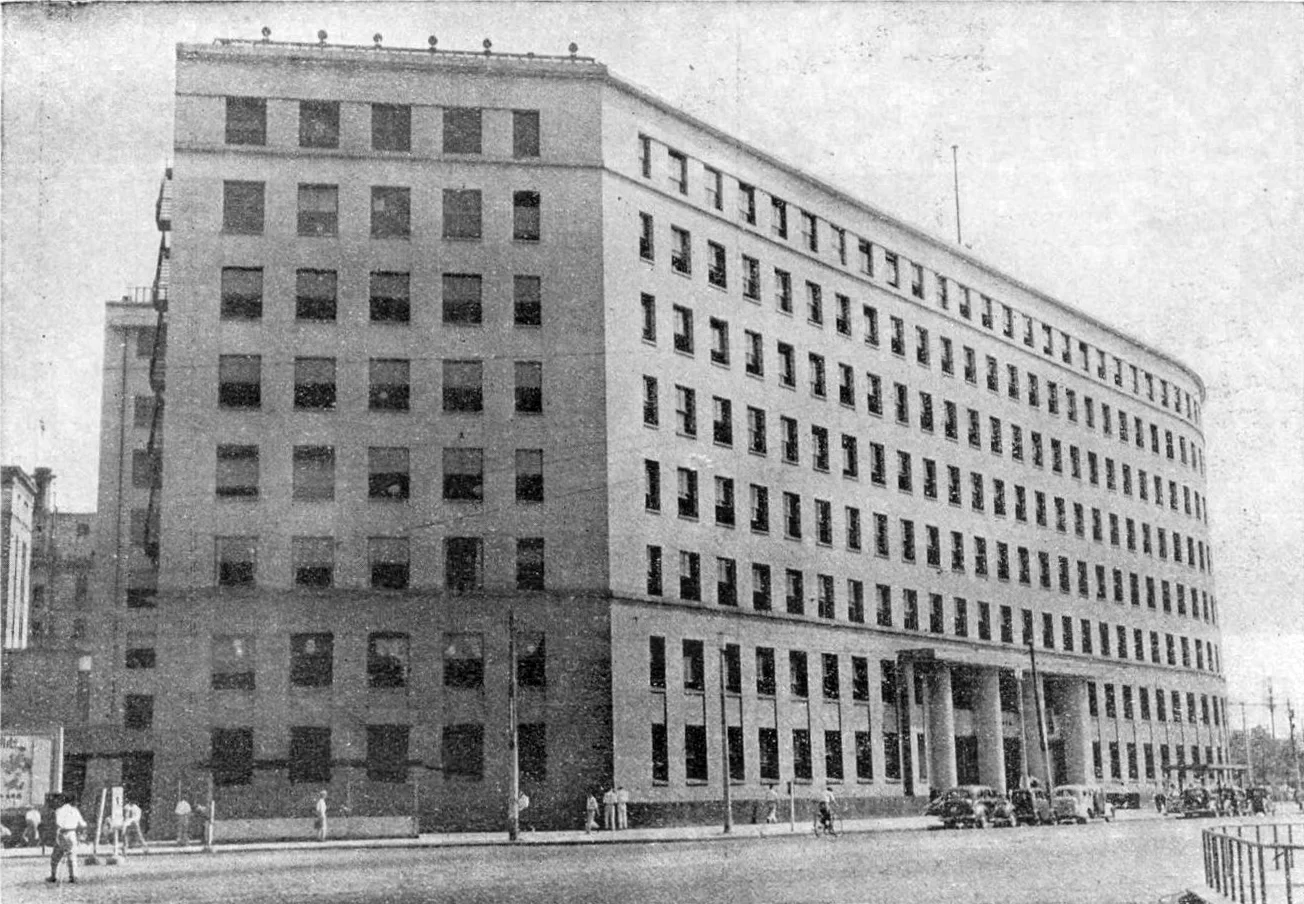
事件当時の国鉄本社ビル

- 1949年7月5日7時起床、家族と朝食を共にする[45]。
- 8時20分（当時の日本には夏時間が導入されていたため、現在の7時20分に相当。以降の時刻も同様）に出勤のため、大田区上池台の自宅を公用車のビュイックで出発[46]。
- 芝公園前を通って御成門を過ぎたところで、下山が「佐藤栄作さんのところに寄るんだった」と言ったので、運転手の大西政雄が「引き返しましょうか」と聞いたところ、下山は御成門交差点を過ぎた辺りで「またにしよう」と大西に言った。車はそのまま日比谷方面に進んだ[47]。
- 8時45分ごろ、車が日比谷を抜け和田倉門に差し掛かったところで、下山が「買い物をしたいから、三越に行ってくれ」と指示した。大西は大手門停留所に来てから右折して三越に向かったが、その際に下山は独り言のように「今日は、10時までに役所（国鉄本社のこと）に行けばいいから・・・」と呟いた[48]。
- 大手町を過ぎて国鉄高架下をくぐったあたりで「白木屋でもいい、まっすぐ行ってくれ」と大西にはっきりした言葉で指示した[49]。
- 車が白木屋の角まできたところで、店のシャッターが閉まっているのが見えた。下山は大西に「左に廻って」と三越に向かうように指示。車は日本橋を渡って三越前まで来たが、三越も閉まっており、正面玄関前には「9時半開店」の表札があった。大西は「開店は9時半ですね」と下山に教えると、次の指示を求めたが、下山は短く「うん」と答えただけであった。そこで大西が「役所までまいりますか」と、今度ははっきりとした声で指示を求めた。下山は短く「うん」と返事をしたので、大西は国鉄本社にようやく出勤するものと考えて車を発進させた[50]。
- 車を発進させてすぐに下山が「神田駅にまわってくれ」と指示したので、大西は新常磐橋を右折して、神田駅の西口まで車を走らせた。大西は下山に「お降りになりますか」と聞いたが、下山は「いや」と言って車から降りることはなかった。大西は今度こそは出社するのだろうと考えて、車を発進させると国鉄本社を目指し、東京駅北口の高架下をくぐって、国鉄本社の近くまで車を走らせた[49]。
- 室町三丁目交差点に来ると下山が「三菱銀行（このときは財閥解体命令で実際の商号は千代田銀行になっていた）に行ってくれ」と大西に指示した。これまで何度も行先を変えられたが、下山が行先を変えるのは日常茶飯事であり、大西は特に異変は感じていなかった。やがて車が国鉄本社ビルに近づくと「もっと早く走れ」と怒るような声で命じている。これに対して大西は「総裁は職員に顔でも見られるのがいやだったのでしょう」と、下山が気まずい思いをしたので感情的になったと考えていた[50]。
- 9時5分ごろ、千代田銀行に到着。下山は大西を待たせて1人で銀行店舗内に入り、銀行係長から貸金庫の鍵をもらうと、地下の貸金庫室に入っていった[50]。後の捜査で、このときに下山は貸金庫から百円紙幣25枚を出したことが判明している[51]。その後、鍵を銀行女子行員に返却しているが、この行員の記憶では、その時間は9時25分ごろであった[50]。
- 下山は車の後部座席に座ると、大西に「これから行けばちょうどいいだろう」と言った。大西は三越の開店時間のことを言っていると考えて、三越に向かって車を走らせた[49]。車は下山がよく利用する三越南口に到着したが、下山は「まだ開いていないんじゃないか」と大西に話しかけてきた。大西は車から降りて後部ドアを開ける際に「もう人が入ってますよ」と答え、それを聞いた下山は車から降りて三越南口に向かって歩き出したが、3歩ぐらい歩いた後に一旦引き返して「5分くらいだから待ってくれ」と大西に指示し、今度はそのまま三越南口から店舗内に入って行った。下山が入店した時間は、大西の記憶では9時37分ごろであった[52]。車内には書類の入った鞄と昼食の弁当が残されていた。約束の時間になっても下山が帰ってくることはなかったが、「5分ばかり待て」は下山の口癖で実際に約束が守られたことはなく、大西は「いつものことなので気楽に待とう」と考えて[53]、このまま夕刻まで下山の帰りを待ち続けることとなる[49]。
- 国鉄本社では9時から局長会議が予定されていたが、下山は現れなかった。下山の秘書は裏玄関で10時頃まで待っていたが、下山の車が来ることはなかった[54]。その間、下山の自宅に電話をしたが、妻からは「いつも通りに家を出ました」という返事があった[55]。10時まで待った秘書は心当たりのある13か所に電話して問い合わせたが、どこにも下山はいなかった。局長会議は下山不在のまま開催されたが、秘書はただならぬ事態と認識して国家警察本部長の斎藤昇に下山行方不明の第一報を入れた。11時には下山が最も気を遣っていた、GHQ労働課長のロバート・T・エーミスとの面談の約束があったが、そこにも下山は現れなかった[54]。
- 11時、国鉄から連絡を受けた斎藤は警視庁の田中栄一警視総監と対応を協議。その結果、田中は極秘裏に刑事部長の坂本智元と警備部長に万一に備えるよう指示を出した。同じ頃、下山邸所轄の東調布署（現・田園調布警察署）から下山の妻に「変わったことはないか」との問い合わせの電話があった[56]。
- 同じ頃、秘書から下山行方不明の報告を受けた国鉄副総裁の加賀山之雄が、自ら公用車で国家警察本部、警視庁、法務省、最高検察庁、東京地方検察庁を回り、下山行方不明の報告を行った。その後は下山が立ち寄りそうな所をしらみつぶしに13時40分まで探し回ったが、下山を見つけることはできなかった[56]。
- 14時、鉄道公安局長の芥川治が警視総監室を訪れ、田中に国鉄として正式に極秘捜査を依頼した。この時点で極秘捜査としたのは、この後で下山が見つかっても困ることがないようにという配慮からであった。田中は捜査一課課長の堀崎繁喜に捜査の開始を命じ、堀崎は捜査一課2号室主任の関口由三に下山家の事情聴取を命じた[57]。関口は2号室の刑事の中から、須藤民五郎と“昭和の名刑事”こと平塚八兵衛[58]を下山家に向かわせて妻から事情を聴かせたが、その際に妻が下山の自殺を匂わすような証言を行った[59]。
- 15時、全国の鉄道局長に対して鉄道電話で下山失踪の事実と、「責任の地位にある鉄道の幹部たちは、この上ともなお一層厳重な身辺の警戒が必要である」との通告がなされた[60]。
- 15時30分、極秘捜査が解除されて、国鉄は下山行方不明の公表に踏み切った。NHKの臨時ラジオニュースで「この日朝、8時20分に自宅をビュイック41年型乗用車で出た下山国鉄総裁は、大西運転手と姿を消して6時間以上になる」という内容が放送された[61]。
- 16時、国家警察本部、警視庁などの合同捜査会議が開催され対策を練った。その結果、隣接県にまたがる広域捜査で、まずは下山の公用車の発見に全力を尽くすこととなり、警視庁管轄下の全警察署に緊急指令が下された[57]。
- 17時頃、三越前で待っていた運転手の大西が、下山と自分が行方不明とのラジオニュースを聞いて慌てたが、すぐに警察に通報することはなく、三越店内に呼び出し放送をしてもらったり、三越劇場の中を探して回った。しかしそれでも下山は見つからず、その後ようやく国鉄本社に連絡をとった。国鉄本社の指示で三越南口に戻ると、マスコミが既に情報をかぎつけ集まっており、大西は質問攻めに遭った。そこに国鉄職員が現れて、揉みくちゃにされながら大西を車に押し込んで国鉄本社に連れて行き、総裁秘書室で副総裁の加賀山や鉄道公安官が事情聴取を行った。その後の17時25分には、捜査一課が大西を警視庁に護送して、あたかも犯罪者のように取調室で徹底した事情聴取を行った[62]。刑事が真っ先に質問したのが「どうしてもっと早く届けなかったのか？」であったが、大西は「待たせっぱなしはしょっちゅうのことで、特に不審に思うことはなかったからです」と答えている。大西は下山が運輸次官時代からの専属運転手で、命令には従順に従う人柄であり[63]、この日も8時間もの間、飲まず食わずで下山を待ち続けていた[54]。
- 大西からの聴取に基づき、警視庁は多数の刑事を三越に派遣して深夜まで及ぶ徹底的な捜査が行われたが、何の手がかりも見つからなかった[64]。
- 翌7月6日の0時10分、貨物第869列車が、予定より8分遅れで田端駅を発車し、足立区綾瀬の常磐線北千住駅 - 綾瀬駅間、東武伊勢崎線との立体高架下付近を0時19分頃[2]に通過した。牽引機のD51 651は主発電機が故障し、灯具類は非常用電池で発光させており、前照灯は10 W相当の光量しかなく、前方がほとんど見えていなかった[65]。荻谷機関助手は荒川橋梁を渡った後、綾瀬方の信号確認のため運転室から身を乗り出している間に、機関車の底部にバラスト（砕石）がバチバチと当たる音を聞き「何かを轢いた」と直感したが、停車して確認することなくそのまま通過した[66]。
- 1時頃、同立体高架下付近で人間の轢死体が発見された。轢死体は線路上90 mにわたってバラバラになって散乱していたが、所持品により下山と断定された。しかし、遺体発見前後から現場には土砂降りの雨が降り、遺体の肉片や血液、その他の遺留品が流れてしまい、これが後の捜査に大きく影響することとなった。夜明けから現場検証が始まったが、下山の遺体は血液がほとんど雨で流れてしまい、どれも真っ白だったという。後にこの豪雨は「下山の涙雨」とも呼ばれた[67]。

### 失踪後の目撃証言
失踪直後の下山と思しき人物の目撃証言は、事件に対する国民的関心の強さから警察に大量の情報が寄せられ、その数は2か月で1,050件にものぼった。その中でも信頼性が高いと判断された245件について追跡調査を行い、さらに警察による徹底した地取り捜査もあって、三越店内に消えてから轢死体として発見される前まで80数人の証言が得られた（警察捜査の詳細は#捜査方針の変遷参照）。その中から、警視庁から流出した内部資料「下山国鉄総裁事件捜査報告」（通称：下山白書）に記載されている証言を中心に抜粋する（下山白書の詳細は#「下山白書」の流出参照）。

#### 三越およびその周辺

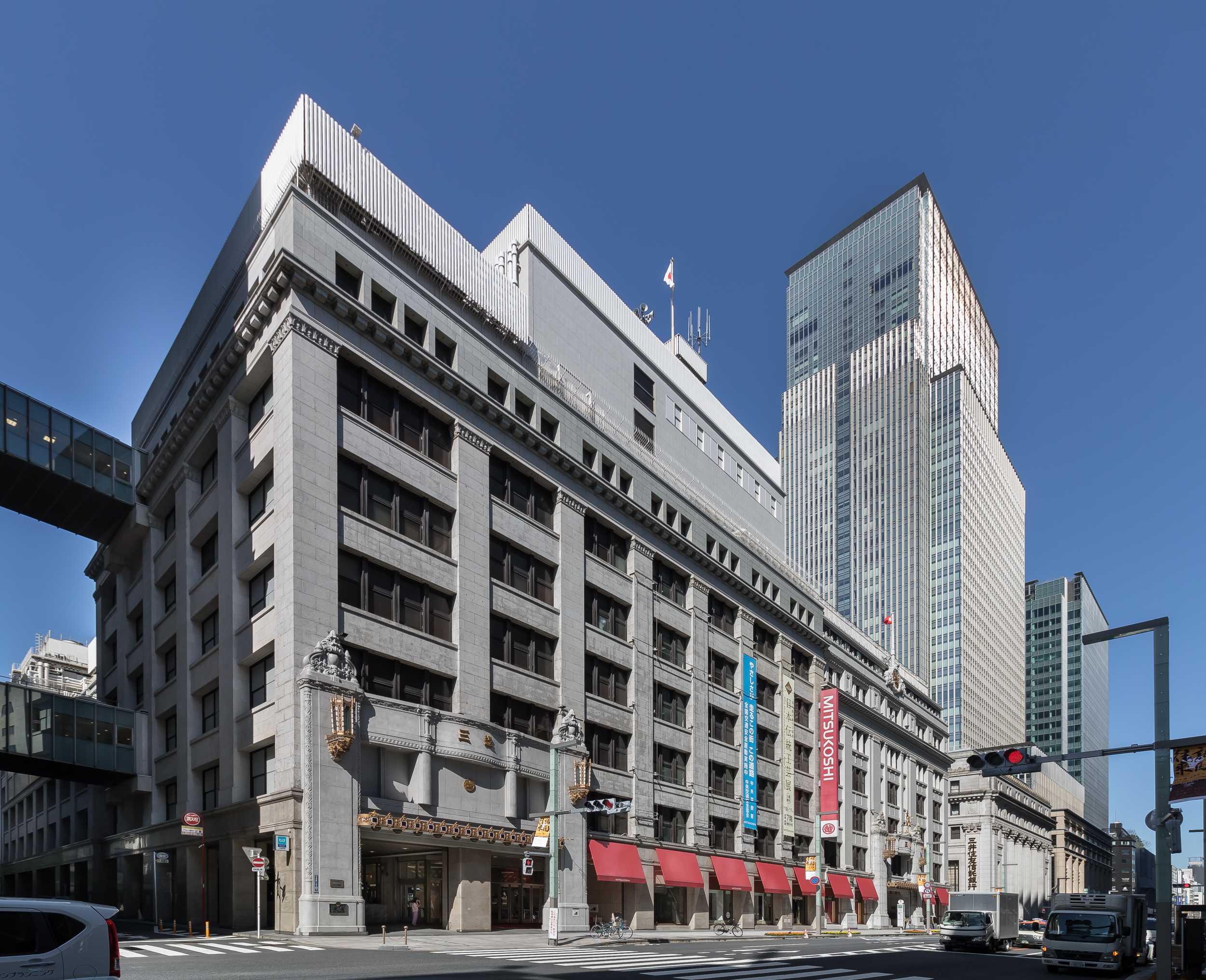
下山が姿を消した三越日本橋本店

1. 5日9時35分頃、50歳くらいの背が高く髪を分けた薄ねずみ色の背広を着用した人が1階北口寄りの化粧品売り場の前を行ったり来たりしていた。後にニュースで知り、この人が下山ではないかと思った。（三越店員19歳）[71]
2. 10時少し前、草履のケースの前で1人の男が品物を見ていた。50歳くらいで中肉、顔色は白い方で、髪は分けてあずき色の洋服を着ていた品の良い落ち着いた会社重役タイプ、下山かどうかはわからない。（三越店員21歳）[71]
3. 10時15分頃に地下鉄入り口付近を、年齢は50歳前後、背丈約170cm、体重約65kgぐらいの太った男が通った。額が広く眼鏡をかけた社長タイプ、白いワイシャツ、ねずみ色の背広、帽子は被っておらず手ぶらであった。その男の後ろを2～3人の男が同時に階段を降りて行ったが、連れかどうかはわからない。報道を見て、自分が見た人物が下山だと直感した。自分は長年案内係をしてきたので、1回見れば人相や服装を忘れない自信がある。（三越社員35歳）[71]
4. 三越地下鉄口の地下飲食街の中にある喫茶店「香港」に、10時開店後まもなく、最初の客として、眉が下がって身体の大きい50歳ぐらいの男と、2～3歳若そうな男の2人連れが来店した。2人はウェイトレスが運んできたソーダ水を飲みながら会話をしていたが、50歳くらいの男は、若い男の話をフンフンと聞くだけで何も言わなかった。やがて50歳の男は困ったようにテーブルの両脇に両腕をついて頭を抱え込んだという。2人は30分ほど在店して出て行ったが、勘定は若い男の方が払った。（喫茶店「香港」のコック、バーテン、ウェイトレス）[72]
5. 三越歩道上でライターに石や油を補充するアルバイトをしていたが、10時20分～30分ごろに三越正面から出てきた男が立ち止まって、両手をズボンのポケットに入れて4～5分間ぼんやりと考え事をしていた。その男は年齢47～8歳、身長172cm～175cm、背広上下に白いワイシャツを着用し、縁の太い眼鏡をかけた上品な人であった。やがてその男は「油を入れてくれ」と売り場までやってきた。その男の出したライターは進駐軍が持っているジッポーかシルバーのどちらかだった。（学生18歳）[67][71]
6. 11時13分頃、三越地下入口の通路の曲がり角で、黒いロイド眼鏡をかけ、灰色の服を着ていた重役タイプの男が、足を鉄板の上に乗せながら3人の男と話し込んでいた。3人の男のうち1人は50過ぎのやせ型で背は低く金縁眼鏡をかけ、小学校の校長先生といった風体であり、他の2人の男は刑事のように見えた。後に報道によって下山の写真を見て、自分が目撃した重役タイプの男と似ていたので、知人の警視庁警察官を通じて届け出た。（主婦）[73]

#### 地下鉄
1. 11時23分渋谷発浅草行きの地下鉄の先頭車両に乗って着席していたが、日本橋駅か末広町駅の間の駅で乗った50歳ぐらいの男に足を踏まれた。男は考え込んでいて詫びもしなかったので、変な奴だと思って足の先から顔まで見上げたのでよく覚えている。身長は170cm～172cm、髪は七三分け、白いワイシャツにねずみ色の洋服上下、チョコレート色の短靴を履いており、所持品はなかった。自分は上野駅で降りたが、男は浅草駅方面に乗り続けた。（自営業43歳）[74][75]
2. 時間は覚えていないが、浅草地下鉄駅1番ホームから来た人が下山のような人相、着衣であった。（靴磨き65歳）[76]

このあと2時間以上目撃証言が途絶える。

#### 五反野付近

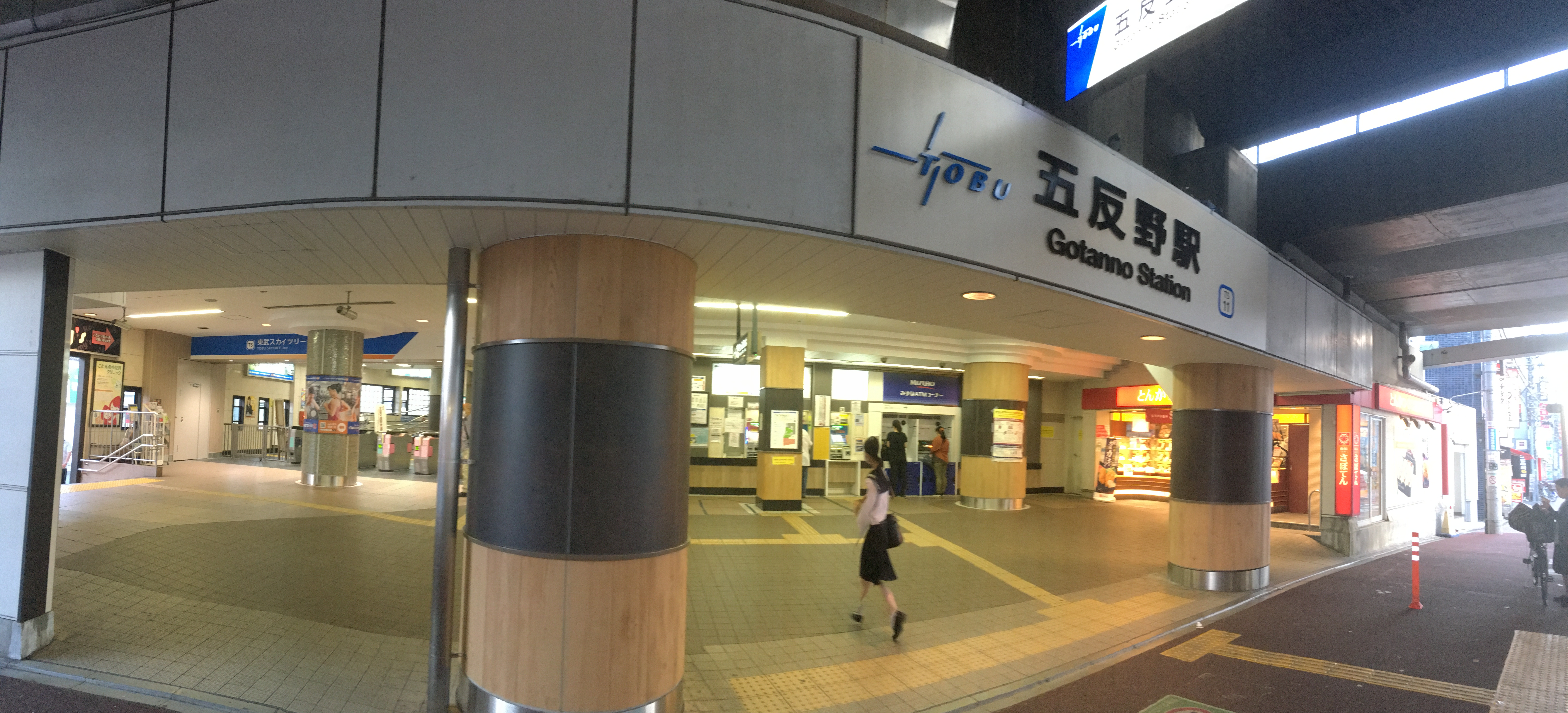
下山と思しき人物が下車した東武鉄道五反野駅（2021年）

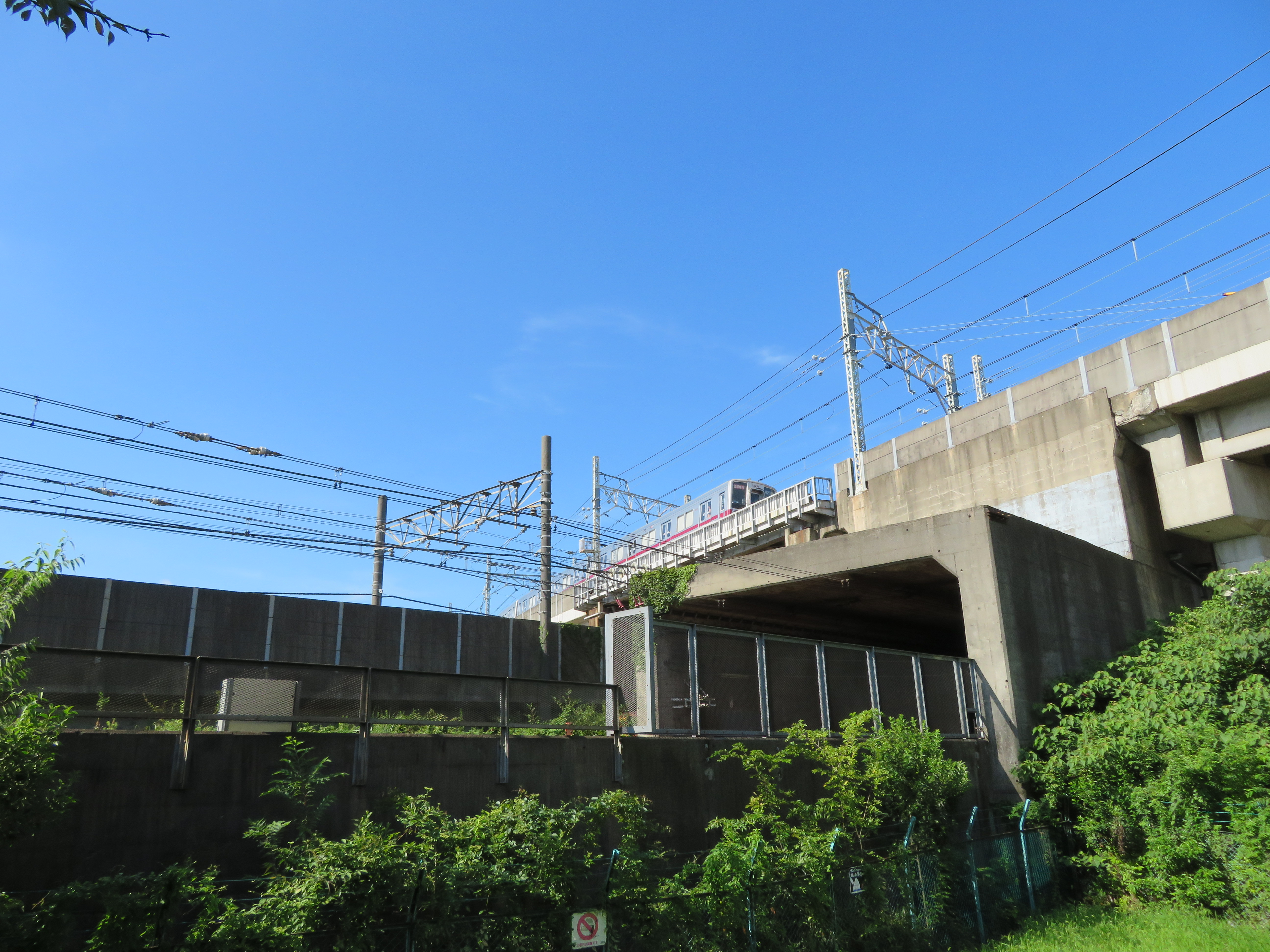
下山と思しき人物が多数目撃された東武伊勢崎線と常磐線（東京メトロ千代田線）との交差部付近（2018年）

1. 当日は清算係として東武伊勢崎線五反野駅改札口で勤務していたが、13時43分、浅草発大師前行き電車が到着し、下車した約20人のうちの1人が切符を渡した後、「この辺に旅館はないですか」と尋ねてきた。そこで一緒に駅を出て、末広旅館を案内した。その男は背が高く、40歳～50歳ぐらいで、白いワイシャツに茶のさめたような背広上下を着ていた。（東武鉄道職員）[76]
2. 14時頃に上品な男が（末広旅館）玄関に立っており「6時ごろまで休ませてくれ」と休憩を申し出てきた。そこで2階4畳半の部屋に案内した。男は「涼しいですね、水をください」と言ったので、1階からコップ（もしくは茶碗）に水を入れて持ってきて宿帳への記入をお願いしたが、「それは勘弁してくれ」と断られた。その後、下から布団を運んできてそれを敷きながら、「おひとりでさびしいですね」と話しかけた。末広旅館は連れ込み宿として利用されることが多かったのでこのような質問であったが、男は「何処かに女の子はいますか」と質問を返してきたので「家ではそんな女の子はいません。みんな連れてきますから」と冗談ぽく答えている。その後、男は部屋で休憩し、17時20分頃に手が鳴ったので行ってみると、既に身支度を終えて1階に降りてきていた。男から「おいくらですか」と聞かれたので「200円です」と答えると、男は黒革の財布から200円とチップ100円を百円札で支払った。その男は靴を履くときに、差し出した靴ベラを使わず、一旦靴をつっかけたのちに、玄関に腰かけてから靴の紐を解いて改めて履きなおしている。そして17時30分ごろに末広旅館を後にした。その男は身長172cm、年齢50歳くらい。色白面長でふくらみがあり、眉毛が開いてロイド眼鏡をかけ、髪は七三分けで上品で優しい顔をしていた。帽子は被っておらず、ねずみ色の背広上下、白いワイシャツにネクタイ、チョコレート色のひだのある進駐軍の靴、木綿の紺色の靴下、黒革の財布、荷物は持たず一人であった。報道で知った下山と酷似していたことから西新井警察署にとどけでた。（末広旅館女将46歳）[77][78]末広旅館の下山と思しき人物が休憩した部屋からは5本の人間の毛髪が見つかったが、そのうち1本が下山の毛髪と酷似していた[79]。この証言および証拠は、事件捜査に大きな影響を与えることになり、のちに他殺説主張者からは、証言の信ぴょう性に対して疑いの目を向けられることとなった（#他殺を裏付ける証拠や証言について、#下山の替え玉説について参照）。
3. 18時頃（18時30分という報道もあり[80]）、事件現場近くの足立区五反野の東武伊勢崎線高架下の手前の沼で、エビガニ獲りをしていたら、坂を立派な紳士が下ってきた。その男は常磐線の溝に沿って50 mくらい行ってからまた戻ってきた。今度は東武線の土手沿いに沿って歩いていき、しばらくすると高架の方角から引き返してきた。年齢は50歳ぐらいで身長は170cm～172cm、顔は夏ミカンのような肌、眉毛は太く下がっていて髪は白髪交じり、飴色の眼鏡をかけていた。無帽で白っぽい背広、縞入りの白いワイシャツに手織りの金糸が入ったネクタイを着用。写真を見て下山に間違いないと思い届け出た。（工員36歳）[81]この工員の隣に住んでいた女子中学生（14歳）は弟を連れて、一緒にエビガニ獲りをしていたが、この女子中学生も、18時40分頃に、無帽でねずみ色の背広を着て眼鏡をかけた紳士を目撃したと証言している[80]。
4. 18時10分頃、子どもと銭湯に行く途中、東武線高架入口で、土堤下のあぜ道から出てきた立派な紳士と出会った。その男は高架下に入っていき、出口で立ち止まって考え事をしていた。身長は167cm～170cm、顔色は浅黒く脂ぎっており、眉毛は濃くて黒縁の眼鏡をかけていた。ラバーソウルの靴で爪先に馬蹄型のひだがついていた。報道で見た下山の写真とは似ていないが、人相書とは一致するので届け出た。後日、警察に見せてもらった当日の下山の着衣と靴については、間違いなくその人物が着用していた。（会社員38歳）[82][83]
5. 18時30分頃、綾瀬の妹の自宅を訪ねた帰りに、近道のために東武線の下りの線路内を歩いていたところ、事件現場の高架わきに大きな男が立っていた。しだいにその男に近づいて行ったが、周囲に他に人気はなく、怖くなって一旦引き返した。そのときに振り向いて男の様子を見ると、線路わきの土手を降りてかがみこんでいた。その男を避けるため、線路を横断して上り線路を上野方向に歩き出して自宅を目指したが、下り線でかがんでいる男を通り過ぎるときにすれ違いざまに様子を見たが、足元の草を千切っていたという。その男は年齢46歳～47歳、色白で鼻が高く、肥った顔、眼鏡は記憶にない。無帽でねずみ色の洋服、チョコレート色の上等な靴を履き上品な人であった。下山の写真が掲載された新聞を見て、「私が昨日会ったのは、この人に間違いない」と自ら駐在所に届け出ている。下山の上着のポケットからは、轢死現場付近に群生していたカラスムギが発見されており[84]、警察が現場を調査したところ、証言と一致するように植物を千切った後が見つかっている。（小売業43歳）[82][83]
6. 18時40分頃、東武線高架のところに来ると、北千住方向から枕木の上をブラブラ歩いてくる男がいた。顔は広く角顔で、ねずみ色の体形にあった服、靴の記憶はないが、着衣は下山に似ていた。その男は電車の来る方角に背を向けて歩いていたので、命知らずだと思った。その男は眼鏡をかけていなかったうえ、人相は下山には似ておらず、西尾末広に似ていた。（清掃人39歳）[81][85]
7. 18時30分頃（実際は後述の下り貨物列車の通過時間から18時58分前）、犬の散歩中に東武線高架辺りで線路を見ると、常磐線の線路の中を下戸の人が酩酊したような格好で、キョロキョロと左右を見ながら千住の方から歩いてくる人がいたので、危ないなぁと思ってみていると、やがて下りの貨物列車が走ってきたので、その人物は高架下から2本目の電柱に身を寄せてどうにか貨物列車をやり過ごして無事であった。身長は175cmぐらい、顔は面長、眼鏡はかけておらず体形はよかった。着衣はねずみ色の洋服に白いワイシャツ、頭髪は分けていたと記憶している。（主婦60歳）[86]この男が貨物列車を避けるために身を寄せた電柱の下部はコールタールが塗り立てで乾いておらず、その一部が地面に流れていたが、のちに下山の靴底からコールタールが検出されており、この男は下山本人であった証拠ともされている[87]。
8. 20時半すぎ、五反野踏切前で自転車を降りて待っていると、反対側から走ってきた知人が「変な人がいるよ」と言ってきた。見ると、この辺りでは見かけない立派な人が立っていた。電車が通過したので自転車に乗ろうとすると、その男は東武線の高架の方向へ線路を歩いて行った。年齢は50歳ぐらい、背は高い方で灰色のような服を着ていた。眼鏡はかけておらず、ワイシャツの襟が上着の上に出ているような感じであったがはっきりしない。辺りは暗かったので人相はわからなかった（女性20歳）[81][88]
9. 7月5日常磐線下り263貨物列車に乗り、荒川放水路鉄橋を渡った後の22時9分頃に土手の踏切の約30ｍ手前にさしかかったとき、ふと前方を見ると、踏切の警標の陰に人が立っていた。こんな夜遅くには人気がない場所なので、飛び込み自殺かと警戒して、機関車が踏切を通過するまで注視していた。その人は下山と人相、服装が似ていて、立派な紳士風の男だった。（国鉄機関士22歳）[81]
10. 23時30分近く、ラジオ店からの帰り道で自転車で五反野南町にさしかかったとき、東武線の高架方向から1人の男が下を向いて歩いてきた。こんな夜遅くに何事だと思い、その顔を見ながら行き過ぎて、振り向くとその男も立ち止まってこちらを見ていた。雨が降り出したが、急ぐ様子もなくぶらりぶらりと高砂町の方へ歩いて行った。歳は4、50歳前後、身長は167cm以上、面長で肥った顔、黒か茶縁の眼鏡をかけ、髪は七三分けの肥った重役風の品のいい人であった。服はねずみ色のような背広上下に白ワイシャツ、荷物は持たず一人で、この辺りでははじめて見る人だった。翌日の新聞報道で、昨夜見た男が下山に酷似していたのではっとした。（魚商30歳）[89]

これらの目撃証言をつなぎ合わせると、下山が三越内に入ってから轢死するまでの間、浅草駅から五反野駅に現れるまでの約2時間を除けば、継続的に下山の目撃情報がある。三越付近での目撃情報については、1人でいたという情報と、複数の連れがいた情報もあり、三越周辺で下山が誘拐犯に拉致されたとの推測がなされることになった。
事件現場付近では多数の目撃証言が得られたが、その多くは下山と思しき人物があてもなく彷徨っているという印象が強く、これらの聞き取りを行った捜査一課は、下山は自殺したとの推測を深めていった（自殺説）。しかし、これらの証言の一部は、朝日新聞記者の矢田喜美雄による追跡調査により、自殺と結論づけたい捜査一課の脚色が加えられているという指摘もある。また、下記の通り、下山の遺体の司法解剖により死後轢断であったという結果が出ると、下山は轢断前に殺害されており、事件現場付近をうろついていたのは、その殺害した犯人グループが準備した替え玉であったのではないか、という主張がされていくようになっていった。（他殺説）

### 生体轢断か死後轢断か

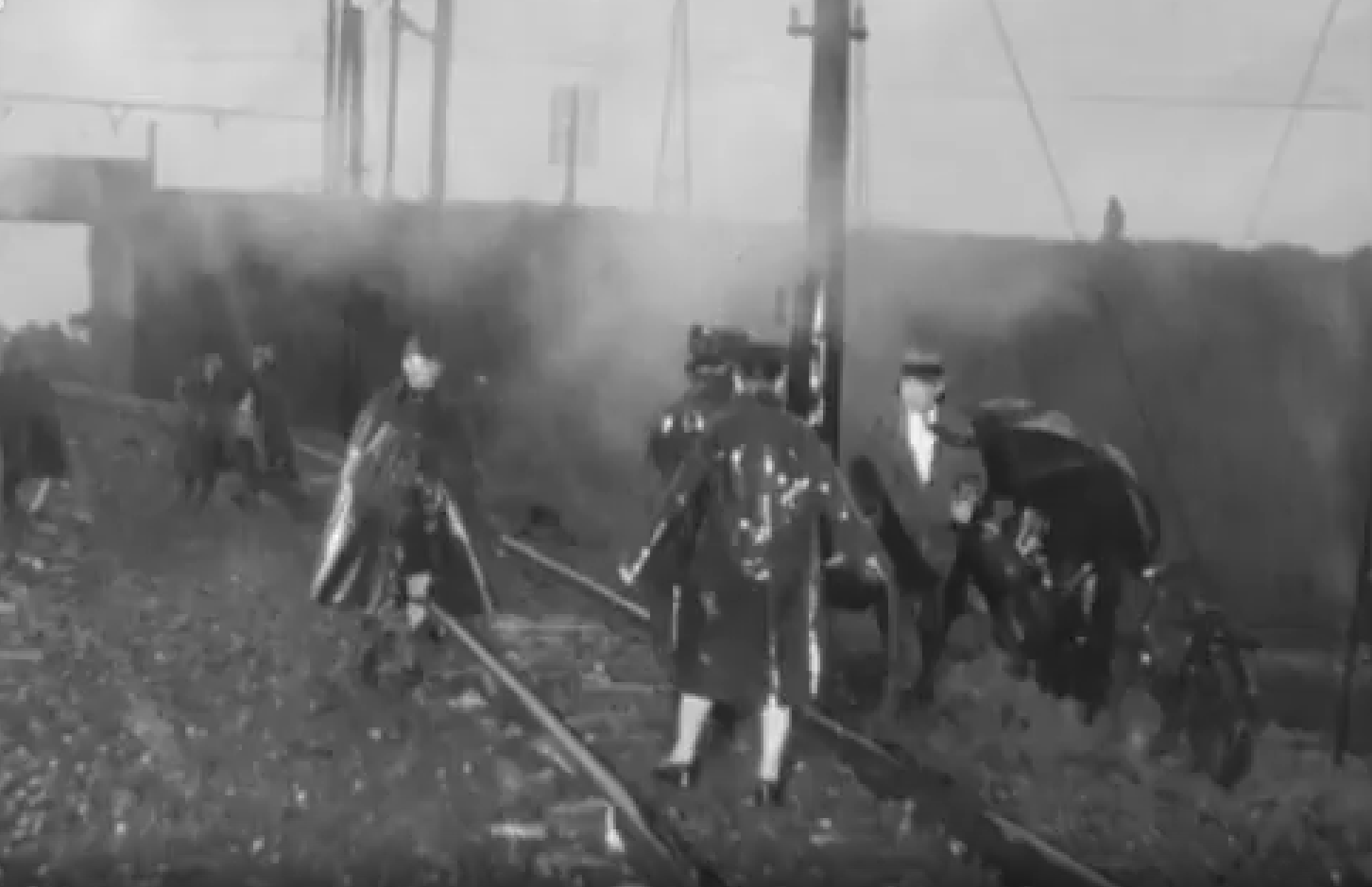
雨の中、下山轢断現場の現場検証をする警察官。写真左の高架下付近が下山が機関車と接触した場所と推定された。

#### 東京大学での司法解剖
下山は、東京都足立区五反野の東武伊勢崎線高架下の国鉄常磐線下り線路上にて、付近を6日0時19分頃に通過した田端発平（現・いわき）行きの下り貨物第869列車（D51 651牽引）に轢かれたことが判明した。遺体確認の経緯としては、0時25分頃に終電2401M列車が東武伊勢崎線高架下を通過した際、椎名利雄運転士が線路内に「赤ぼったく瞬間的に見えるもの」を発見し、綾瀬駅に到着すると駅員に「死体らしい」と届け出た。
椎名から報告を受けた綾瀬駅駅員が、激しく降る雨の中を現場に急行すると、1時頃に肉付きのいい裸の胴体が線路にうつ伏せになっていることを確認、次いで通報を受けた警察官も到着し、下山名義の定期入れや、その他の轢断された遺体の破片を発見し、遺体の傍には0時20分で停止した腕時計も見つかった。その後、綾瀬駅の駅長も到着し、裸の胴体を線路外に移動させた。3時半、警視庁に「遺体は下山総裁らしい」という連絡が入ると、警察や検察、国鉄関係者が続々と現場に集まってきた。4時には下山の鉄道省時代の秘書であった折井正雄上野駅旅客係長が現場に到着し、轢死体の顔面を見て下山であることを確認した。5時30分、雨の勢いが弱まったので、総勢50名による現場検証が開始された。遺体は約90mにわたり、以下のように散乱していた。
1. 東武線高架直下から3.3 mの枕木とバラスト（砕石）に大きな面積の油の流れ跡
2. 油の位置から下り方向2.5 mのバラスト上に轢断された右足首、靴下の断片が付着
3. 油の位置から下り方向6.7 mのレールの間に靴下ガーター
4. 油の位置から下り方向8.2 mのレール外土手草むらに右靴、押しつぶされたように破損
5. 油の位置から下り方向14.2 mのレールの間に左靴、大きな損傷はなし
6. 油の位置から下り方向21.6 mのレールの間にふんどし
7. 油の位置から下り方向24.7 mのレールの間にワイシャツ、背中が真ん中から右寄りに裂けていた
8. 油の位置から下り方向39.9 mのレールの間に左足首、靴下を履いたまま
9. 油の位置から下り方向42.8 mのレールの間に背広上着、背中の中央部から下方にむけて右斜めの裂け目、右袖付きの後ろまで裂けていた
10. 油の位置から下り方向49.6 mレール外に顔面、頭頂部から裂けて後頭部はなし、また下あごも欠損、この顔面の少し先に脳
11. 油の位置から下り方向64.1 mのレールの間に腸の一部
12. 油の位置から下り方向67.7 mのレールの間に右腕、肩先の一部も付着
13. 油の位置から下り方向82.1 mのレールの間に胴体、現場検証時にはレール外に移動済み、上半身仰向け、下半身はねじれて下向き、腰骨は粉砕

下山の遺体を検視した監察医は、東京都監察医務院の八十島信之助医師であった。八十島はこれまで100体以上の轢死体を検視してきたベテラン監察医であった。現場での検視はメスなどを使用することなく、外見や損傷面や皮膚状態を観察し、触手などで死後硬直などを判定するが、八十島程度の経験を積んだ監察医であれば、その検視にほとんど狂いはないとも言われていた。八十島は検視の結果、下山の死因を轢死であると判断した。鉄道事故の検視で轢死というのは、自殺及び事故死のことを指していたが、八十島は重大事件でもあり「国鉄総裁の死亡というのは大問題でしょう。司法解剖してみるのも一つの方法でしょう」とも付け加えた。八十島が轢死と判断したのは、遺体の胴体の部分に他の多くの轢死体と同じく死班が見られなかったためであり、生前に身体が大きく損壊した「生体轢断」であるとした。結果、他殺を疑っていた東京地検主任検事布施健からの進言もあり、八十島は現場での死因特定はせずに、下山の遺体は司法解剖に回されることになった。
翌7月6日10時30分、東京大学で下山の司法解剖が行われた。当時、司法解剖は東大と慶應義塾大学が地域によって分担して行っていたが、下山の現場は東大の分担地域であった。司法解剖の指揮は法医学教室主任の古畑種基教授が執ったが、実際の執刀は同教室の桑島直樹講師が行った。桑島は血液や麻薬などが専門で、解剖の経験は少なく、轢死体の執刀は今回が初めてであった。しかし、不慣れな分時間をかけて執刀し、法医学の歴史に残るような詳細な司法解剖となり、現場で検視した八十島の検視結果とは全く異なる以下のような鑑定結果を発表した。
- 死体には血液がほとんど残存していなかった。心臓には穴が開いていて、ここにも血液はまったく認められなかった。
- 首、肩、腕、左足首の断裂面には、自殺ならば当然認められるべき生活反応が発見できなかった。つまりこの事実は、下山の遺体が「死後轢断」であることを示している。
- 遺体全体には380か所もの傷が確認されたが、その大半に生活反応が存在しなかった。だが、両手足の皮下出血、睾丸、陰茎、瞼、内膜の粘膜出血などごく一部には明確な生活反応が残っていた。
- 死亡推定時刻は5日22時前後（貨物第869列車が下山を轢く前の時刻）[103]

この司法解剖結果により、にわかに下山は殺害されたという見解が主流となっていった。早速政府が反応し、増田甲子七官房長官は以下のような政府談話を発表した。
下山国鉄総裁の死体は東大で解剖しているが、両足、胸が切断されている点から、鉄道の専門家たちは自殺ではないと見ている。轢かれる前に死んでいたのではないかとの見方が強い。しかし政府としては慎重な態度で臨み、徹底的に調査する。 —7月6日正午官房長官談話
これは、政府が下山が他殺であることを望み、それを前提として、治安対策や労働組合対策に利用しようとしていたという見方もある。マスコミもこの発表に反応し、紙面には他殺説の記事が載り、中には「死体に弾痕が見つかる」などというフェイクニュースまであり、国民の不安と恐怖心を煽った。政府や世論が過熱する中でも警視庁捜査一課は冷静に捜査を進め、7月6日19時10分の記者会見において、課長の堀崎が下記の見解を述べた。
1. 死因はまだ判明しない。
2. 出血が少ないので死後に轢かれたものと認められる。
3. 胃には全く内容物はなく、食後4～5時間経過している。
4. 飲酒していたかは不明。
5. 毒物の有無は判明しない。
6. 他殺の疑いはあるが断定できない。

7月8日、東大裁判科学教室で秋谷七郎教授による死亡時間の割り出しが行われた。その検査方法には水素イオン指数検査法が用いられた。下山の遺体のうち、細菌に汚染されていなかった肩の筋肉を無菌室にてすり潰し、液状となった筋肉が時間の経過で示す水素イオンのpH値を測定して、グラフに現れるカーブから科学的に死亡時間を割り出すというものであった。この検査によって下山の推定死亡時刻は5日21時30分とされ、先に司法解剖で出された推定死亡時刻22時とあまり差が出ず、死後轢断を補完することとなった。
古畑と東京地検は失われた下山の血液を探索すべく、事件現場から下山の胴体があった場所など3か所を枕木の下40cmまで掘り起こし、その土砂に血液が混ざっていないか、国家警察科学捜査研究所に持ち込んで検査してもらったが、100gの水にわずか1gの血液が混ざっても検出できる鋭敏な薬品を使用しても、血液反応は出なかった。しかし、7月25日に東京地検、警視庁、東大法医学教室合同で行われたルミノール検査では、下山の遺体が散乱していた場所は一面火の海のように発光し、大量の血液の存在が明らかとなり、その事実を古畑も確認しているが、経緯は不明ながらルミノール検査結果は公式の証拠とはならず、引き続き警察の見解としては、現場付近では血液は見つからなかったとされた（ルミノール検査の詳細については#朝日新聞記者矢田喜美雄が血痕を指摘参照）。
また、遺体の局部などの特定部位にのみ内出血などの生活反応を有す傷が認められたことから、該当部分に生前かなりの力が加えられたことが予想され、局部蹴り上げなどの暴行が加えられた可能性も指摘された。7月9日、古畑と桑島は死因を「局部を蹴上げられたためのショック死」とし、死亡推定時刻は機関車に轢断される前の「5日21時頃」と判定した。しかし、この判定は、8月30日に衆議院法務委員会の参考人招致であっさりと覆されることになる。

#### 法医学会での論争

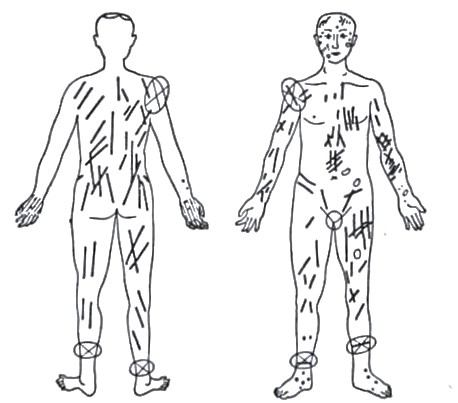
東大法医学教室が作成した下山の遺体損傷図、〇の中に×がしてある個所が轢断された箇所、この図には〇はないが頭部も轢断されている

秋谷の水素イオン指数検査法は、これまでモルモットによるテストしか行っていなかったにもかかわらず、秋谷はその精度を80%以上などと主張していたが、実際には正確性が不十分な検査であった。「死後轢断」を主張する東大法医学教室に対して、一般の医学者や科学者から厳しい批判が噴出し、やがてその批判は野火のように広がっていった。7月10日の毎日新聞の紙面では、同じく警視庁の司法解剖を担当していた慶應義塾大学の中館久平教授が、古畑の死後轢断説に反論した。まず、秋谷の水素イオン検出法には確実性がなく、その推定死亡時刻には疑義があることと、古畑が死後轢断としていた根拠のひとつであった出血量の少なさについては、中館の経験から飛び込み自殺の遺体では少ない方が多く、自分が検視した146体のうち、出血多量はわずか9%、少量16%、ごく少量が70%以上というデータも披露し、下山は「生体轢断」であったと主張した。
元名古屋医科大学教授の小宮喬介も論戦に加わり、「自殺の場合でも人体はまず排障器に当たった瞬間、その打撃のショックで心臓が停止するが、そのショックとなった打撃部分の生活反応を認めるのみで、他は死体となって轢かれた傷しかない」「死体が轢かれるのであるから血液は流出することはあっても、心臓の圧力による噴出はなく、轢断部分の生体反応である毛細血管の出血も起こらない。下山の死体の出血が少なかった事実は自殺の場合でも不思議はない」などと反論した。
その後も自殺の根拠となる生体轢断とするか、他殺の有力な根拠となる死後轢断とするかで意見が対立した。法医学界での深刻な対立を重く見た古畑は、当時の法医学学会会長の東北大学村上次郎教授に緊急法医学会の開催を申し出た。この学会には、古畑、八十島、中館、小宮などの当事者の法医学者のほか、警察や検察の関係者も出席したが、法医学会がこのような会議を開催することは極めて異例であった。生体轢断を主張する法医学者たちは、一部で「解剖に立ち会ってもおらず、鑑定書もまともに見ていない」「新聞報道など一部分のみの言葉をとらえている」などと批判されていたこともあり、緊急法医学会の開催に際しては司法解剖の鑑定書にじっくりと目を通し、また東大法医学教室からは詳細な解剖所見も聞いて、入念に準備を重ねた。
事件から3週間あまり経過した7月30日、東大医学部小講堂で緊急法医学会が開催された。真夏であるにもかかわらず、講堂の窓は締め切られ、カーテンも全て降ろされて、古畑が出席点呼をとるといった物々しさのなかで学会は開始された。医学者や警察や検察の関係者多数が見守る中、法医学者の発言が続いたが、現場で最初に検視した八十島は轢死遺体の生活反応について「自分が100体以上轢死体を検視してきたなかで遺体に生活反応がはっきりしないことは別に珍しいことではない。法医学の教科書にも鉄道死の場合、生活反応が必ずしもはっきり出るとは限らないとある」「所見を総合すると、まずは常識的に轢死（自殺）と考えるのが妥当かと思う」と東大法医学教室の鑑定に異を唱えた。一方、東大法医学教室で実際に解剖を執刀した桑島はスライドを使いながら、「生前にできた傷は、眼瞼、結膜に相当著明な溢血点、胃の付近の粘膜面に小さな出血、右胸に皮下出血1個、左右の手には点々とした皮下出血、足の甲にも数個の皮下出血、さらに陰嚢、陰茎、睾丸に出血があった」「生前にできたと思う出血はこれだけであります」と死後轢断を主張、そして死因として「睾丸部の方は皮下に溢血はない、睾丸に打撃が加わった際に生じたと思われる皮膚剥離のようなものは見られない。この場合は睾丸の出血を起こしたような外力がショックを起こす可能性がある」として、睾丸に外力が加えられたショック死と推定した。それに対し、中館は睾丸の出血について「私が最近検視した三鷹事件の轢死体4体のうち3体に陰嚢に皮下出血が見られた。従って下山の生活反応がある傷が生前にうけたものとは断定できない」と桑島に反論するなど、各法医学者は自分たちの見解を述べ合ったが、互いの主張に対する問題点の指摘なども活発に行われたため、死後轢断を日本法医学会の統一見解としたかった古畑の目論見は外れ、会議として何らかの合意に至ることはなかった。
8月30日、古畑、中館、小宮の3人の法医学者が衆議院法務委員会に参考人招致され、国会をも巻き込んだ大論争となった。死因に関する法務委員会委員の「下山の死因は局部を蹴られたからではなかったか」との質問に対し、中館は「私はキン玉を蹴られて死んだという話は聞いたことはない」と答えた。古畑は、上記の通り死因を「局部を蹴上げられたためのショック死」などと公表していたにもかかわらず、「解剖執刀者桑島博士は、いまだかつて公式には他殺、自殺のいずれともいっていない。死後轢断という解剖所見を述べているだけである。研究は継続中であり、研究結果も知らない者が勝手に推論することは、学者的態度ではない」と述べており、この時点で「ショック死」説に見切りをつけていた。最後に証言した小宮は、かつて東大法医学教室で学び古畑は兄弟子にあたったが、その古畑の説に対して「我々十幾つもの轢断遺体を解剖したことがあるが、ずいぶんたくさんの飛び込み自殺の遺体に死後轢断の跡を見てきた」「どうしてかと言えば、汽車にぶつかって死んで、その死骸が轢断されるので、死後轢断の跡が見られる」と真っ向から反論した。
国会で証言した3人は、日本法医学界の父と言われている片山国嘉に次いで、東京大学法医学教室の2代目教授を務めた三田定則の門下生であり、法医学界で長年の間切磋琢磨しあい、交流もあった。小宮については、戦後の物資難の時代に食料油のヤミ市にかかわって大学教授を辞任したという経緯もあり、死後轢断論者（他殺説）からは目の敵のように批判され、GHQや警察にすり寄って学者としての良心を曲げたなどと根拠のないバッシングを受けることもあったが、小宮は兄弟子たる古畑から直接解剖の結果を4 - 5時間もかけて教えてもらうなど、互いに真摯な態度で国会の参考人招致に臨んでいた。反論される立場となった古畑も、小宮や中館について「私のもっとも尊敬しております同僚でございまして、常に私どもは連携してやっております」と賛辞を贈るなど、この法医学論争は世俗的な対立ではなく、同門の学者同士の真摯な学問上の論争であった。
この論争の中心となった3人が参加した緊急法医学会と衆議院法務委員会の参考人質疑によって、生体轢断（自殺説）と死後轢断（他殺説）の論争点が次第に明らかとなっていった。
1. 局部や手足の皮下出血については、生体轢断の特徴として捉えられるが、一方で、他人の暴行による傷跡であり、下山の死因に繋がったとも考えられる。
2. 轢断創周縁に出血が認められずに、生活反応にも欠いているという所見は、生体轢断にも往々にして認められる現象であり、最初の接触（機関車に轢かれた瞬間）で心臓が停止しその後に轢断されれば、大量の出血も生活反応も発生しない。一方で、例え接触の瞬間に心臓が停止しても、そのときの生活反応は残っているはずだし、特に下山の場合は、局部や手足に生活反応が認められるので、局部や手足に衝撃があった後に心臓が停止してその後に轢断されたと考える方が自然である。
3. 事件当日は豪雨とも言える雨が降っており、仮に轢断創に出血していても、雨により流された可能性が高く、実際の出血の状況はわからない。一方で、例え豪雨が降っても轢断創の出血が全て流れてしまうとは考えにくい。
4. 他殺とした場合の死因については、これまでに“局部蹴り上げによるショック死”と“窒息死”が想定されていたが、最終的には不明である。
5. 推定死亡時刻の推定については、東大法医学教室の秋谷による、水素イオンの測定での轢断前に既に死亡していたという推定は信頼に値するものなのか？

下山の死因については、東大関係者の中でも意見が割れている上に、時期によって変遷している。上記の通り、古畑と桑島は当初「局部を蹴上げられてショック死」などと主張していたが、国会の証人喚問ではそれを撤回し、事件から1年経った1950年（昭和25年）7月5日付の朝日新聞で古畑は、下山が血を抜かれたことによる失血死であったと主張し始め「もし下山氏が失血死であった場合、この殺害方法は日本の犯罪史上に例のないものだ」と指摘して、世界の文献を集めていると語った。したがって、他殺説でしばしば主張される「現場で下山の血液の飛散が少なかったので、他の場所で下山が血を抜かれたうえで失血死した」という見解は、本格的な法医学会での論争が一段落した後の後付けで、あくまでも古畑の個人的で非公式なマスコミ向けの証言にすぎず、桑島は血を抜いての失血死を否定しているなど、東大法医学教室の統一見解でもない（詳細は#生体轢断について参照）。なお、この「局部を蹴上げられてショック死」と「血液を抜かれて失血死」という古畑の推定は、後年に至るまで他殺説主張者の間では統合されて主張され続けており、他殺説論者の急先鋒で、後に下山事件を他殺と考える著名人で結成された「下山事件研究会」の中心メンバーとなった推理作家の松本清張は、「下山は局部を蹴られて気を失っている間に血を抜かれて殺されたかもしれない」と主張している。
現場の刑事の立場からは、古畑より中館の方が信頼されていたという。中館はどんな死体の解剖でも、事前に捜査員から現場の状況を細かく聞き取り、死体はどんな状況で、天候や日光の作用はどんな具合だったか確認した後に判定していたが、古畑はあくまでも法医学の所見を重視し、現場の報告はほとんど無視していた。捜査一課の平塚は中館から「いまの法医学では刑事の足にはかなわない。だから、刑事さんの足と、わたしたちのいわゆる死体を解剖した所見をあわせて、総合的に考えなければならない」と話されたという。一方で古畑は「法医学が100%先行する」という立場であった。古畑は下山事件後も法医学界の第一人者として多くの重大事件の鑑定にかかわり、日本犯罪学会会長、日本人類遺伝学会会長、科学警察研究所所長等を歴任し、1956年（昭和31年）には文化勲章まで受賞したが、後になって過去に古畑が鑑定に関わった事件の冤罪が次々と判明し、特に戦後の「四大死刑冤罪事件」と呼ばれていた免田事件、財田川事件、松山事件、島田事件のうち3事件に関わっており、古畑法医学の権威は大きく失墜した。（詳細は#東大法医学教室の鑑定結果への反論について参照）
死後轢断説を補完した東大法医学教室秋谷による水素イオン指数検査法による死亡推定時刻にも、上記の通り批判が集中した（詳細は#東大法医学教室の鑑定結果への反論について）。東京慈恵会医科大学の藤井康雄教授は「体験の不足した法医学者の不注意による所見である」と厳しく批判し、千葉大学の宮本高明教授は朝日新聞紙面を通じて「モルモットでのテストのみで精度80%と主張しているが、人体でのテストもおこなったのか」「検体は無菌であったと主張しているが、実験をしたのは死亡から20時間も経過した後で、その間豪雨に打たれていたのに本当に細菌汚染はなかったのか」などの公開質問状を送った。秋谷はその質問状に対して「細菌に侵されにくい肩と腕の内部の筋肉を検体としたので細菌汚染されていなかったはずだ」「モルモットと人間は純科学的には変わりはないし、下山の実験後に2体の遺体で実験してみたが、モルモットによる実験とは差はなかった」と回答した。しかし、秋谷はその後この実験について語ることはなくなり、後年に「下山事件研究会」が証言を求めるも拒否され、やむなく「下山事件研究会」の会員で、下山事件当時東京大学総長で秋谷の上司であった南原繁を通じて証言を要請したが、これも拒否された。そして、この秋谷の水素イオン指数検査法による死亡時刻推定法は、下山事件後は使われることはなくなったという。

### 線路上とロープ小屋の血痕

#### 朝日新聞記者矢田喜美雄が血痕を指摘

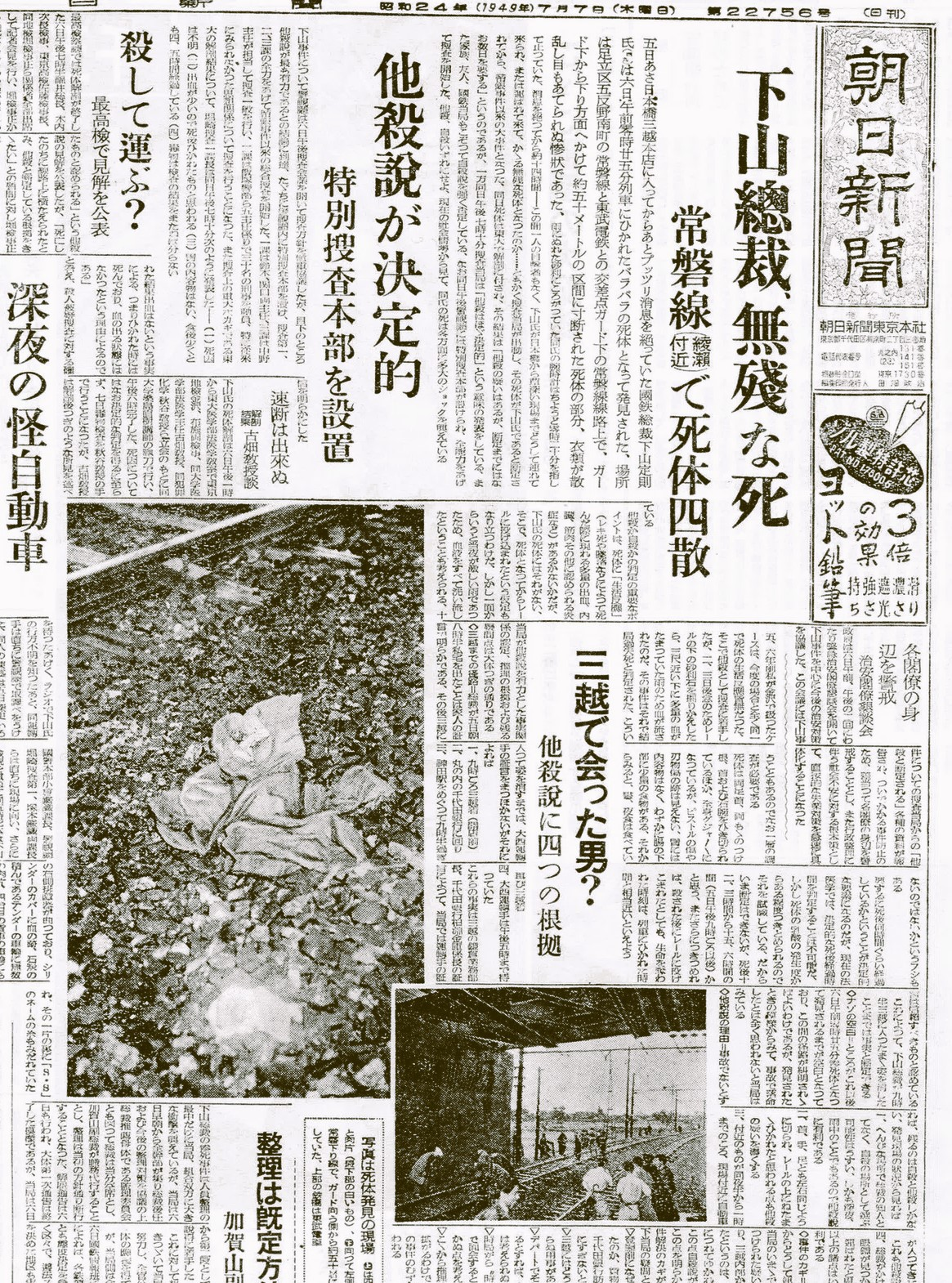
他殺と報道する1949年7月7日付の朝日新聞

7月18日に朝日新聞の下山事件担当記者である矢田喜美雄は、下山の司法解剖を担当した東大の桑島から、GHQ憲兵司令部・犯罪捜査研究室（CIL）のフォスター軍曹という憲兵が、轢断地点付近にわずかな血痕を見つけたとの情報を入手したので、調査をするよう勧められた。しかし、この血痕が発見された経緯は当時の関係者の記憶が曖昧であり、矢田が主張するように、なぜ突然にアメリカ軍の憲兵が登場してこのような重大な発見をしたかも全くの謎であった。矢田に情報を提供したはずの東大法医学教室の桑島の同僚で、血液調査担当であった中野繁は、矢田が自ら「ひょっとしたら轢断面の上手の方に、下山さんの血痕があるんじゃないか」などとしきりに調査の必要性を主張していたことを聞いている。同じ東大法医学教室の野田金次郎も矢田が「現場周辺に血痕のようなものがある気がするんだ。そこを調べてみたい」と依頼に来て、野田は矢田の想像力の豊かさに感心したという。そして矢田自身も雑誌『中央公論』昭和26年1月号に寄稿した『下山総裁の血の謎』という記事で、自らを「ブン屋」と称し、その「ブン屋」が自ら探し出したと書いている。
捜査関係者の血痕の記憶が曖昧なのは、事件直後の徹底した現場検証の際に、その時点で血痕があればまだ新鮮だったはずであり、多数の鑑識員がまず見逃すはずがないという考えに基づいていた。これは当時、事件現場の鑑識に携わった鑑識員のほぼ一致した見解であり、鑑識課長の塚本恭久は、血痕があったとしても、油染みなどとの区別が難しい古い血痕であったはずだと述べている。しかし、矢田の通報もあって、7月19日には警視庁も血痕の調査をすることになった。血痕の調査には矢田も加わり、矢田は自分のハンカチで1本1本枕木を拭いて、様々な枕木の染みから血痕らしきものを探し出すと、持ってたガラス片で血痕を枕木からはぎ取って回収して回った。そして、その血液らしきものを東大法医学教室に持ち込んで桑島に鑑定を依頼したが、量が少なく、人間の血液であるかも判定できないかもしれないという回答であった。一方、警視庁も課長の塚本以下9人の鑑識員を投入して鑑識を行った。科学捜査研究所顧問浅田一の監修も受けて慎重な検査を行ったが、現場の血痕が下山の血液に結び付くという結論は得られなかった。
しかし、矢田は血痕に固執し、もっと効率的な調査法はないか野田に助言を求めた。野田はルミノール薬であれば、暗闇で血液に噴霧すれば光ることを矢田に教え、実践して見せた。この当時はルミノールは一般的な薬品ではなく、東大法医学教室でも多くは保有しておらず、製薬会社ですら在庫があるか怪しかった。そこで矢田は自ら薬問屋を訪ね、私費でわずかに残っていたルミノールを買い占めた。7月22日の深夜0時から、矢田は同僚記者と2人で枕木にルミノールを噴霧して回った。効果はてきめんで多くの枕木が蛍光色に光っており、多数の血痕が発見され、その血痕はあたかも酔っ払いが歩いたかのような千鳥足状になっていた。矢田は、犯人たちは他の場所で殺害した下山の遺体を線路上を歩いて運搬したが、重かったのでふらつき、時々遺体を置いて休憩したのではないかと想像した。
東大法医学教室が関係しているとはいえ、新聞記者単独の現場検証の真似事のような調査であったが、古畑に報告したところ、東大が主張する「死後轢断」説を補完する材料にもなると好意的に受け入れられ、東京地検への紹介状を書いてくれた。矢田はその紹介状を持って東京地検刑事部山崎刑事部長と、一貫して他殺説を主張してきた主任検事の布施と面会を求めたところ、布施は来客を断ってまで矢田を招き入れて協議し、矢田の説明の下で東京地検と東大法医学教室共同で再度ルミノール検査を行うことを決めた。その後、東京地検と警視庁の協議により、警察からも鑑識課長の塚本も立会人で加わることとなった。

#### 検察・警察と東大による合同調査

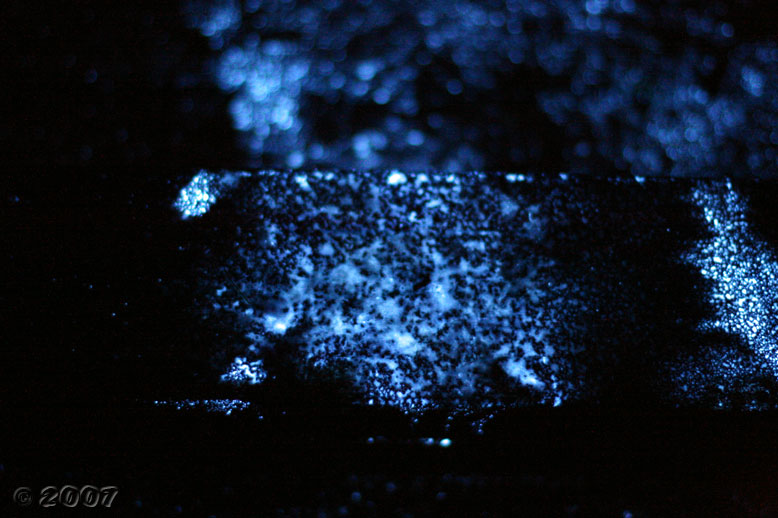
血痕に反応して発光するルミノール（本事件の血痕ではない）

合同検証は25日の23時から開始された、改めてルミノール検証が行われた結果、次々と枕木が蛍光色に光り、捜査員や研究員は徐々に上り方面に捜査範囲を伸ばしていくと、血痕は轢断地点から上り方の荒川鉄橋方面まで約199.3 m続いていることが判明した。血痕はおおむね4群に分かれており、合計で46か所見つかった。さらに、血痕が途絶えた場所の土手の下には、廃屋のような小屋が見つかった。捜査員はその小屋に注目し、ルミノールを噴射したところ、扉や柱など17か所に反応があった。この検査結果から矢田は、他の場所で殺害された下山の遺体を犯人らがまずこの小屋に運び込んだ後に、土手を登って線路上を轢断現場まで運び、その後に線路上に遺体を放置したものと推定した。
この推定を証明するには、線路上や小屋の血痕が下山のものであると証明する必要があった。下山の遺体から保存していた血液は相当量あったが、ABO式血液型でのA型の判定はできても、それ以上の判定はできなかった。そこで古畑は、下山の親族の血液型から下山本人の血液型を推定することとし、東京在住の3親等16人の親族の協力を得て、AMQ型70％、AMN型30％の確率であると推定した。東大法医学研究室では採集した血痕の血液型検査が進められていたが、これらの血痕のうち、検査可能な39検体のうち29検体が人間の血と確認された。このうち、ABO式血液型検査で検査できた15検体はすべてA型と鑑定されたが、下山と同じ型の可能性が高いAMQ型は4検体にすぎなかった。
注目点は土手の下の小屋から発見された血痕であったが、捜査一課は小屋の所有者である大村常太郎を探し出し、この小屋は大村が1935年（昭和10年）ごろに作って、1945年（昭和20年）8月までマニラロープ製造に使用していたことを聞き出した。そのためこの小屋は「ロープ小屋」と呼ばれるようになった。さらに捜査一課は「ロープ小屋」が、1946年（昭和21年）2月に釣り糸製造業の角田に貸し出されていることも掴んだ。角田は1948年（昭和23年）5月まで釣り糸の製造に使用しており、その際に薪割り中に斧で大けがをして血痕が小屋に付着したと証言した。ロープ小屋の扉についていた血液は、東大法医学室の検査によって下山と同じ型の可能性が高いAMQ型と鑑定されていたが、角田の証言を確かめるため、東京地検の依頼で東大法医学教室が角田の血液型検査を行った結果、ANQ型という結果が出て、角田の血液ではないことが判明した。
しかし、この血痕については、その内容が時代を経るに従って二転三転している。まずは、検出された血痕の多くが下山と同じ血液型であったという主張は矢田の著書の記述によるものが中心であるが、事件当時に東大法医学教室で血液の鑑定を行った中野は後年になって、採集したサンプル量ではQ型を特定することまではできなかったと証言しており、さらに、生の血液ではない乾いた血痕ではMN型やQ型を特定するのは困難とも証言している。また、東大法医学教室がANQ型と判定した角田の血液型は、警視庁の鑑識課の検査ではAMQ型と鑑定されており、警視庁では小屋内の血痕は角田のものという判断がなされている。
矢田の記憶も変化しており、長年の取材の成果をまとめた著書『謀殺・下山事件』では、下山と同一の可能性が高いAMQ型の血液がロープ小屋の扉をはじめ多数発見されているような記述であったが、後に作家の松本清張をはじめとする他殺説を主張する有志により結成された「下山事件研究会」からの聴取に対しては、AMQ型の血痕は信号付近から2か所しか検出されておらず、ロープ小屋の扉の血液型はAM型であったと主張を変えた。いずれにせよ、DNA型鑑定が普及する以前の当時では、血液型だけで個人を特定することはできず、他殺の方向で捜査を続けていた捜査二課二係も血痕の捜査を続けたが、最終的には犯罪の疑いはなく捜査を終えた。
そもそも下山の遺体からは血液がほとんど失われており、遺体運搬時にこれほどの血液をまき散らしているのは、他殺説で主張されている他の場所で下山の血を抜いて失血死させたという死因とは矛盾しているという指摘もある。それでも警視庁捜査一課は可能性を検証するため、下山と同じ重さの75 kgの砂袋を使って遺体運搬の実験を行った。実験は想定された7ルートで行われ、その所要時間や困難度を判定する本格的なものであったが、実験の結果「運搬方法を現場で実施した結果不可能ではないが極めて困難である事が認定される」という結論に至った。見つかった血痕については、当時の列車便所は垂れ流し式であり、排泄物を線路上にまき散らしていたので、排泄物に混じった乗客の血液にルミノールが反応したのではないかと判断された。

### 遺留品

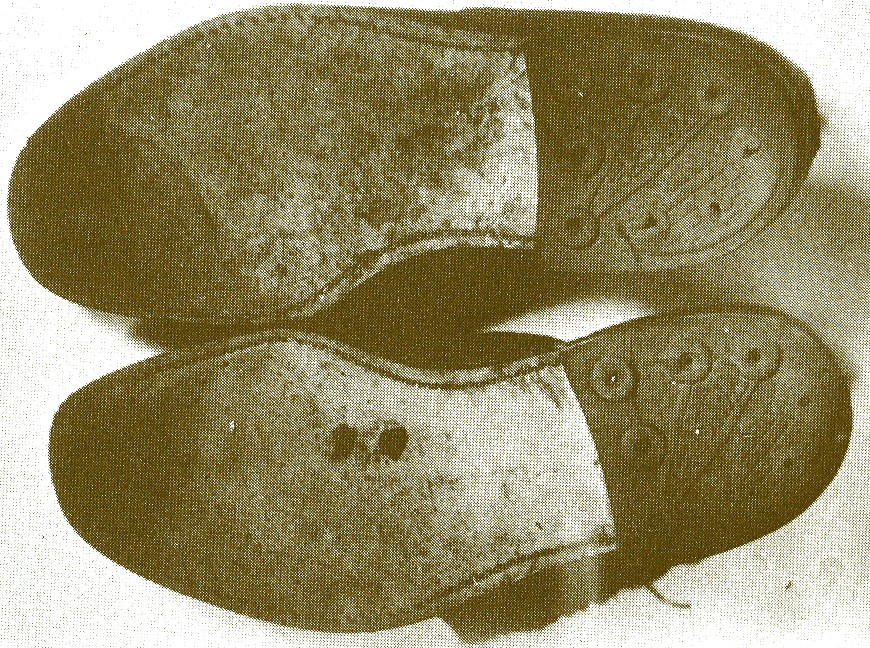
下山の遺品となったラバーソウルの靴、靴底にアスファルトが見える

現場からは下山の多くの遺留品が発見されているが、生前には確実に所持していたはずなのに発見することができなかったものもある。その一部を抜粋すると、ロイド眼鏡、ネクタイ、ジッポーライター、シガレットケース、シガレットホルダー、シャープペンシルなどであり、警察は捜査員を動員して必死の捜索を行ったが、ついに発見することはできなかった。これらの物は、そのうちの1部であれば、機関車に挟まって遠くまで運ばれた可能性もあるが、それにしてはあまりにも数が多く、特にヘビースモーカーであった下山の喫煙道具一式が見つからなかったのは不可解であった。この所持品の一部が最後まで見つからなかったことが、東京地検主任検事布施が他殺と考えた要因の一つとなり、「下山氏がもっていた眼鏡、ライター、シガレットケースがどこにも発見されず他殺の解明に努めた」と述べている。
喫煙については、旅館「末広屋」で下山と思しき人物が休憩した際に、喫煙した形跡がなかったこともおかしいと指摘されており、下山替え玉説の証拠ともされている。ただし、事実としては、事件後数日経過した警察の捜索の際に吸殻がなかったというだけで、「末広屋」の女将は下山と思しき人物の喫煙の有無については語っておらず、下山と思しき人物の喫煙の有無は不明である。吸殻が無かったのは、女将や他の家族が、部屋の掃除をいつものルーチンワークで行った際に処分されてしまっただけの可能性もあり、下山と思しき人物が全く喫煙をしていなかったと決めつけることはできない。
見つかった遺留品についても謎の多いものがある。下山名義の東武鉄道優待券も見つかっているが、五反野駅員に目撃された下山と思しき人物は改札で切符を渡しており、なぜ優待券を持っていたのにわざわざ切符を購入したのかも謎とされている。
下山が着用していた、背広上下、ワイシャツ、肌着、褌、靴下、靴の衣服などは現場で回収された後、捜査一課が保管していたが、警視庁の屋上で4～5日間も天日干ししたあとで、一旦東京地方検察庁に提出され、その後に警視庁で鑑定された。警察の鑑定が終わった後、事件後50日が経過した頃に、衣類などや遺留品は古畑ら東大法医学教室に送られてきたが、古畑は特に鑑定する必要もないと判断し、そのまま警視庁に送り返そうとしていた。そこで、秋谷が鑑定したいと申し出て、自分の研究室に移管させた。秋谷研究室による衣服や他の遺留品の鑑定結果は鑑定書として纏められて、東京地検の正式な資料として採用されている。この秋谷の鑑定書は1973年（昭和48年）まで公開されることはなく詳細は不明であったが、文芸春秋社が鑑定書と推定される資料を入手し、1964年8月号の紙面にて公開した。
多くの目撃証言で登場する、チョコレート色の靴も秋谷らによって鑑定された。毎日靴の手入れをしていた書生の証言によれば、下山はこの靴を大切にしており、必ず橙色のコロンブス靴クリームを使って磨かせており外で靴磨きに磨かせたことはなかったという。だが、秋谷の鑑定書によれば、鑑定した靴にはコロンブスではないメーカーの焦げ茶色のクリームが塗られており、塗り方も書生の丁寧な塗り方とは異なり、靴紐や紐を通す穴などにクリームが付着している乱雑な塗り方であったと記述されている。この鑑定に対しては、靴磨きを商売とする者がこの様な乱雑な仕事をすることはあり得ないし、また靴紐の結び方も、下山の妻は下山の結び方とは全く違うと証言しており、下山が殺害されたときには靴は履いていなかったとして他殺説の裏付けともされる。
しかし、公開された鑑定書を、ジャーナリストの佐藤一が、東大法医学教室で下山の靴の鑑定を担当した塚元久雄教授（事件当時は助教授）に見せたところ、自分は靴クリームを検査した記憶はないし、そもそも靴クリームのメーカーの特定は不可能であると証言している。塚元は、実際に下山の靴を検査した自分に全く覚えがない記述があるのを見て不信感を抱き、佐藤に「これはちがうな。あとのほうになるとまるで推理小説だね。僕は鑑定書とはおもわんね」「秋谷先生にこれが本当に鑑定書なのか聞いてみてよ」と公表された鑑定書は改ざんされていると指摘し、秋谷に確認するように依頼している。その後、佐藤は秋谷に何度も取材を試みたが、当時の捜査関係者以外には話すことはできないとして、取材を拒否されて結局真相は判らなかった。
塚元が改ざんを指摘した鑑定書については、鑑定書内で記述が矛盾して統一されておらず、靴に関する記述は「靴は警視庁鑑識課で検査後のもので、外部の汚れは殆どなく、磨かれたようにキレイであった」で始まっているのに、靴クリームについての記述になると「塗り方が乱暴」などと書かれていた。また、仮にこの鑑定書の記述が正しかったとしても、機関車底部に付着している油も焦げ茶色で固まっているものもあり、その油が付着した可能性や、秋谷らが調査するまでに2ヶ月間もの期間があり、その間に警察や東京地検といった関係先を転々としており、靴クリームが変色した可能性も指摘されている。
靴底には、五反野を半日歩き回ったのにも関わらず、砂や土が全く付着しておらず、付着していたのは1円玉大のアスファルトと微量の緑色色素であった。緑色色素については、警察の鑑識によりクロロフィルが抽出されたため、現場付近の草を踏んで着いたもので、アスファルトは現場付近の目撃情報であった、下山とが走ってきた貨物列車を避けるため、東武線高架下から2本目の電柱に身を寄せた際に、半乾きのコールタールを踏んで付着したものと判断された。ただ、この緑色色素については、秋谷の鑑定では、クロロフィルではなく工業用染料のマカライトグリーンであったとされており、他の多くの秋谷が手掛けた鑑定と同様に、警察と鑑定結果が相違している。

### 下山油

#### 下山の衣服より油と塩基性染料検出

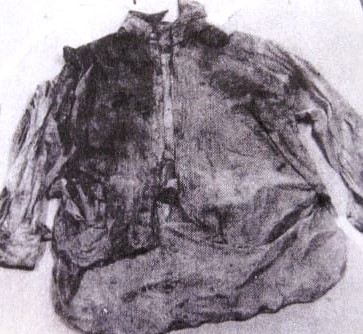
下山のワイシャツ、黒い染みが下山油による染み

下山の衣類も、朝日新聞記者の矢田喜美雄同席の下で秋谷の研究室が調査した。まず秋谷らが注目したのが、下山のワイシャツや下着、靴下に大量の油が付着していたことであった。矢田の記憶によれば、衣類の包装紙を開けた瞬間に異様な匂いがたちこめ、包まれていた衣類はおろか包装紙までがベットリと油まみれであったという。一方で上着や革靴内部には付着の痕跡が認められなかった。油を衣料から抽出したところ85.3gもの量となり、秋谷や矢田らはこの量の油の付着は自殺では考えられないことだとわき立った。さらに徹底した付着物の調査が行われ、背広やワイシャツから、色素とみられるものも検出された。なお、矢田によれば、この色素を検出したのは自分で、この頃には朝日新聞社の記者でありながら、東大法医学教室の臨時研究生として雇用され、わずかながら給料も受け取っていたという。矢田によるさらに詳細な鑑定の結果、背広上着とワイシャツとハンカチと靴から、青緑、紫、赤色、褐色の4色が検出された。この色素は検査の結果、塩基性染料と判明した。主にアルコールやシンナーなどに溶解し、皮革製品、ウール地衣料、金属製品、木製品の染色に使用されるものであった。
矢田は秋谷と申し合わせると、油と塩基性染料の発見を一緒になって東京地検に届け出ている。東京地検では検事正の堀忠嗣、次席検事の馬場、主任検事の布施が秋谷と矢田を恭しく迎えて、「ここまでの情報を総合すると、犯行現場の発見をすぐにやるべきだという結論になりました。これまでのご協力を感謝します」と頭を下げたという。他殺説で捜査を続ける東京地検は秋谷らの調査に期待するようになり、正式な鑑定命令を出した。ここで晴れて秋谷らは公式に油や塩基性染料の調査ができるようになり、研究室の研究員だけでは足りないので、応援を呼んで調査を強化した。秋谷は研究員を3班に分け、まずは秋谷が直卒する油の正体追及班に7人、塩基性染料関係は助教授をチーフに矢田を含む5人、残り若干名は他の付着品の調査をそれぞれ担当することとなった。
秋谷らが正体追及した謎の油は、通称「下山油」と呼ばれるようになった。まずは機関車などに使われている鉱物性の油であるか調査するため、田端機関区から鉱物性の油を3種類取り寄せて下山油と屈折率の調査を行ったが、田端機関区の油は鉱物性の油の屈折率であったのに対して、下山油は植物性の油の屈折率であった。さらに研究員は田端機関区で機関車の車底に実際に潜り込んで油を拭ってみたが、わずか4.5ｇしか採集できず、轢死した場合に遺体の衣服につく油は微量にとどまるはずであると主張した。屈折率の調査の結果、植物油と判明した下山油の正体を特定すべく、東京地検と警視庁捜査二課の30人を動員して東京都内で当時使われていた油のサンプルが集めることとした。この当時、油は戦前からの配給制が続いており、油糧配給公団が配給していた。そのため、生産拠点や配給所を追跡することが可能で、東京地検は早速公団に連絡を取ると、帳簿を押収した。そして公団から押収した帳簿の情報をもとに、東京地検や警視庁捜査二課の捜査員が虱潰しに生産拠点や配給所を回ってサンプルを収集した。
新聞記者とは言え、私人に過ぎない矢田が検察の捜査を主導するという異例の展開となったが、矢田の回想によれば、この当時の東京地検と矢田は、明らかに常軌を逸した距離感であった。その典型的な例として、「下山油」の調査のために油糧配給公団から帳簿を押収する際、矢田は次席検事の馬場から人手が足りないので「ニセ検事」をやってほしいとの依頼を受けている。馬場は矢田の派手な恰好見ると、わざわざ検事っぽい黒い服を準備してまで検事に見せかけようとまでしたという。帳簿押収の現場では、矢田はただ突っ立っているだけで何もしなかったが、後日、矢田は偶然に油糧配給公団の管理職にバッタリと出会い、矢田を記憶していた管理職は「検事さん、先日はごくろうさまでした。あの帳簿で何か事件のヒントでもありましたか？」と話しかけてきたので、慌てた矢田は取りあえず口先だけ合わせて早急に退散したということであった。さらには、東京地検に深夜まで入り浸っていた矢田は、12月4日深夜に警視庁捜査本部の坂本が単独で東京地検を訪れて、主任検事の布施に捜査の終了方針を伝えに来た時も同席しており、一緒に坂本の話を聞き、翌朝、検事正の堀に布施がそのことを報告するのを同席して聞いていたと主張しており、これが事実であれば、東京地検と一マスコミの関係としては異例な距離と言える。

#### 下山油の捜査

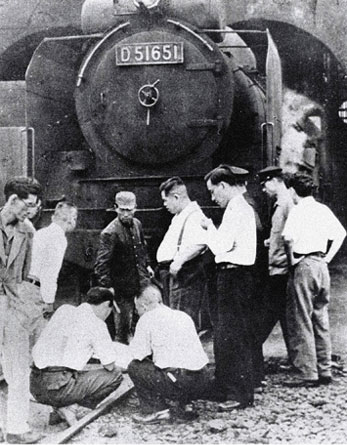
下山を轢いた機関車・D51 651の捜査

植物性油のサンプル数は11月半ばまでに100か所以上の生産拠点や配給所から集められたが、その油種もごま油、菜種油、糠油、大豆油など14種類にも及び、さらにはそれらを混合した混合油もあった。秋谷はこの集められたサンプル油で科学的判別法の一つである酸化測定を行った。酸化測定の結果、下山油と同じように時間経過と共に酸化の値が急上昇するのは、トウモロコシ油か糠油のいずれかまで絞り込んだ。秋谷はさらに下山油を特定するため、複数のトウモロコシ油と糠油の沃素値を測定して下山油と比較した結果、糠油のサンプルの測定値内に入っていることが判明し、下山油は糠油であると断定した。
糠油は無論、植物性油が機関車に使用されることはないと認識していた秋谷はこの検査結果に色めき立ち、下山油は轢断時に機関車から付着したものではなく、「油の流れている場所で下山さんは死んだ」と推定した。この下山油の存在は、下山の監禁および殺害場所を特定する重要な手がかりになる可能性もあるとして注目され、一気に他殺説を盛り上げることとなった。下山は殺害されたのちに、糠油を入れていたドラム缶に押し込まれて現場まで輸送されたが、その際に衣類に糠油が付着したのではという推測もされた。下山油のサンプル収集の過程で、塩基性染料と糠油を併用する事業所があることが判明しており、秋谷は検事に「糠油と色素を一緒に使う産業があるという発見は、事件捜査に有力な糸口を見つけたことになると思う」と進言した。さらに秋谷は追加調査で塩基性染料の種類も特定し、その染料を使用している事業所を絞り込むことを検事に提案している。
他殺説の最有力の論客であった推理作家松本清張は「私はドラム缶ではなく、四角い箱のようなものではなかったかと思う」「それに下山の身体は右脇を下にした状態で置かれたのではあるまいか」と主張しているが、これは下山油の付着が下山の遺体の右側の方に多く付着していたからであった。さらに松本は背広上着に下山油が殆ど付着しておらず、ズボンや下着に大量に付着してることから、機関車から流れ出た油が轢断時に付着したものではなく、先に他の場所で付着したことは明白であるという主張も行った。松本はこれらの推理から、事件当時に赤羽にあったアメリカ軍東京兵器補給廠の工場内で下山は謀殺されたと主張している。（松本の主張については#他殺説参照）
1973年（昭和48年）に公開された秋谷の鑑定書に、下山油についても鑑定結果が詳細に記載されていたので、ジャーナリストの佐藤は、東京大学生産研究所第4部に再検証を依頼しているが、再検証の結果、数々の問題点が指摘されている。秋谷はこの鑑定書にて、下山油が機関車には使用されない植物油であることや、電車に轢殺された遺体としては不自然なほど大量に衣類に付着していたと指摘し、この秋谷の主張が下山他殺説の有力な根拠ともなっているが、事件当時は、鉱物油の質が悪かったので、性状を安定させるために植物油を混入させることは常態化しており、その割合は5％から30％にも達していた。それは秋谷の鑑定書にもしっかりと記載してあり、公開された鑑定書の記述では、下山油と比較するために、糠油のサンプルを取り寄せた27か所の事業所や工場等のなかに、国鉄の新小岩機関区と八王子機関区の2か所が含まれており、サンプル収集時点で、秋谷らは機関車に糠油が使用されていることを認識していながら、なぜか機関車には植物油（糠油）は使用されていないなどと矛盾した判定をしていた。さらには、下山を轢断したD51 651機関車の整備士に捜査一課が聴取したところ、事件当日の給油係であった鹿志村福三と磯部成美は「潤滑油第5種（鉱物油）と大豆油（植物油）を半々で混合した混合油を給油した」と述べていた。
また、秋谷は機関車の車底から、わずか4.5ｇの油しか採取できなかったとしているが、佐藤が実際に機関車の底に潜り込んで調査したところ、機関車の車体には大量の油が付着しており、手の届く範囲で拭ってみたところ300gを超える油が採取出来ている。轢断現場においても、下山が最初に機関車に接触した位置と推定される、東武線高架下から3.3ｍほどの地点には、大量の油の流れ跡が見つかっていた。下山油を糠油と断定した秋谷の沃素値測定についても問題点が多く、秋谷が下山油の沃素値を測定したのは、事件から9か月も経過した1950年（昭和25年）4月で、油脂の酸敗が進んで数値が変化していた可能性もあり、糠油であると断定できるほどの信頼性はないことが判明した。秋谷の鑑定書において、サンプルの糠油の酸化値（S・Z値）が31.9～33.2であったのに対し、下山油は116となっていた。また鹸化値（V・Z値）については糠油原油が179.1、トウモロコシ原油が188.0に対して下山油は195.4とトウモロコシ油に近かった。
松本らが指摘した、背広上着に下山油付着が少ない点についても、下村は機関車底部に巻き込まれて、轢断されたり引きずり回されている間に次第に衣服がはぎ取られていき、最後は殆ど裸体になってしまったので、真っ先にはぎ取られた上着に下山油の付着が少なく、より長く下山の遺体が着用していた、下着やズボンに付着が多かったのは当たり前で、もっとも付着が多かったのが、最後まで下山の大腿部にまとわりついていたボロボロのズボンであったのもその証左ともいえる。また、機関車による轢死体に相当量の油が付着するのは、轢死体を多く扱う鉄道関係者や法医学者内では共通認識であった。
轢死体に油が付着しているのは共通認識であったことや、轢断現場には機関車から流れ出た大量の油跡が発見されていたこともあって、捜査一課では油の存在を殆ど問題視していなかった。そもそも、東大法医学教室の搾り取れるほどの大量の油が下山の衣服に付着していたとの主張についても、捜査一課の平塚は、自分たちが下山の衣服を警視庁の屋上で4～5日も天日干しをしてから、まずは東京地検に提出し、その後に警視庁の鑑識課が調査したあとで、事件後50日も経過してからようやく東大法医学教室が鑑定を行ったものであるから、それほどの油が残っていたはずはないという指摘をしている。そのため、捜査一課は下山油については機関車の油と断定して、特に捜査は行わなかった。
また、塩基性染料については、工場や事業所といった限られた場所での染色目的だけではなく、医療用、科学実験用、鮮やかな発色の婦人服の染色、部屋の化粧壁など日常生活にありふれており。通常の生活をしていても衣料に付着する可能性があることも指摘されている。ちなみに、下山が最後に休憩した末広旅館の化粧壁にも塩基性染料が使用されていたという。さらに、矢田が下山の衣類から検出したとされる塩基性染料は極めて微量であり、事件当時、秋谷から指示を受けて染料の調査をしていた助教授の塚元は「きわめて微量なものからその付着場所を特定するのは、事実上不可能であった」と振り返っている。
秋谷らが、機関車の整備油に植物油が混じっていたという事実、機関車には常時大量の油が付着しているという事実、そのために轢死体には相当量の油が付着することを敢えて黙殺して「秋谷鑑定」を行ったのは、当時、下山油に強い興味を示していた東京地検や警視庁捜査二課二係に忖度したのではないかとの指摘もある。特に捜査二課二係の吉武辰雄係長は、これまで資料の蒐集や協力活動といった捜査一課の捜査支援という立場に甘んじていたので、この事件で初めて主体的に捜査できた下山油に入れ込んでおり、秋谷の鑑定も吉武の捜査方針に沿った結果となって、結果的に協力活動をするような形になったという指摘もある。当事者の吉武も「下山油」が純粋な植物性油であったとは認識しておらず、わざわざ北海道の室蘭の製鉄所まで、使用されている油を調査に出張している。後年に吉武は「下山油」の捜査を振り返って「東京中の油のサンプルと比較したが該当するものはなく、室蘭の製鉄所の油が似ているとの情報で室蘭まで行ったが、それも空振りに終わって、最終的な結論が出ることもなく、捜査終了前には油の捜査は終わっていた」と語っている。

## 警察の捜査

### 捜査態勢

#### 捜査一課と捜査二課二係

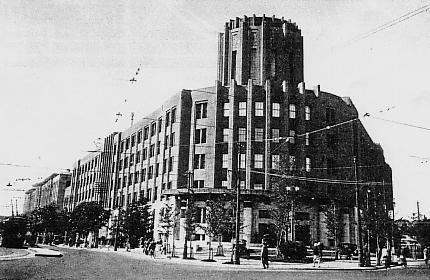
下山事件当時の警視庁旧庁舎

本事件は上記の通り、警視庁の捜査一課及び捜査二課二係が同時に捜査を行うという異例の捜査態勢となった。この当時の警視庁では、捜査一課が殺人、強盗、暴行、傷害、誘拐などのいわゆる強行犯の捜査を担当していたのに対して、捜査二課は主に汚職や選挙違反以外の公安関係の捜査が担当であった。さらに本事件で主に捜査にあたった二係は、暴力団やその他団体による犯罪の捜査を担当していた。下山怪死の情報を聞いた二係長の吉武辰雄が、下山が国鉄の人員整理で労働組合と対立していたことを知っており、自分たちの領分であると判断して、二課長の松本彊の指示なしに独自の判断で、係の全捜査員30人を本事件の捜査に投入することを決めている。その後、報告を受けた警察庁刑事部長坂本智元は、万全の捜査をという方針から、そのまま捜査二課二係の捜査継続を決めた。しかし、本事件の捜査を主に担当したのは、捜査二課のうちでも二係だけで、三係が事件直後に捜査一課の地取り捜査の支援を行ったが、程なくして、本事件の捜査を打ち切って、通常の業務に戻るなど、他の捜査二課は通常の捜査を行っており、8月1日には松本課長直卒により、他の事件で日本共産党を100人態勢で捜査しているが、二係だけが不参加であった。
7月7日9時には初の合同捜査会議が開催され、刑事部長の坂本以下、捜査一課、捜査二課二係、捜査三課が集まって「下山事件特別捜査本部」が設けられたが、本部長坂本の下の現場指揮官は捜査一課の堀崎繁喜、捜査一課二係長金原と捜査三課一係長野田が総合的な指導監督に任じられたが、同じ係長の捜査二課二係吉武には特に役は付かなかった。
初の捜査合同会議の結果、捜査実施担当区域は以下のように区分された。
1. 第一現場（三越周辺）、捜査一課16人、日本橋警察署署員21人、合計37人
2. 第二現場（死体発見現場周辺）、捜査一課24人、西新井警察署署員21人、合計45人
3. 下山の身辺調査、捜査一課2人
4. 別動班、汽車・電車乗務員、情報収集等、捜査三課5人[191]
5. 労働組合、思想団体等、捜査二課二係24人

この捜査分担によって、捜査一課の支援で現場周辺の聞き込み捜査を行っていた捜査二課三係は捜査を打ち切って、後は捜査二課二係が自分たちの専門分野である労働組合等への捜査を担当することとなった。なお、事件後かなり経ってから、朝日新聞の取材で、捜査二課三係の浅野淳一が、「本部の方針が変わったのは、末広旅館の証言や他の目撃者が出たためだ。一課の“殺し”専門の刑事たちには単純な判断しかできない」「二課に現場をまかせてくれていたら、怪しい男の正体をきっと洗い出していたんだがね」と語ったなどとされているが、「末広旅館」の女将の証言を捜査一課が初めて聞いたのが、この捜査分担が決まった後の正午であり（「末広旅館」女将証言の詳細については#五反野付近参照）、この浅野の証言は記憶違いか、取材した朝日新聞の完全な事実誤認である。また、朝日新聞によれば、浅野が捜査一課の捜査能力を揶揄したとのことであるが、本事件捜査における、捜査一課の刑事たちの印象は、あくまでも捜査二課二係は、本事件が社会的影響の大きい事件だけに、捜査一課の捜査に対する情報関係の応援要員という認識であった。

#### 警察と検察

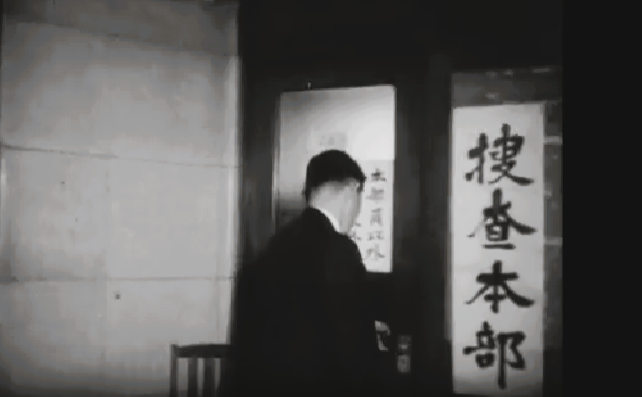
警視庁捜査本部に入る東京地検馬場次席検事

本事件の捜査を混乱させた要因として、新刑事訴訟法が1949年1月に施行されてからの初の重大事件であったこともあげられる。旧刑事訴訟法では検察に捜査の権限が委ねられていたが、新刑事訴訟法では第一次捜査の権限は警察に移っていた。しかし、東京地方検察庁はそれをよしとせず、その権限はないにもかかわらず、初めから事件捜査に主体的にかかわっていた。特に主任検事の布施健は下山が殺害された（「他殺説」）と考えており、捜査会議では他殺説とは矛盾するような聞き込みをしてきた捜査員が報告すると「そんなバカげたことはあるか」などと叱責してきたという。そこで捜査一課の刑事たちと激しい言い合いになることもあった。東京地検の介入によって捜査が複雑となったのは、証拠品の調査でも同様であった。警察の鑑識が調査して特段の発見がなかった衣服や現場周辺の血痕について、のちに「死後轢断説」（他殺説）を主張した東京大学法医学教室や朝日新聞記者矢田喜美雄が独自に調査し、他殺を示唆するような発見をすると、東京地検が飛びつき、それらの証拠を追認して、東京大学法医学教室や矢田に独自の追加調査を行わせた。
その東京大学法医学教室による独自の調査で、下山の衣服から大量の油（通称「下山油」詳細については#下山油参照）が発見され、これを「他殺説」の重要な証拠になると考えた東京地検が捜査を開始したが、これまで労働組合、思想団体等への捜査や、捜査一課の捜査支援に甘んじてきた捜査二課二係も、吉武の方針で東京地検と協力して「下山油」への捜査に集中していくこととなった。これは、社会的に注目されている重大事件だけに捜査を万全にしたいという刑事部長坂本の方針に基づくものであったが、のちに、捜査一課の方針に対して捜査二課が反発して捜査を継続したなどと喧伝されるようになっていく。しかし、現場経験が少ない捜査二課二係に対する捜査一課の刑事たちの目は、対立と言うよりは冷ややかで、東京地検や、東京大学法医学教室からの指示で、捜査一課からの視点では的はずれな力仕事をさせられているのを見ていた、捜査一課で後に昭和の名刑事と称された平塚八兵衛は「なにを、まぁ、やってるんだ」と呆れていた。

### 捜査方針の変遷

#### 他殺説優勢

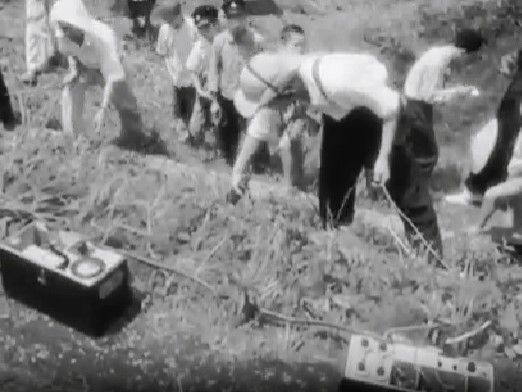
金属探知機を使用して下山の遺留品を捜索する警視庁捜査員

この事件に関しては、警察の捜査において、下山の死因が自殺か他殺かの判断が変遷していった。まずは、7月6日の東京大学法医学教室による「死後轢断説」の鑑定によって、下山は先に殺害され、その後に機関車に轢断されたことが示唆されると、日本政府を始め、世論は一斉に「他殺説」になびいていったが、この時点において警視庁捜査本部は、「死因はまだ判明しない」「他殺の疑いはあるが断定できない」と拙速な判断はせず慎重であった。しかし、現場で捜査をしている刑事の印象は他殺に傾いており、7月7日に捜査本部で初の合同捜査会議が開催されたが、その会議では意見を述べた捜査一課の全21刑事のうち、他殺もしくは他殺の可能性が高いと考えていた刑事が11人、自殺が4人、残りが不明もしくは5分5分と、世論の流れと同様に他殺と考えていた刑事が多かった。のちに、作家松本清張らの他殺説主張者からは、捜査一課は「多年の経験によって培われたカン」によって現場に駆けつけて捜査した結果、自殺と決めつけて捜査を進めたなどと指摘されるようになるが、事実は全くの逆で、主任刑事の関口の回想でも、捜査開始直後の捜査一課の刑事の多くが他殺と信じており、前年に発生した帝銀事件に引き続いて、重大事件を解決して警察功労章が授賞できると張り切っていたという。帝銀事件で警察功労賞を受賞した平塚も「これはまた功労賞ものだ」と張り切っていたので、先輩刑事から「お前、またねらっているのか」とひやかされている。
このような捜査一課の刑事たちの空気のなかで、慎重な見解を公表していた警視庁捜査本部であったが、警視総監の田中は斎藤昇国家地方警察本部長官に対して「最初の捜査会議の空気としては、集団の力による殺人方法がとられたのではないかという見方が強い」という本音の報告を行っており、また、東京地検でも次席検事の馬場が「自、他殺両捜査で行くが、捜査は困難を極めるだろう」と記者会見を行うなど、この時点においては警察と検察の方針に大きな違いはなかった。
初の合同捜査会議の決定により、捜査一課は所轄の警察署の捜査員の支援を受けて、第一現場（三越周辺）と第二現場（死体発見現場周辺）の聞き込みを開始した。捜査は徹底的に行われ、三越周辺では、三越店員435人に加えて、地下の映画館関係者16人と三越の店舗上階に入居している各種事務所関係者にも聞き込みが行われた。さらには、地下鉄の飲食街や、三越から死体発見現場までの地下鉄沿線の各百貨店店員など325人、地下鉄駅員約10人にも聞き込みした。その結果、複数の目撃証言が寄せられたが、その中には、三越周辺で下山と思しき人物が2～3人の男に追われていたり、複数の男と喫茶店や地下道で会話していたなどの証言もあり、この男たちが誘拐者ではないかと色めき立ったが、その目撃談の前後に、下山と思しき人物が、三越の外でライターのガスの補充をしていたなど単独で行動していたという証言もあって、刑事たちはその不可思議な行動に頭をひねっていた。
死体発見現場周辺では、付近にある595戸の民家全てに地取り捜査が行われた。その結果、事件当夜に現場付近を通行した160人が特定されて、詳細な調査や聞き込みが行われ、現場周辺では次々と下山と思しき人物の目撃談が集まった。三越周辺の目撃談は次第に重要性が低下していくことになり、捜査の焦点は死体発見現場の方に移っていった。

#### 自殺説への傾斜

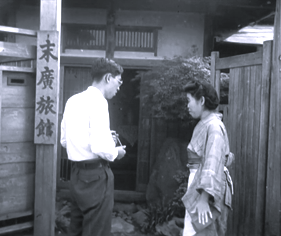
マスコミの取材を受ける、下山が死の直前に休憩した「末広旅館」の女将

捜査一課の地取り捜査のなかで、特に7日に聞き込みした「末広旅館」女将の詳細な証言が、大きく捜査の流れを変えることになった。報道で事件を知った「末広旅館」の女将は、休憩した人物が下山に間違いないと確信すると、所轄の西新井警察署に届け出た。その後捜査一課の刑事が聞き込みにきたが、「末広旅館」の女将の証言の重要性に驚き、一旦聞き込みを終えると、神妙な顔をして「末広旅館」を後にした。その光景をみていた毎日新聞の記者平正一がただ事ではないと察すると、ベテランの事件記者を呼んで一緒に「末広旅館」の女将を取材したが、女将はベテラン記者をその風貌から刑事と誤認して、先ほどの捜査一課の刑事に話した目撃証言を洗いざらい話してしまった。この毎日新聞のスクープは翌8日の紙面を大きく飾り、この後、毎日新聞は自殺説の方向で報道するようになり、他殺説をとる朝日新聞や読売新聞と紙面上で激しく対立していくこととなった。
7月9日には東京大学法医学教室が「局部を蹴上げられたためのショック死」と下山は殺害されたとの見解を公表し、毎日新聞以外のマスコミや世論は一層他殺説が主流となっていったが、毎日新聞は東京大学法医学教室の主張する「死後轢断説」に疑問を呈していた慶応義塾大学中館の見解を紙面で紹介し、この後、東京大学の「死後轢断説」と慶応義塾大学などの「生前轢断説」が激しく対立していくこととなった。捜査一課も、引き続き他殺を疑って、現場附近において、他殺とすれば容疑者と疑われる者合計481人を徹底して捜査しているが、他殺との確証は得られなかった。
その後も捜査一課は、世論の喧騒に構わず地道な地取り捜査を続け、さらに多くの現場周辺での下山の目撃情報を集めた。その目撃情報を集約すると、下山と思しき人物は、相応の人通りがある東武線と常磐線の交差する高架付近を、一人きりの寂しそうな姿で徘徊していたことになった。捜査一課の刑事たちには、その下山と思しき人物の行動が不可思議に感じられ、下山によく似た別人で“替え玉”だったのではなかったか？という意見も出たが、何のためにそんな“替え玉”を用意する必要があるのか、説明がつかなかった。
他殺説に前のめりであった朝日新聞の矢田は後年になって「警視庁捜査本部は事件が起きて3日目には早くも殺人捜査を打ち止めにした」などと主張していたが、まったくの事実無根であり、下山の初七日も過ぎた7月13日には、捜査一課は37人の刑事を現場に投入し、轢断現場に殺害後の下山の遺体を犯行グループが運搬したという想定で、現場実験が行われている。その実験の結果、轢断現場に自動車でぎりぎり接近できる個所は6か所と判明、一番近い場所で185歩で所要時間2分、一番遠い場所で300歩で所要時間4分という結果が出て、他殺説捜査の参考にされた。しかし、この日までには、他殺か自殺を決定付けられるような材料は何も出ておらず、捜査一課課長の堀崎は記者の囲み取材に対して「他殺と断定すべき材料も今、得ていない。また、自殺と肯定すべき具体的な資料も得ていない」と答えており、迷宮入りも懸念されるようになった。
しかし、ここで難航する捜査に新たな視点が加わる。米子医科大学学長の精神科医下田光造名誉教授が、学会出席のため上京した際にわざわざ捜査本部を訪れて「初老期うつ憂症」による自殺ではないかとの助言をし、後に正式な捜査一課からの要請で意見書を提出したり、また下山身辺での捜査においても、下山の精神状態の悪化を疑わせるような証言が相次いでいた。下山が精神を病んでいたのであれば、現場付近での下山と思しき人物の行動には、自殺前の彷徨いであったとの説明が可能となり、次第に捜査一課の見解は自殺に傾斜していく。さらには、捜査によって下山の失踪前日の行動が明らかになると、「まるで夢遊病者のようだ。首切りのことを考えたら、無理もない。あの人（下山）が死んだのは責任感からだと思う」などと自殺を確信するようになっていった。（下山の失踪前日の行動については#下山の精神状態について参照）

#### GHQや日本政府による捜査への圧力
一方で、日本政府や、GHQは他殺という見解を強めていた。特にGHQは7月7日の時点でGHQ参謀第2部（部長チャールズ・ウィロビー少将、略称G2）が「Murder of Shimoyama」と他殺と断定する報告書を作成し、以下のように記述している。
複数の犯人が殺人事件に関与しているものと認められ、重要な手がかりも得られるものとみられる。 —7月7日付G2速報「Murder of Shimoyama」
この後も、GHQは捜査に強い興味を示すようになる。検察も日本政府の方針通りに他殺と考えており、福井盛太検事総長は、この事件を公安事件と捉えている旨の発言をしている。東京地検も検事総長の発言に沿って、捜査一課に他殺重点の捜査をしろと盛んに捜査介入していたが、捜査一課は新刑事訴訟法の施行もあって検察の意向通りには動かなかった。
上記の通り、捜査本部は、他殺と考える日本政府や検察から盛んに捜査介入を受けることとなったが、それをどうにか跳ねのけていた。そのため、捜査情報が入ってこない総理大臣の吉田がG2のウィロビーに「警察幹部には捜査の進展状況を報告するように求めておりますが、まだ手元に届いておりません。この事件に関して占領軍がお持ちのいかなる情報でもお寄せいただければ大変ありがたいです」と泣きつく有様であった。捜査会議においては、捜査一課の刑事が、証拠や証言をもとに「これは自殺だ」と主張すると、東京地検主任検事の布施やその他の検事が否定してくるので、お互い感情的になって言い合いとなり、捜査一課長の堀崎が慌ててその場を収めることもあった。
7月21日には、最高検察庁、東京地検、警察による合同捜査会議が開催された。ここで東京地検が、疑義あるところを解明するとして、自殺説、他殺説両方の根拠や疑問点をまとめた資料を作成して、出席者に配布した。（この資料はのちに流出して、足立区立郷土博物館が入手し保存している。詳細は#その他参照）東京地検とすれば、自殺説に傾斜していく捜査一課に釘を刺す目論見もあったが、逆に最高検察庁から会議に参加した木内曽益次長検事は自殺という印象を強めている。この会議が終わった後、同日の深夜23時からと翌22日の10時から合計7時間半にも渡って、捜査本部部長の坂本と捜査一課の首脳陣が「生前轢断」を主張している名古屋医科大学の小宮と面談しており、東大法医学教室が主張している「死後轢断」の判定に繋がった解剖所見についての意見を聞いている。
自殺説に傾斜しつつある捜査本部に対して、他殺説を主張する東大法医学教室と朝日新聞記者の矢田は、上記の通り、線路上とロープ小屋に血痕を発見、これに同じく他殺説を主張していた東京地検が飛びついた。東京地検と東大法医学部は、捜査一課に何の連絡もなく、血痕の捜査を開始し、その話を聞いた捜査一課の刑事たちは驚いたが、この血痕の捜査には、労働組合、思想団体等の捜査をして特に成果のなかった捜査二課二係が、坂本の「万全の捜査を」という方針によって加わっている。この後、捜査二課二係は東京地検の方針に従って捜査を継続していくことになる。さらに、東大法医学教室で「下山油」と染料が下田の衣類から検出されると、東京地検と捜査二課二係はその捜査に集中していくようになった。
捜査一課は東京地検が自分たちを除外して進めている血痕や「下山油」の捜査にも冷静で、7月28日の夜には、東京地検の「ロープ小屋」から線路を伝って下山の遺体を轢断現場に置いたという推定を検証するため、下山の遺体に見立てた同じ重さの砂袋を使って4人がかりで運搬実験を行った。この実験を見た、朝日新聞記者の矢田は、自分と東大法医学教室に対する当てつけのデモンストレーションだと嘲笑ったが、捜査一課が何度も実験を重ねた結果、犯人たちが4人がかりで下山の遺体を運搬して轢断現場に置き、その後にロープ小屋まで帰るためには15分～20分かかることが判明した。現場付近は、東京都市圏外ではあったが、近くの湖沼での食用ガエル獲りや、養殖池の見回りや、すぐ近くの荒川鉄橋を渡る人などで夜中でも相応の人通りがあった。さらに近くには警視庁の中ノ橋駐在所もあって、わざわざ犯人グループが見つかる危険を冒して、こんな危険な場所で遺体運搬などはしないだろうと考えられた。また、捜査一課の聞き込みにより判明した、6日0時前後に轢断現場付近を通行した7人もの通行者からの目撃証言もなく、7人全員がこの異様な作業光景に全く気が付かなかったとは考えにくいという判断に至り、捜査一課は下山の遺体が運搬された事実はないと判断した。

### 捜査結果発表の差し止め

#### 捜査本部への捜査結果公表中止指示

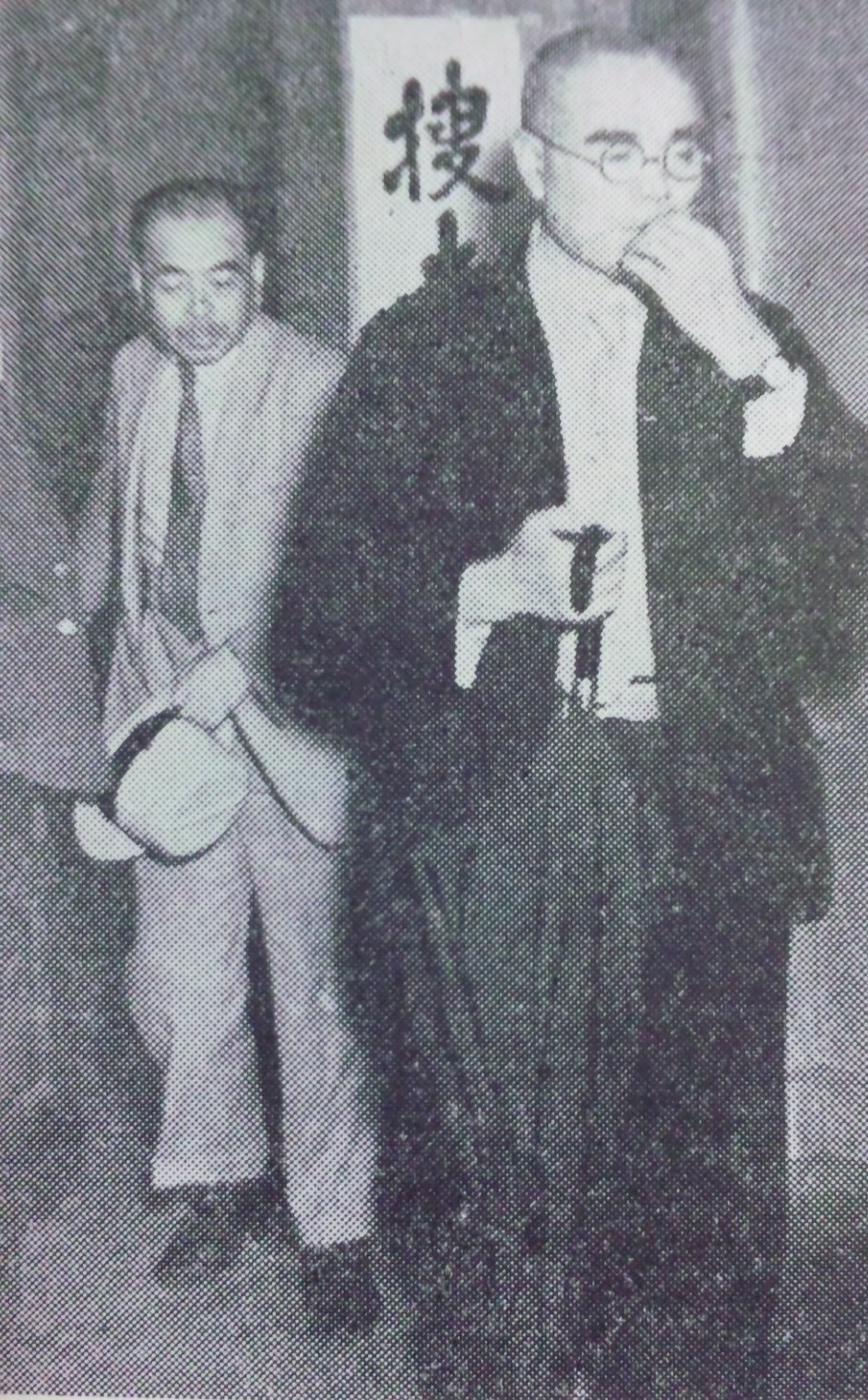
警視庁捜査本部に訪れた、東京大学法医学教室の古畑種基（左）と秋谷七郎（右、毒物鑑定担当）

8月1日には捜査本部での合同捜査会議が開催された。7月7日の捜査会議では他殺を疑っていた刑事の方が多かった捜査一課であったが、この会議においては発言者全員が自殺であると断言した。また、東京地検に協力し他殺説で捜査していた捜査二課二係の吉武も「他殺の裏付捜査をしてきたが、労働組合関係、共産党関係、朝鮮人関係、資金関係、女性関係などの捜査において、風評程度の話はあったが他殺を疑わせるようなことは何も出なかった」と他殺の裏付けとなるものは何もなかったと述べている。捜査本部ではこれらの捜査結果から以下のような結論を出した。
1. 現場を中心とした基本捜査では“犯罪のにおい”はまったくない。
2. 事件の前日に下山総裁が休憩した現場近くの末広旅館を中心とした、三越本店－浅草－五反野の間に目撃者があり、それらは時間的にもつながりがあり、その人物はすべて単独であった。
3. 死体の状況は従来の鉄道自殺者の検証経験からして異例なものでない。
4. 数か所に「生前傷」と認められる皮下出血があるが、これは死の瞬間直前のものかもしれない。
5. 自殺者の統計からみると、中年者の発作的自殺は、ほとんどが遺書を残していない。

さらに東大法医学教室の古畑判定に対しても以下の理由で退けている。
1. 出血は微量としたが、実際にはかなりの出血が認められた。
2. 仮に出血が少なかったとしても、轢断死体の場合は急激なショックのために少ないことが多い。

これは、東大法医学教室で司法解剖を執刀したのが、これが初めての解剖の執刀となる桑島であったことに対する反発もあり、捜査本部の刑事たちは「我々には“学”はない。しかし、過去数百件の捜査経験がある」と各々が口にしていたという。
8月3日には、捜査本部は「死後轢断」を主張している東大法医学教室を坂本刑事部長公舎に招いて合同会議を開催した。捜査一課からは、慶応義塾大学などから異論も出ている東大古畑の「死後轢断」説を妄信する必要はないという意見もあったが、捜査本部としては、東大法医学教室の権威や、東京地検も東大法医学教室の鑑定を支持していることもあって、さすがに無視するわけにもいかず、自殺との捜査結果を公表するにあたって東大側の見解を確認しようということになった。
この会議には警視庁からは坂本刑事部長、堀崎一課長と各係長、松本二課長と各係長、塚本鑑識課長、東京地検からは山内刑事部長、布施首席検事以下担当検事3人、東大法医学教室からは古畑、桑島、秋谷といった、この事件捜査の主要関係者のほぼ全員が参加していた。さらには東大からは精神科医内村祐之教授の代理人も参加していた。これは、精神科医の権威下田からの意見書や下山周辺よりの聞き込みに基づき、捜査一課は1935年（昭和10年）からの下田の日記を調査して、精神状態の分析を行い、下山の自殺は精神的な問題が原因であると判断しており、その見解を説明するために東大側の精神科医も呼んだものであった。自殺説と他殺説で対立していると散々喧伝されてきた当事者が一堂に会した会議であり、紛糾も予想されたが、意外にも会議は円滑に進み、警察捜査本部から、犯罪行為による他殺とは考えられないとする根拠が次々と説明されていったが、東京地検からは何の反論もなく、東大の古畑ですら「解剖所見としては「死後轢断」という状態であったが、自殺ということもあり得る」と述べており、警察捜査本部による自殺という捜査結果の発表に、表立っての反対はない状態まで会議は進んだ。
しかし、会議の終了まぎわになって、坂本に警視総監の田中から電話が入った。坂本は会議を中座すると警視庁に戻り、田中と一緒にどこかに出かけてしまった。しばらくして捜査本部に帰ってきた坂本は、集まっていた捜査本部の面々に「駄目だ」と呟くと、頭を抱え込んでしまった。ただならぬ坂本の状態に捜査本部は重苦しい空気につつまれたが、そこで捜査三課長の浦島が「おい、こんなことでは部長が初老期うつ憂症になるぞ。しっかりしろ、元気を出せ」と坂本を激励している。しかし、捜査本部による自殺という捜査結果の公表は見送られることとなった。この、捜査結果公表直前に待ったをかけた人物については、捜査一課の主任刑事であった関口はGHQであると考えていた。GHQの対敵諜報部隊（CIC）のアメリカ軍人が頻繁に捜査本部に出入りしており、捜査一課が自殺として捜査を進めていると、露骨に面白くない顔をされたという。これはCICが東京地検に便乗して、左翼勢力による他殺として捜査を進めさせ、レッドパージに利用しようという意図があったとされる。
捜査一課課長の堀崎によれば、前日にGHQ参謀第2部の公安課（PSD）の課長プリアム大佐に、自殺発表の許可をとっていたのにもかかわらず、なぜか翌日の3日になって同じPSDから発表の差し止めが命じられたという。この経緯はずっと謎であったが、1970年（昭和45年）になって、当時PSDに勤務していたハリー・シュバックが、このときに坂本に自殺発表の差し止めを命じたのは自分であったと雑誌「週刊新潮」の取材で答えている。このシュバックの証言について、直接、捜査結果公表の差し止めを命じられた坂本は、明言を避けながらも真実である可能性を示唆し、産経新聞の取材に対し、捜査結果発表の中止については、GHQよりの圧力は否定しなかったうえで、最終的には自らの判断で発表を中止したとしている。
発表を差し止めた組織については異論もあり、毎日新聞の下山事件取材担当責任者で、のちに取材結果を著書「生体れき断」にまとめた毎日新聞記者平正一は、捜査結果の発表に待ったをかけたのは日本政府だと主張している。その根拠としては、当時自殺説の立場で報道していた毎日新聞であったが、ある日、官房長官の増田から、毎日新聞の下山事件担当記者に呼び出しがかかり、警視庁キャップの若月五郎と今井太久弥が行くと、増田は以下の様に言ってきたという。
下山、三鷹と続き、国鉄の大量首切りによる労働攻勢が激しい折、あなた方の言うように下山さんが自殺だったとしたら、この左翼攻勢はどうなりましょう。あなた方は考えてみたことがありますか？
（中略）
あなた方の報道で、左翼攻勢の突破口を与え、国民生活を再び混乱に陥れたら、あなたの新聞の責任は大きいと思いますがね。そうお考えになったことはありませんか？ —増田官房長官
これは、明らかに日本政府が、下山の自殺報道を止めさせようとする圧力であり、結局、毎日新聞がこの圧力に屈することはなかったが、平はマスコミを呼びつけてここまでやる日本政府であれば、警察に発表を止めさせることぐらいは平気でやるのではないかと考えていた。

#### 捜査継続決定
8月3日に捜査結果の発表が予定されていることは、特にプレスリリースがあったわけではないが、マスコミ各社はその情報を掴んでおり、肩透かしを食らった結果となった。そのため警視総監の田中が異例の警視総監談話を発表し「一部にこの事件の合同捜査会議が開かれ下山氏の怪死事件が自殺に決定したと報じられたが、そのような事実はない」「この事件は極めて複雑多岐な事件と考えられるし、警視庁も目下の捜査段階では自・他殺いずれとも決定はできない。従って捜査は引き続き続行し、特に背後関係、新しい聞き込みに重点をおいて、あくまでも真相の究明に努力する」という趣旨で捜査を続行すると述べている。なお、田中の本事件に対する捜査方針は当初から一貫しており、それは下記の通りであった。
警視総監である私としては、自殺の線をおす一課と他殺をおす二課が、それそれの方針で進むことをむしろ奨励した。特に東大の古畑教授の鑑定によって他殺の疑いが濃くなってから、私は、捜査二課を督励して、捜査費用を惜しまず他殺のデータを集めるよう命じた。—田中警視総監
ここで、さらに日本政府が捜査に介入してくる。9月15日に首相官邸で下山事件の捜査報告会が開催され、政府からは増田官房長官と副官房長官、国鉄からは副総裁から昇格した加賀山総裁、警察からは坂本刑事部長、堀崎捜査一課長、松本捜査二課長、金原係長、関口主任刑事が参加したが、坂本が報告をしているのを増田が遮って「もういいから帰れ、オレが県の警察部長をやった経験から、アレは他殺に絶対まちがいない」と激高したという。坂本は「そんな馬鹿げたことはない、捜査は全て自殺の線を示している」と反論したが、増田は全く聞き入れなかったので、坂本は怒りのあまり部屋を飛び出した。この日、首相官邸には斎藤昇国家地方警察本部長官がたまたま居合わせたので、斎藤は両者を取り持つと、日を改めての報告会を設定した。増田は戦前の内務省官僚時代に警察部長を務めたことは事実であるが、ノイローゼで4か月で更迭されており、そのことを知っていた坂本は憤懣遣る方無かったが、やむなく斎藤に従うこととした。
自殺説でまとまっていた捜査一課も、GHQや日本政府による捜査介入や圧力によって他殺を前提とした国鉄各機関区の捜査に回されたこともあった。しかし、捜査一課の刑事たちは何をするかもわからず、「なんのために機関区に行くんだ？」と捜査本部に確認すると、「とにかく、機関区の関係者のリストでもなんでも作れ」と命じられている。結局、捜査一課の刑事たちは2～3日間もの間、各機関区に通うこととなったが、全く成果はなかった。捜査の目的は不明であったが、平塚は人員整理のあとの国鉄労組の暴動を抑止する意味もあったのではないかと推定している。
このように、明らかにGHQと日本政府は、共産勢力封じの口実として「他殺捜査継続が望ましい」と考えており、結局、田中の宣言通り捜査は継続されることとなった。捜査は継続されたものの、体制は大幅に縮小された。特に地取り捜査の目途を付けていた捜査一課は、数名の捜査員を引き続き聞き込みに当たらせ、事件現場付近の通行者の証言の確認を行わせていたが、これも9月中には終わり、捜査一課はこの事件の捜査を終えることとなった。この後、一旦は自殺発表を容認した東京地検や捜査二課二係が、引き続き他殺の線で、「下山油」や血痕の捜査を続けていくこととなった。
捜査一課の捜査完了以降は、東京地検や捜査二課二係による「下山油」の捜査を中心とした他殺説の捜査の進展は全く見られなかった。捜査二課二係長の吉武はその手ごたえの無さを後年に以下のように振り返っている。
下山事件というのは、追っても、追っても犯罪のにおいがしなかった。—吉武辰雄
そして12月に入ると、吉武が上野警察署次席に転勤の内示が出た。捜査二課二係と懇意にしてきた朝日新聞の矢田は、これは捜査一課長の堀崎が、一課が決定した自殺説の決着が覆されるだけでなく捜査本部の解散もできなくなるため、大きな危機感を感じて、裏から手を廻して吉武を配転させたなどと考えていた。また、他殺としての捜査継続を強く希望していた日本政府は、官房長官の増田を通じて警視総監の田中を料亭に呼び出すと、同席していた旧内務省OBや警視庁OBで組織されていた「桜田会」のメンバーと、安井誠一郎東京都知事と共に、吉武の配転を止める様に圧力をかけたという。「桜田会」のメンバーにはG2と親密な者も多数おり、この圧力はG2の意向を代弁しているのは明らかであったが、田中がそのような圧力に屈することはなく、吉武は辞令通り配転となった。
この配転について、後年にジャーナリストの佐藤一が吉武本人に、下山事件が原因であったのか単刀直入に確認したところ、吉武は「そんなことありゃしませんですよ。第一、（下山）油を追ってみたって、犯罪のニオイはまったくしてこないんですからね。これは、あの血痕と同じですよ」「私の転勤に、下山事件はからんでいません。もうあの時期は、他殺の情報もあまりなくなっていて、松本（清張）氏のいうような事態じゃなかったんですから」と、陰謀論を一蹴し、転勤した理由を、刑事部長の坂本や捜査二課長の松本と、ある事件によってケンカになったからだと話している。佐藤は坂本に吉武の発言の裏取りに行ったが、坂本も同じような回答であった。吉武と坂本が言葉を濁したある事件とは、下山事件と同じころに発覚して政治問題化していた「五井産業事件」で、吉武は五井産業の社長と懇意にしており、捜査情報を漏洩したという疑惑をかけられていた。そのほとぼりを覚ますために、捜査二課長の松本が、坂本に吉武の配転を申し出たものであった。
上記の吉武の回想の通り、捜査二課二係による下山事件の捜査も完全に暗礁に乗り上げており、その後の吉武の配転によって、捜査二課二係の5人のみという細々とした捜査態勢で、下山油や染料の捜査が続けられた。結局、捜査本部の正式な解散も、捜査結果の公表もついに行われることはなかった。

### 「下山白書」の流出

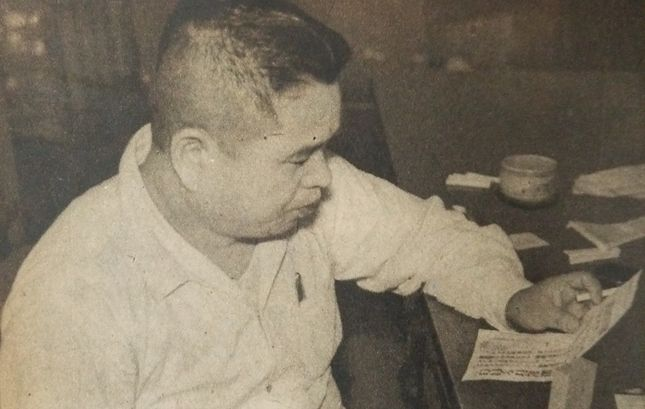
下山事件で警視庁捜査一課を指揮した堀崎繁喜捜査一課長

捜査が暗礁に乗り上げる中、1949年（昭和24年）12月15日、警視庁下山事件特別捜査本部が作成した内部資料「下山国鉄総裁事件捜査報告」（通称「下山白書」）が流出し、1950年（昭和25年）1月に『文藝春秋』と『改造』誌上に掲載された。警視庁記者クラブは、事件白書のようなものは記者クラブで共同発表すべきものとして抗議し、漏洩元を調査して回答せよと警視庁に要求した。これに対し刑事部長の坂本は「あれは正式なものではない、事実関係は調査の上回答する」とした。その後、国家公務員法第100条違反の機密漏洩事件として徹底的な捜査が行われた。流出先として疑われたのが、共同通信社の警視庁担当記者山崎稔であり、山崎と懇意にしていた刑事は徹底的に調べられた。
捜査一課は『改造』の編集長小野田政（のちの産経新聞出版局長）に出頭命令を出し執拗に事情聴取を行った。小野田によれば、「下山白書」流出のきっかけは、小野田が世論もマスコミも自殺説と他殺説で二分されている状況を見て、真相を知るためには捜査資料を手に入れる必要があると考えて、共同通信社社会課部長高田秀二に相談したところ、高田が小野田の提案を快諾して、自社の警視庁担当の記者に具体的な入手方法を指示している。そうして入手した「下山白書」は共同通信社から『文藝春秋』と『改造』に渡されて、それぞれの紙面に掲載された。事情聴取を受けた小野田はこのような事情を語ることはなく、「取材源の秘匿」の原則を盾に突っぱね続けた。事情聴取した刑事は「正直に言わないと、窃盗罪であなたを逮捕することができる」「逮捕状も用意している」と脅迫してきたが、小野田はそれにも屈しなかった。結局、小野田は同級生であった警視庁監察官高橋幹夫（のちの警察庁長官）に連絡をとり、マスコミの「取材源の秘匿」の権利を説明して、無罪放免になったという。これらの捜査の結果、坂本は捜査資料の漏洩を認めて、1月31日に記者会見で「機密漏洩の容疑者は捜査一課にいる」と言明した。その頃、捜査一課は銀座のミュンヘンというバーで発生した、男性の同性愛者同士の殺人事件の捜査をしており、下山事件の捜査は終了していたが、下山白書流出の犯人捜しだけは監察官が継続して行った。監察官の捜査の結果、捜査一課2号室の主任刑事関口が関与を疑われて、浅草警察署に配転となった。
矢田によれば、「下山白書」の流出は、警視庁記者クラブの調査で、氏名不詳の警視庁幹部が、世間では他殺説が叫ばれている中で、警視庁の方針通り自殺説に世論を導きたいという意向で捜査資料を流出することを決め、自殺説と他殺説で激しい論争を繰り広げている朝日新聞、毎日新聞、読売新聞という主要新聞ではなく、全国ネットでニュースを流すことができる共同通信社に白羽の矢を立て、警視庁担当の山崎記者に「下山白書」を貸与したという。山崎は主要部分を写すと、一旦警視庁幹部に「下山白書」を返却した。こうして流出した「下山白書」であったが、山崎が膨大な資料を3,000字程度に要約して各新聞社に流したため、インパクトが薄く、大手新聞社を始め各新聞社は小さく扱うか黙殺して、警視庁幹部の目論見とは異なり大きな話題とはならなかった。しかし『文藝春秋』と『改造』がこのニュースの重大性に気が付き、3,000字では詳しい内容はわからないので「下山白書」の写しの提供を求めた。共同通信社の山崎はその求めに応じて、施錠すらされていなかった捜査一課の金庫から「下山白書」の写しを持ち出して両社に渡したという。
本報告書は自殺と結論づける内容となっているが、矢田や他殺説の尖峰である作家の松本清張などは、報告書の内容に矛盾点や事実誤認を指摘している。特に矢田は報告書に書かれている目撃証言のうち、1964年（昭和39年）時点で消息が明らかであった目撃者数名に直接聴き取りを行い、いくつかの証言に捜査一課刑事による改竄や創作が盛り込まれていると主張した。ただし、矢田は自著『謀殺・下山事件』にて「報告書はフィクションでいっぱい」などと記述しているが、実際に矢田が聞き取りできた当時の目撃者は、死亡や消息不明等の理由により一部に限られ、さらにその中でも「下山白書」に記述してある目撃証言から、何等かの誇張や修正をされていると主張している目撃者は、矢田の著作によればわずか5人に過ぎない。そもそも事件15年以上経過した後では、その記憶が少しずつ変容してくるのは当然で、逆に、事件当時には、各新聞社が五反野に臨時の取材本部を設けて、何度も目撃者に対して取材を繰り返していたのにも関わらず、その証言には「下山白書」の記載と大きな違いは無かったので、記憶が鮮明であった事件当時の証言の方が信頼できるという見方もある。

### 迷宮入り

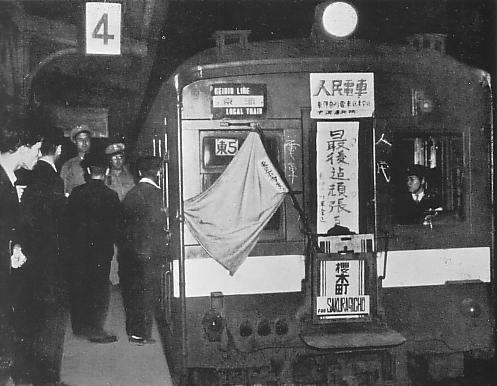
1949年6月10日に開始された国電ストライキの際に、国鉄労組が勝手に走らせた「人民電車」、乗客を無料で乗車させた。下山事件後はこのような実力行使は影を潜める

警視庁捜査一課の捜査完了後に、捜査二課二係青木警部補班5人により継続されていた捜査も、1950年（昭和25年）7月までに何の成果も得られないまま終了し、警視庁の捜査資料はほぼ全て検察に引き継がれた。検察は最後まで他殺と考えて捜査を継続しており、1964年（昭和39年）6月26日の衆議院法務委員会で日本共産党の衆議院議員志賀義雄の質問に対し、最高検察庁刑事部長竹内壽平が「私の承知しております限りでは、今日でも他殺説が有力である、他殺の容疑が濃厚であるという立場に立ちまして、そう信ずればこそ捜査を放棄せずに、今日まで鋭意可能な限りの捜査をいたしてまいったのでございます」と回答したうえに、殺人事件としての時効が迫っていることの指摘に対しては「いままでもこういう重要事件で犯人未検挙のまま公訴時効を経過した事例も絶無ではございませんが、ほんとうに申しわけない、遺憾千万であるというこの一語に尽きます」と述べている。結局この後も捜査が進展することはなく、同年7月6日、殺人事件である場合の公訴時効が成立した。
この様に、各界を巻き込んだ大論争に発展した重大事件につき、その捜査の結論を警察組織として公表しなかったことについて、捜査指揮の責任者であった坂本は後年に以下のように振り返っている。
あのころ私の立場としては万全の捜査を、という観点から、自・他殺の黒白をはっきり打ち出さず、1課の捜査で自殺と断定されたあとも2課に捜査を継続させたわけです。そのうちに東大の鑑定結果で、死後轢断（他殺説）という報告書が出ましたが、当時は轢死体についての（法医学上の）定説がなく、学問上の論争にまでなりました。そのため、警察が学問上の争いに水を差すような発表（自殺説）をして、警察不信の念を起こしてはまずいと判断し、論争が決着し、国民的同意が得られる時代が来るまで、待った方がよいと思って、正式発表に踏み切らなかったわけです。この点についてはGHQとの関わりが一切なかったと言えば嘘になりますが、意図的な捜査は絶対なかったと言い切れます。—坂本智元
そして、事件後しばらく経ってから生体轢断と死後轢断の研究が進み、法医学界において、下山の遺体の局部出血の症状が、生体轢断でも発生しうるという認識が広がるようになると「捜査報告書の内容（自殺説）がようやく真実として受け止められる時代が来た」と感じ入ったとも語っている。さらに、その後の1991年（平成3年）の産経新聞の取材に対して「いつかは法医学の進歩が古畑さんの誤りを正してくれるものと信じていた」とも語っている。
このように、警察の政治的中立性を重視するあまり、自殺と他殺のはっきりした決着をつけないままで捜査をうやむやに終わらせてしまったことや、「下山油」や「ロープ小屋」の血痕など、下山事件には「秘密」とされてしまった事象が、多数残されたような形になってしまったため、いたずらに謎が謎を生む奇怪な現象が延々と続いてくこととなった。真摯に捜査を行った刑事も、政治に翻弄された警視庁幹部を批判しており、捜査一課の平塚も「当時のエライ人たちは、下山事件をどう判断したのかわからねぇが、捜査は神聖だということを強調したい」と述べている。
下山事件後には、より凄惨な三鷹事件、松川事件が発生し、下山事件では捜査介入までやり、他殺説を煽ったGHQや日本政府の目論見もあって、国民の多くが、共産勢力が下山殺害を契機として、もう手の施しようがないほどにその勢力が拡大強化され、革命がいつ起こるかわからないというような漠然とした不安を抱く様になった。この世論の動きに乗っかって、GHQや警察が治安対策を強化することを敏感に感じていた日本共産党は、「ここで実力行使を行えば、戦う労働者は一網打尽になってしまう。その手にのるな」と考えて「ストライキ反対」を呼びかけるなど、国鉄の人員整理に対して、激しい実力行使には打って出てこなかった。国電ストライキでは中央闘争委員会を出し抜いて実力行使に出た国労の現場職員も、下山事件により大いに気勢をそがれた形となった。連日、国労や共産党が事件に関与したような報道がなされると、全国で組合脱落者が続出し、職場単位での組合執行部の総辞職が相次いだ。解雇辞令を抵抗せずに受理する整理対象職員も次第に増えていき、第一次人員整理への反対闘争は急速に崩壊していった。第二代国鉄総裁に就任した加賀山は、引き続き国労との交渉を断固拒否し、第二次整理通告（＝解雇通告）を行ったが、特に抵抗もなかった。国鉄労組や共産勢力は国民世論にも配慮し、実力行使など強硬な抵抗をすることもできず、結局わずか3％の職員が整理通告の拒否をしただけで、なし崩し的に94,312人もの人員整理は完了した。
国鉄労組内も、日本共産党系と民主化同盟（全国産業別労働組合連合の前身）系が激しい主導権争いをしていたが、人員整理と、その後の三鷹事件への関与を疑われて、副委員長の鈴木市蔵らの有力メンバーが解雇された共産党系が急激に力を失っていた。人員整理前は日本共産党系12人、民主化同盟系14人と拮抗していた委員数であったが、三鷹事件で鈴木ら共産党系の中央闘争委員が解雇通告がされたあとの7月22日に、国際会議の長期外遊から帰国した委員長の加藤は中央闘争員会を開催すると、解雇通告されていた共産党系の鈴木ら中央闘争委員の国労からの追放を決定した。これで国労から日本共産党系の勢力が排除されて、その性格が一変することになった。これは、上記の通り、下山事件に端を発した「国鉄三大ミステリー事件」に対する国民世論に配慮した結果であり、結局は下山の死が、日本の労働運動の流れを変えたとの評価もある。下山を引き継ぎ「行政機関職員定員法」の人員整理を成し遂げた二代目国鉄総裁加賀山は、下山事件を以下の様に振り返っている。
下山さんの尊い犠牲を境にして、日本の社会は大きく転換し急角度で上昇をはじめた。その意味では下山事件のもつ意味は大きいし、（昭和）24年は戦後史のうえでエポックメーキングな年になったと言える。—加賀山之雄

## 自殺説と他殺説

### 自殺説

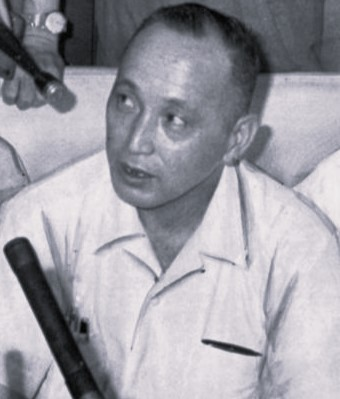
下山事件の捜査にも携わった「昭和の名刑事」こと平塚八兵衛、この後も数々の難事件を解決に導いた

上記の通り、警察は組織として公式な捜査結果を公表することはなかったが、事件後しばらく経った1953年に警視庁が編纂した『警視庁史』においては「自殺説」の見地で本事件を記述している。また、捜査にあたった警察関係者の見解としては、捜査の指揮をとった警視庁刑事部長坂本智元が、上述した後年の回想の通り自殺説の立場をとっている。警視庁捜査一課で実際に捜査に携わった主任刑事の関口由三も、1969年（昭和44年）に雑誌『新評』に「下山国鉄総裁“自殺”の証拠」という記事を寄稿して、自殺説を強く主張した。同じく捜査一課の名刑事平塚八兵衛も、下山失踪第一報後の妻からの聞き取りやその後の捜査によって「奥さんのこの証言をはっきり調書にとっておけば、他殺だなんて議論がでてくるわけがない。家族が一番よく知っているわけだよ」と、他殺説を一蹴している。他殺説の急先鋒であった作家松本清張も平塚に取材したことがあり、日比谷公園の中にあった飲食店で平塚の説明を聞いた松本は「やっぱり自殺ですね」と話していたが、後日に前言を翻して、著書『日本の黒い霧』で他殺説を主張していたので、平塚は呆れて「新聞や雑誌の材料だけで、やれ他殺とか、捜査のやり方がおかしいとか論じて、ホシ（犯人）が捕まるなら刑事なんかいらねえよ。とんでもねえ話だよ」と批判している。
東京地検については、主任検事の布施が他殺を疑っており、捜査一課の捜査が実質的に終わった後も、捜査二課二係と協力して下山油や染料の捜査を継続しているが、木内曽益最高検察庁次長検事は東京地検の捜査資料を見て「やっぱり自殺だったのかね」と述べている。
政権与党である民主自由党は他殺説であったが、事件関与を疑われていた日本共産党は自殺説を強調していた。これは政権与党が、戦闘的な極左勢力による犯行と決めつけ、反共活動に利用しようとする意図を感じていたからであった。同じ左翼系政党の日本社会党の衆議院議員猪俣浩三も、昭和24年9月20日の衆議院法務委員会で、東大法医学教室の死後轢断の鑑定を信頼して他殺の立場をとる検察に対し、その鑑定結果に対して具体的な疑問点を指し示しながら、他殺と決めつけるには、はなはだ根拠が不完全ではないかと問い詰めている。しかし、日本共産党については、この後も、執拗に事件に関与したという疑いをかけられ続けたことから、1959年（昭和34年）のしんぶん赤旗で、中央委員の伊井弥四郎が「アメリカと日本の反動勢力」による犯罪の可能性があると発言するなど、他殺説に転向し、2008年（平成20年）においても、しんぶん赤旗では、「真相は不明ながら、GHQによる謀略である可能性が濃厚」と記述されている。一方で、政権与党内でも、運輸大臣として下山と最も関係が深かった大屋晋三は、「あれは自殺だよ」と述べている。
国鉄労組副委員長で下山ら国鉄経営と直接対峙し、下山殺害への関与を疑われていた鈴木市蔵は、後に出版した事件当時の回顧録で、他殺か自殺かの推定については直接の言及は避けているが、国労の人員整理への反対闘争が、国労内の勢力争いによって腰砕けになっている状況を熟知していたので「謀殺という場合、国鉄人員整理の必要からは、下山総裁をあえて亡き者にしなければならぬ事情は、既に無くなっていた」「組合内の対立、抗争の実態は誰よりも国鉄当局が知り尽くしている。さらに言うならば吉田内閣すらその事実を知っている」として、事件当時において、下山謀殺の必要性など全くなく、それは政府や国鉄当局も含めた周知の事実であったと振り返っている。
事件発生直後から毎日新聞は自殺を主張（毎日新聞が自殺証言のスクープを出したため）。同紙記者平正一は取材記録を収めた『生体れき断』1964年を出版。大規模な人員整理を進める責任者の立場に置かれたことによる、初老期うつ憂症による発作的自殺と推理した。
1976年には、佐藤一が自殺説の集大成と言える『下山事件全研究』を出版。佐藤は松川事件の被告として逮捕・起訴され、14年間の法廷闘争の末に無罪判決を勝ち取った人物であり、下山事件も連合国軍最高司令官総司令部（GHQ）あるいは日本政府による陰謀＝他殺と当初は考え、東京大学学長南原繁総長、東京都立大学沼田稲次郎名誉教授、京都大学桑原武夫名誉教授に作家の松本ら下山事件を他殺と考えていた有志で結成した「下山事件研究会」の事務を引き受けていた。しかし、調査を進める過程で次第に他殺説に疑問を抱き、発作的自殺説を主張するようになる。日本でもジャーナリズムが過熱していく中で、下山事件はいつしか世間の興味を引く様に、面白おかしく陰謀論が流布されるようになり、自殺説を主張すると、頭がおかしいか、アメリカCIA手先だなどと中傷されるようになっていたが、それでも佐藤はめげることなく、他殺の根拠とされた各種の物証に関して、地道な調査に基づいて反論を加えた。
「下山事件研究会」の中心メンバーであった松本に加え、徳川夢声や坂口安吾など、当時活躍していた作家のなかでは他殺説を主張する者も多かったが、井上靖は自殺と考えており、「週刊朝日」1960年（昭和30年）1月23日号のなかで他殺説の徳川と対談しているが、坂口は自殺と考えた理由を「妻女は初めは自殺と考えたようだが、その後時間を経るに従って他殺と主張するようになった」「これは後に色んな情報が入ったからであって、最初のカンの方が正しかったのではないか」や「警察が非常に老練な刑事のカンを重視して自殺と判断した」ことをその理由にあげている。そして下山の自殺については、近江絹糸争議で女子工員に自殺者が出たのを例に出して、「特殊な事件には、理解できない自殺者が出る」「何か申し開きしたらいいと思うのに、わけのわからない自殺をしてしまう」と指摘している。井上は、事件翌年の1950年の「文藝春秋」7月号から、下山事件をモチーフにした小説「黯い潮」を連載しており、1954年（昭和29年）には日活で映画化された。
冤罪事件の被害者を支援してきた山際永三は「我々，冤罪に関わる人間が，一つのリトマス試験紙にしているのが下山事件なんです。下山事件は他殺だっていう人は私らの仲間ではないんです」とまで言い切っている。そして、他殺説の有力な論客松本に対しては「松本清張さんは何でも GHQのせいにしちゃうんですね」と批判し、下山事件は自殺であったと断言している。

#### 自殺説の主張

##### 下山の精神状態について

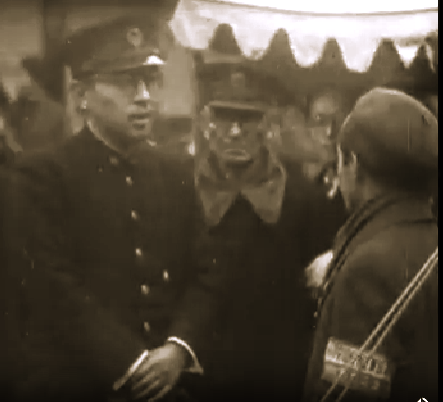
東京鉄道局長時代に八高線列車脱線転覆事故で記者の取材を受けている下山（左）

- 失踪の直後、警視庁の刑事平塚八兵衛が下山の自宅に事情を聞きに行ったところ、まだ遺体が発見される前だったが、妻は「ひょっとしたら、自殺じゃないかしら。自殺じゃなければ、いいんですが……」、事件と思っていた平塚は拍子抜けして妻に「なんで、そういう心配をなさるんですか？」と尋ねたところ、妻は下山が毎晩大量の睡眠薬を服用していることと[273]、「うちの主人は非常にもだえていたことは確かです。それで私は、そういうふう（自殺するのではないか）に心配しているんですよ」と話したという[59]。その後、平塚が東京鉄道病院の記録を調べたところ、下山は6月1日に神経衰弱症と胃炎という診断を受け、事件直前の6月19日から26日にかけて3回も通院し、ブロバリン（睡眠薬）0.5グラムを25袋も処方してもらっていた。これは1日に0.5グラムのブロバリンを2袋も服用していたことになるが、事件当時の一般的な服用量としては、通常の不眠症であれば、0.3グラム1袋で十分に睡眠できると考えられており、下山の状態はかなり重篤であったと思われる。また、死亡時に着用していた背広のポケットからもブロバリンが2袋見つかっている[259]。国労の中央闘争委員で企画統制部長であった井上唯雄も、下山の遺体が発見された直後に妻から「下山が可哀想です。あなたがたがあまりいじめるからです」と、自殺は国労のせいだと非難されている[274]。
- 下山が技術院に出向していたときに一緒に働いた東京帝国大学航空研究所長和田小六によれば、下山は精神的な原因の胃腸の不調に悩まされており、下山が非常に頭を使っているときや、仕事が思うように運ばないなど思い悩んでいるときは、必ず胃痛で苦しんでいた。そのため、下山の胃痛の具合を聞けば、仕事がうまくいっているのかがすぐにわかったという[275]。上記の通り事件直前にも胃炎の診断を受けて、ブロバリンと一緒に胃薬を処方されている[259]。また事件前日には下痢にも悩まされており、薬局で止瀉薬を購入するなど、胃腸の具合がかなり悪かった[214]。下山の側近であった吾孫子国鉄文書課長も、常々下山が「非常に疲れている」と口にしていたので、行方不明の一報を聞くと、病院に行っているのではと考えたほどに、下山の心身状態がよくなかったのは周知の事実であった[63]。
- 下山と永年の公私の付き合いがあり、戦後間もなくの食糧難の時代には、下山家に食料の支援まで行っていた元国鉄職員の橋本林次によれば、下山は若い頃から「人間は酔生夢死[注釈 8]してはいけない」が口癖で、常々「大きな仕事をすれば死んでもよい」と言っていたという。また、下山は他の多くの文系の国鉄幹部とは異なり、技術屋からのたたき上げであったので狡猾さがなく、スタイリストで立派過ぎで脆さがあった。そのため、下山を熟知していた橋本は、下山が国鉄創設以来の人員整理という大仕事に関わって、人生の目的を達したことで、その精神的な脆さから自殺したのではないかと考えていた[276]。
- 日本を代表するような精神科医で、日本うつ病学会がその業績を記念して「下田光造賞」を制定しているほどの精神科医下田光造も[277]、早くから下田の初老期うつ憂症による自殺と考えて、捜査本部に自分の見解を助言し、のちに捜査一課からの正式な要請で意見書も提出している[278]。下田の見解によれば、初老期うつ憂症が発症すると、決断力が低下するため計画的な自殺が困難になってしまう代わりに、発症者の多くが発作的、突発的な自殺衝動にかられるという。従って初老期うつ憂症による自殺者は、遺書や後事配慮などを残さないのが常である[225]。下山が鉄道を愛していたので、自殺の手段に鉄道を選ぶはずはないという反論に対しては、下山は、初老期うつ憂症の発症によって、徘徊を始めたものの、多年の習性と愛着から鉄道の駅や線路から離れることができないうちに、発作的に線路に飛び出して自殺してしまったと推定される[278]。
- 自殺に至るほどの精神変調をきたしていた証拠として、毎日欠かさずに行動や予定を書き込んでいた手帳が6月28日までしか書きこまれていなかったこともあげられている。最後の書き込みが「エーミスに叱られる。決裂のチャンスを掴めと言われた」というものであった、このエーミスというのはGHQのロバート・T・エーミス労働課長のことであり、恨みがましく斜めの走り書きで書かれていたという。それ以降も多くの公用をこなしていたが、その予定など一切の書き込みがなかった[48]。下山が日記を止める前日の6月27日には、下山の鉄道省時代の秘書の女性が下山邸を訪ねたが、下山はその女性に対し、「苦労するので白髪が増えた」「毎日あっちこっちからせめられるので困るよ。俺が整理された方がよい」などと泣き言を言っていたという。そこで女性が心配して「夜おやすみになれますか？」と質問すると、妻が「毎晩神経が尖って眠れないので睡眠薬を飲んで寝ます」と答えている。その後、下山は出勤したが、残された妻は「毎日顔を見ないうちは心配でならない」と心配そうに語っていた。女性は下山のことが心配となり、自宅に帰ると父親に「下山さんはおかしいよ。注意しなければならない」と話したという[279]。
- 事件直前の下山の言動は明らかにおかしく、人員整理交渉の相手方であった国鉄労働組合の中央委員の面々が心配するほどであった。副委員長の鈴木市蔵は、事件3日前の7月2日の交渉時に目にした下山の落ち着きのない態度に不安を感じていた。鈴木によれば、そのときの下山は「太い眉毛をよせて眼鏡の奥の目は力なくしばたいていた。焦燥感を耐えるためか、鉛筆を両手で3本も掴んで、あたかも易者の筮竹のようにまさぐっていた。その次には、その3本の鉛筆をノートの上で右から左に転がしていた」という[280]。同日夕刻には下山は組合との交渉経過の報告を増田甲子七官房長官に行っているが、その報告は明らかな嘘であった。几帳面な下山がすぐにばれるような嘘をついたことも尋常な精神状態ではなかったことをうかがわせていた。その夜には、CTS責任者のシャグノン中佐が下山の私邸に押しかけて、就寝中の下山を叩き起こすと「いつ首切りをやるんだ。だらしないぞお前は」と早急な人員削減を迫った[281]。シャグノンの叱責は次第に「貴様は馬鹿だ、くだばってしまえ」などと罵倒になって、4時まで続き、下山は殆ど睡眠をとれなかった[282]。一説にはシャグノンは携帯していた拳銃を下山に見せつけて、脅すような態度であったという[283]。こうして下山はGHQや日本政府と国鉄職員の板挟みとなって追い詰められてゆき、事件前日の4日になるとさらに言動は不安定になった[284]。
  - 7月4日に国鉄本社で予定されていた組合との交渉で、不安定な下山を同席させると却って交渉がこじれると考えた国鉄重役らが下山に本社からの一時待避を要請すると、下山はいつになく激高して机を叩きながら「死んでも職場を守る」と大声を張り上げたが、結局、30分後には重役らの進言通りに国鉄本社から待避した[285]。
  - この後はあてどもない徘徊が続く。時間は不明であるが、下山の行きつけであった赤坂山王下の飲食店に現れ昼食をとっている。飲食店の女中の証言では、たった1膳のご飯を食べ終わるのに1時間もかかっており、何か精神的に大へん悩んでいる様子であったという[286]。
  - 12時40分頃には事前約束なしで吉田茂首相の首相官邸に訪れた。吉田はおらず増田官房長官が応対したが、増田は2日前に人員整理対象者に国労の共産党系委員17人が入っていないことを知って問題視しており、吉田に直接その説明をするため、下山を伴って、吉田がいる外務大臣公邸に向かうこととした[287]。やがて増田と下山は外務大臣公邸に到着したが、吉田は先客と面会中であり、面会が終わるのを待っている間、下山は「会議がある」という口実で増田だけを残して外務大臣公邸を後にしてしまった。しかし、実際にはそのような会議の予定はなかった[284]。
  - 下山は腹を下していたので、薬局で止瀉薬を購入すると、次は千代田銀行に向かって貸金庫室に5分ほど入った[214]。その後、14時ごろに人事院ビルに現れると、廊下で人事院総長と偶然に出会ったが、総長が「このところ大変ですね」と声をかけたのに、下山は「ええ」と軽く返事をしただけで、そのあとは何もせずに廊下をうろついて人事院を後にした[284]。
  - 15時には、事前約束なしで警視庁を訪れ警視総監の田中との面会を要求した。田中は下山とは東京帝国大学の同期生であり、先客との面会を打ち切って下山と面会することにしたが、総監室の前まで通された下山はなかなか室内に入ってこようとしなかった。田中は下山の挙動を見てただならぬ事態と感じたが、室内に招くとようやく下山が入ってきた。テーブルの上には先客の飲みかけの茶碗が片づけられずにそのままとなっていたが、下山はその飲みかけの茶碗を手に取りお茶をすすろうとして田中に制止されている[288]。下山は特に用事があるわけでもなく、7月2日に国鉄本社前のデモへ警視庁が警備を出したことにお礼を言うと、その後は田中に「国鉄職員の人員整理予定者の家族からたくさんの手紙が来ているが、これを読むのはつらい」などと心情を吐露しただけで帰って行った[285]。
  - 15時30分には、事前約束なしで法務庁の庁舎を訪れ、柳川真文法務庁長官の部屋に通されると、挨拶もせずにいきなり「電話を貸してください」と柳川に言い、返事も待たずに目の前で国鉄の秘書官に電話をかけて、しばらく通話していた。柳川が呆気にとられていると、やがて電話を終えた下山が「私の父も裁判官だったので、裁判官の待遇はよくわかります」などと一方的にしゃべって、間もなく出て行った。柳川はこの時の印象を「下山総裁とは別に交友関係もなく、まったく突然の訪問で、その態度と言い失礼で、頭が変になっているのじゃないか、とさえ思った」と証言している[289]。
  - 16時10分には、再度首相官邸を訪れている。この時間に吉田は官邸にいたが、下田はなぜか官邸のなかに入っただけで誰に声をかけることもなく引き返して行った。しかし、国鉄幹部に対してこのときに吉田と会ったと嘘をついている[289]。
  - その後は一旦国鉄本社に戻って、17時には交通協会の会合出席のため有楽町のレイルウェイクラブ（のちの東京交通会館）に出かけたが、会合は中止であった。下山はそのまま東京駅に現れると、国鉄公安局長室を訪れ、突然の訪問に困惑している局長から人員整理による混乱の有無についての報告を受けた。その際に湯茶の提供を一旦は断りながら、局長の飲みかけのお茶を飲み干したり、他人のアイスクリームを勝手に食べていたが、溶けたアイスクリームが背広のズボンにボタボタとたれていた[284]。
  - 18時50分に再び有楽町のレイルウェイクラブを訪れるが、目的は夕食を食べることであった。しかし、レイルウェイクラブの食堂は営業時間外で閉店していたので、下山はわざわざ品川の日本料理屋から弁当を取り寄せて、閉店していたレイルウェイクラブの食堂で食べた[290]。
  - 正確な時間は不明であるが、夜になってからまた国鉄本社に戻って職員課長の磯崎叡ら国鉄職員と日本酒を酌み交わしている。磯崎によれば、その時の下山は上機嫌であったという[291]。その後、午後23：00頃に自宅に帰宅した[292]。

##### 生体轢断について

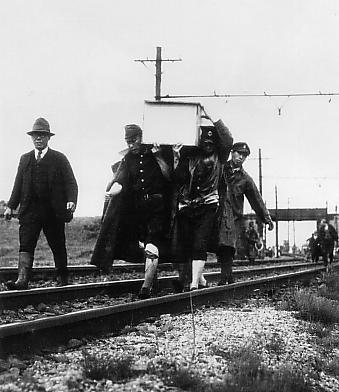
搬出される下山の遺体

- 鑑定に持ち込まれる轢死遺体の殆どが、事故死や自殺の「生体轢断」の遺体であり、他殺後に轢断された「死後轢断」の法医学的な知見やデータは殆どない。そのため、轢死遺体を事故死・自殺の「生体轢断」と比較して、他殺による「死後轢断」と判断するのは極めて困難である[293]。
- 最初に現場で下山の遺体を検視した東京都監察医務院の八十島信之助医師によれば、八十島はこれまで100体以上の轢死体を検視してきたが、その殆どが生活反応が著しくなく、下山の遺体もこれまで見てきた100体以上の遺体と特に変わるところはなかった。また他の殆どの遺体と同様に、下山の遺体にも死班が見られなかったことから、死亡してあまり時間が経過していないため、この場で死んだ（つまり自殺）と判断した。もし他の場所で殺害され運搬されてきたのであれば、死班が見られたはずである。八十島は現場で常識的には轢死（自殺）と考えるのが妥当と判断したが、下山の社会的地位や今後の影響も考えて、現場では自他殺不明と鑑定して、司法解剖に回すことにしたという[294]。
- 慶應義塾大学法医学教授中館久平によれば、下山の遺体の様に、他には生活反応が見られないのに、睾丸に生活反応が見られるのは、轢死体にはよくあることで、列車に轢かれて骨盤に大きな衝撃が加えられると、人体の構造上、睾丸が出血するのは当然として、下山は「生体轢断」されたものと鑑定しており[101]、元産経新聞記者佐々木嘉信の取材によれば、1970年代の医師国家試験の受験テキストにおいては、中館の説が定説として記述されていたという[3]。中館は自殺説にかなりの自信を持っており、「黒を白と言いくるめたようなもので、他殺だったら、私はいつでも教授を辞めるよ」「一部のジャーナリストは、戦後の三大事件として、三鷹事件、下山事件、松川事件をあげているが、下山事件は単なる自殺で、まったく一個人の私事に過ぎない。これを大事件などというのは、まったくナンセンスである」とまで言い切っている[295]。
- 下山事件後の研究において、日本法医学会会長、日本法医学会理事長を歴任した東北大学名誉教授赤石英[296]は、「動物実験の結果、生きていて轢断されても出血が認められない場合がある。生前の損傷であるにもかかわらず、死後のものと誤った判断が下されるおそれがあるので十分注意を要する」という見解を学会で発表しており、赤石が実際に検視した轢死体でも全く生活反応のないものがあったという[297]。また、下山事件の4か月後に新潟県で、下山の遺体と同様に轢断部に出血（生活反応）が見られない轢死体が発見され、新潟県警は下山事件と同様に他殺を疑ったが、新潟大学医学部法医学教室教授山内峻呉教授の鑑定により自殺と断定された。山内は当時を振り返って「死体の散らばり具合まで、下山事件によく似ていた」と語っている[298]。2024年度（令和6年度）の神戸大学大学院医学系研究科・医学部医学科の医学史・医学概論の講義資料においては「鉄道車輛による人身事故は、自動車よりもはるかに強大なエネルギーが人体に加わるため、一層高度の損傷が生じ、轢断部の生活反応は不明確であることが多い」と、轢死遺体の生活反応の有無が必ずしも、轢断時の生死を判断する証拠とはなり得ないとされている[299]。
- 北海道大学法医学教授錫谷徹は、下山の司法解剖の鑑定書やその他資料を詳細に検証し、著書「死の法医学 下山事件再考」を執筆した。錫谷によれば、下山の遺体は胸部と腹部が激しく損傷していたが、これは下山（遺体を含む）が線路に寝そべった姿勢では決して生じない損傷であり、この遺体の損傷から推測される状況としては、下山は立った状態で機関車の前端に衝突して、その際に胸部や腹部に激しい損傷が生じ、その後は線路上に倒れて轢断されたものであると断じている。そして立ったまま機関車に衝突したのであるから、必然的に衝突時に下山は生きて自ら（もしくは過失で）接触したものであり、これを殺害した後の遺体で再現するのは「空想に近い」と一蹴している[300]。1986年（昭和61年）に産経新聞が、アメリカ国立公文書記録管理局で下山の遺体の新たな写真を発見し、錫谷に意見を求めると「この右肩の轢断創からのぞいている心臓、扁平にひしゃげた胸部。これらは胸のほぼ全面に平坦な鉢体が激突した証拠なんだよ。もし、下山さんが殺された後、線路の上に寝かされてから轢かれたのなら、こんな胸が扁平にならないし、心臓も飛び出さない」と自分の自殺説の正しさを改めて強調している[301]。
- 下山の遺体が上着が脱げてほぼ裸体になっていたことについては、轢死体の多くが裸体かほぼ裸体で発見されることが多いというのが、当時の経験ある法医学者や国鉄関係者の一致した認識であったという。これは、機関車底部の突起物などで衣服が次々とはぎ取られていくからであり、下山の遺体も、線路上で80ｍ以上にも渡って衣服が点々としており、特殊な例ではなかった[302]。

##### 東大法医学教室の鑑定結果への反論について

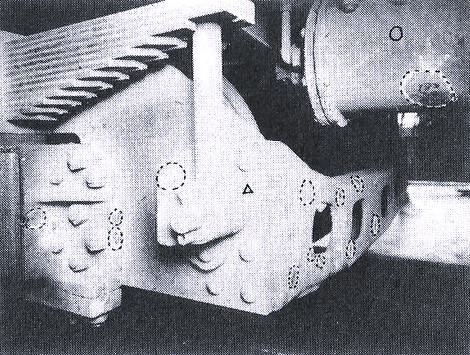
下山を轢いた機関車・D51 651の車体下部、〇印が下山の血痕や肉片が付着していた場所

- 他殺説の最大の拠り所は、東大法医学教室古畑の「死後轢断」の鑑定であるが、後年になって、古畑の鑑定が証拠として採用された事件での冤罪が次々と判明しており、その信頼性は大きく揺らいでいる[303]。（詳細は古畑種基#冤罪・再審）特に弘前大教授夫人殺し事件については、血液鑑定を行った古畑が、ベイズの定理による確率論で、加害者とされた人物の着用していたシャツに付着していた血液は98.5%の確率で被害者のものなどと主張し[304]、それでも一審では無罪判決であったが、控訴審で古畑は自ら出廷して、「血液型に関する日本の、否世界の権威者」と自称し、血液の鑑定結果を自信満々に「他の方では不可能でも、私なら可能」などと証言するなど、加害者とされた人物の逆転有罪判決に大きな影響を及ぼした[305]。古畑の鑑定もあって加害者とされた人物は有罪が確定して収監されたが、真犯人が名乗り出たことによる再審請求によって、有罪の証拠とされた古畑鑑定などの検察の証拠は偽造が疑われると断じられ、無罪が確定している[306]。この再審の際には、古畑の鑑定を検証した千葉大学の木村康が、古畑の門下生筆頭で科学警察研究所所長であった井関尚栄から呼び出され、「法医学の権威を守れ」などと再鑑定をしないよう圧力をかけられたが、木村は反発して法医学者としての使命感から再鑑定を行い、古畑の鑑定の誤りを指摘した[307]。また「四大死刑冤罪事件」のうち古畑は3事件にも関わっているが、財田川事件では古畑による裁判時の鑑定と、その後の再審時の鑑定の間に、加害者のズボンに付着していた被害者のものとされた血痕が増えていることが不自然であると最高裁判所から証拠の偽造の疑いを指摘され[308]、同様に、松山事件についても、被害者の血痕が付着していたとされる掛布団について、捜査当時の東北大学助教授三木敏行の鑑定から、訴訟中の古畑による鑑定までの間に、後の写真鑑定によって、血痕の数が増えていたことが指摘され[309]、島田事件については、古畑によって死因と鑑定された被害者の胸の傷について、東京医科歯科大学教授太田伸一郎と京都大学教授上田政雄の検証によって、古畑のごく初歩的な誤りが発見されて、いずれの事件も冤罪が確定してる[310]。
- 日本政府や検察など他殺説を主張する立場からは、古畑の「死後轢断」の鑑定は重要な拠り所となっていたが、古畑は検察に都合がいい鑑定を行うため“元祖御用学者”などと呼ばれており、いくつもの再審請求に言いがかりをつけて棄却に追い込んだなどとして、法医学会では有名であり、上記のような数多くの冤罪を出した元凶になったとも指摘されている[311]。それでも古畑は法医学の「世界的権威」として君臨し、日本の法曹界や法医学会は古畑に忖度しており、東北大学法医学教室名誉教授の赤石も古畑存命中の取材に対しては「法医学会の大部分の人たちは、内心ではどのように思っていても、それを口に出すのは嫌うと思います」「当事者がご健在とあらば、何も言いたくないのは当然でございましょう」と述べている[297]。その古畑が1975年（昭和50年）に逝去すると、古畑の著書は絶版となり[312]、法医学会でも古畑の業績について触れられることはなくなった[313]。下山事件についても、生前は古畑に遠慮していた法医学者の多くが「生前轢断」と主張するようになり、上記通りに、1986年（昭和61年）になって、産経新聞が下山の遺体の新たな写真が発見し紙面で報じると、それを見た多くの法医学者が、北海道大学の錫谷に近い理由で「生前轢断」の自殺であるとコメントしていた[314]。古畑存命中は忖度して積極的な発言を控えていた東北大学の赤石も、古畑逝去後の取材に対しては、「轢断部分に生活反応がない現象を死後轢断とする見解には、私は昭和30年前後から反論し続けてきた。百分の1秒といった瞬時の轢断のような事故は、皮下出血が見られないこともある。このことは、現在では多くの学者が認めている」と述べて、古畑説を否定している[315]。
- 他殺説で、定説のように語られる「下山は血を抜いて殺された」という下山の死因の推定については、司法解剖によって「死後轢断」を主張していた東大医学部法医学教室の古畑が事件当時に鑑定したものではなく、捜査が実質的に終了していた事件発生の1年後から、マスコミなどに対して非公式に主張し始めた説である。しかし、この古畑の主張に対して、実際に下山の遺体の司法解剖を執刀した東大医学部法医学教室の桑島は「生きているうちに血を抜けば、抜かれる人は抵抗するので、大概の場合は血管の周囲に血は漏れるし、皮膚にも孔が空いていたはずだが、下山の遺体にはそのいずれも認められなかった」「血を抜くとすれば、全身のどこでも一様に血液が少なくなっているはずであるが、下山の遺体は肺臓などからの出血が多く、血を抜いたという考えを否定するものである」と恩師古畑の主張を真っ向から否定している[316]。そして古畑自身も、子息古畑和孝によれば、「遺体は東大法医学教室に運ばれ、自分の指揮の下、桑島直樹講師が責任者として、幾多の関係者た立会いの下執刀。その遺体には、何百カ所剖検しても、「生活反応」がなかった。特定の部位の出血を除けば。」と語ったうえで、最終的には「死後轢断」ではあったが、他殺とは断定していない。和孝は、「父は確信をもって「死後轢断」と発表した。だが、「他殺」とは言わなかった。それは警察ないし検察の問題だからであった。」と述べている[317]。
- 失血死という推論についても、下山を轢断した機関車や貨車には大量の血痕が付着しており[318]、下山が轢断された時点では下山の体内に未だ多くの血液が残っていたと推定される。そのうちの一部はゼリー状に凝固して車体に付着していたが、自殺説を主張した元名古屋医科大学教授の小宮によれば、このように血液が凝固するのは、生体が轢かれたときに飛び出した血液であることを示している[319]。また、後日に東京地検と東大法医学教室が、朝日新聞記者矢田の提案で、下山の遺体運搬を証明するため行ったルミノール検査で、遺体が散乱した辺りには一面火の海のようにルミノールが発光していたという。しかし東京地検や東大法医学教室は、なぜかそのことを深掘りすることなく、機関車が下山を轢断する前に走ってきた上り方面の線路や、線路わきの「ロープ小屋」の調査に集中している[108]。
- 事件当時、日本法医学会の最高権威であった古畑の鑑定は、その鑑定に疑問があっても覆すのは事実上不可能とも言われていたが[320]、1948年に若手医師によって結成された新日本医師協会は、その権威で「死後轢断」を押し通そうとする東大等医学教室古畑らの主張を「一方的な見解」だと断じ、秋谷の水素イオン指数検査による死亡推定時刻の推定を「非科学的の故に問題の圏外におくべきものである」と厳しく批判した。一方で「生前轢断」を主張する慶応義塾大学法医学教室などに対しては「良識ある多数法医学者は学問的討論によって法医学界の権威を守り得た」と称賛している[321]。
- 秋谷の水素イオン指数検査による死亡推定時刻鑑定は、主にモルモットによる実験段階であったのに加え、鑑定には気温が大きく影響するのに、研究は30度の気温で行っていたのに対して、下山が死亡したときの気温は21度と、実験時とはかなりの温度差があったことや、鑑定による推定死亡時刻も、複数回の実験の結果で、もっとも早くて5日21時、もっとも遅くて6日0時と出ており、もっとも遅い時間では、下山の轢断推定時刻に近い時間となるなどブレが大きく、信頼性が低いとの指摘が、衆議院法務委員会でなされている[322]。事件当時、同じ東大法医学教室の同僚であった研究者からも批判的な見解が多く、秋谷の下で助教授であった塚元は「あの方法は駄目ですよ。問題にならないですね。健康状態を一つだけ考えたって、それぞれの状態でPH値に大きな変動がありますよ。私は秋谷氏に、あれは止めた方がいいと言った。下山さんの遺体にあれをつかって推定して、それを発表するなんて反対だったんですが、だが、秋谷氏はやっちゃんたんだなぁ」と当時を振り返り、同じく東大法医学教室の中野繁医師も「健康状態だけでも、PH値は変わるわけですね。だから、あの方法は無理があるんじゃないですか。今ではおそらく使われていないでしょう」と信頼性に疑問符を投げかけている[105]。
- そもそも、現場での検視は自殺の可能性が高いという鑑定であって、司法解剖に回されても慶応義塾大学法医学教室が担当であったならば、そのまま自殺で処理されて、謀殺を企画した組織の目的は達せられなかったはずであり、周到に準備されたはずの謀略としてはあまりにも不確実性が高すぎる[323]。

##### 下山の替え玉説について
- 他殺説で主張される下山替え玉説については、下山が当日着用していた衣服を事前に準備しておくか、もしくは拉致した下山の衣服をはぎ取って替え玉に着用させる必要があるが、前者については、下山は背広2着、ネクタイ5本を日替わりで着用しており、その組み合わせを事前に予想して準備しておくのは困難であるし、ワイシャツと靴下については多数あるものの中で、その日の朝に下山自身が決めて着用しており、それを知っているのは妻と運転手の大西だけで、事前に準備しておくことは不可能である。また後者については、下山と思しき人物の目撃情報は、失踪直後から機関車に轢かれる直前の23時30分ごろまで断続的にあっており、下山を着替えさせる時間はなかった。特に事前に殺害していたのであれば、遺体を着替えさせるのはさらに時間がかかるのでなおさらである[155]。目撃証言のなかには、家族や国鉄の側近しか知らないような下山の癖を、下山と思しき人物がやっているのを見たというものもあり、替え玉がここまで下山になり切るのは不可能である[324]。平塚も綿密な捜査結果から、現場付近をうろついていた人物を下山と断定、替え玉説を一蹴し「考えてもみな、他殺ならてめえの殺される場所を、わざわざ下見にいく馬鹿はいないだろ」と一笑に付している[325]。
- 事件当日に下山と思しき人物の目撃証言については、一部で下山と人相が異なっていたり、眼鏡をかけていなかったりと替え玉を疑わせるような証言もあるが、警視総監の田中によれば、そのような目撃談はごく一部で、80数名の目撃者の殆どが、複数の人物写真のなかから、自分の目撃した人物を下山であると正確に選んでおり、全員が揃って替え玉に引っかかったとは考えられない[69]。
- 他殺説主張者からは、捜査一課の聴取に口裏を合わせて、下山の替え玉に協力したかのような疑いをかけられている末広旅館であるが、実際には、女将を始め家族は散々誹謗中傷されて精神的に病んでしまい、客足は激減して商売は立ち行かなくなり、結果的に旅館は廃業となった。妻であった女将に先立たれた元経営者（形式的な代表者は女将）も当時を振り返り、無責任な報道を繰り返したマスコミに怒りを吐露しており、そこまでして警察や真犯人に協力する理由はない[326]。証言内容についても、女将は警察から聞き込みをうけた同日に、同じ話を毎日新聞の記者に行っており[244]、後に警察がその証言内容を捏造した可能性は少ない。また、末広旅館の経営者は元特別高等警察官で、女将を事情聴取した捜査一課には元同僚の顔見知りもいたので、口裏合わせに協力したなどと言われているが、他殺で捜査を続け、末広旅館の女将の証言を疑っていた捜査二課二係にも元特別高等警察官が所属していた[327]。そもそも、元経営者は1921年（大正10年）から1933年（昭和8年）までの12年間しか警察に在籍しておらず、その後は父親の逝去を機に、民間会社に転職してその後末広旅館を開業しており、事件発生時では警察を辞めて民間人となった期間の方が長く、警官と親密な関係であったとは言い難い。元警察官という肩書を警察や本人が隠していたとも一部で言われているが、それは事実誤認で、事件当時のマスコミの取材で元経営者自らが話しており、周知の事実であった[328]。
- 末広旅館に下山が滞在した証拠として、現場検証で回収された毛髪のなかに、下山のものに似た毛髪があったことが挙げられる。一方で、旅館に数時間滞在したはずの下山の指紋が一切検出されなかったことで、替え玉ではなかったのかとの指摘がされることもあるが[329]、そもそも、当時の捜査技術では、指紋の検出は現代ほどの精度はなく、特に日本家屋での指紋検出は困難を極めていた。下山の遺体の本人確認のために、警察は下山の指紋を職場や家庭で散々探したが、なかなか見つけることができず、ようやく職場の下山の机のなかにあったガラス瓶から1個の指紋が検出できただけであった[330]。従って、下山の自宅同様に、日本家屋の末広旅館で下山の指紋が残っている可能性が高かったのは、水を飲んだ茶碗だけであったが、現場検証が行われたのは、下山滞在から数日後であり、茶碗は既に水洗いされていたので指紋は検出できなかった[331]。
- 下山失踪当日の15時30分には公開捜査に切り替えられて、NHKの臨時ラジオニュースで下山行方不明が報じられ、16時には、国家警察本部、警視庁などによる、隣接県にまたがる広域捜査が開始、下山の服装や人相などの資料を持った多数の警察官が下山を探していたが[61]、現場付近では23時30分過ぎまで下山と思しき人物がうろついており[89]、これが下山の替え玉であれば、長時間に渡って警察官や、ラジオを聞いた地元住民に発見される危険性を敢えて冒していることになってしまう。

##### その他
- 東大法医学教室による「死後轢断」の鑑定に加えて、「下山油」の存在が他殺説の拠り所とされており、他殺説主張者からは自殺を完全否定する自殺説の泣き所とまで評価されている[182]。東大法医学教室や朝日新聞記者矢田の主張では、下山の衣服に付着していた「下山油」は機関車には使用することはない植物油の糠油であり、下山は他の場所で殺害され、その際に「下山油」が衣服に付着したとされている[332]。しかし、事件当時は鉱物油の品質が悪く、植物性の油と混合して性状を安定させるのが常態で、国鉄の蒸気機関車取り扱いマニュアルにも記載され[180]、国鉄の各機関区にも植物性の油は常備されており、東大法医学教室が糠油のサンプルを収集した事業所のなかにも2か所の国鉄機関区が含まれていた。また、下山を轢断した機関車の整備担当であった国鉄整備士は、捜査一課の事情聴取に対して、事件当日に轢断した機関車に「潤滑油第5種（鉱物油）と大豆油（植物油）を半々で混合した混合油を給油した」と証言している[182]。捜査当初は、東大法医学教室や矢田に加えて、東京地検や警視庁捜査二課二係も、その状況を無視して、「下山油」は国鉄で使用しないはずの糠油であるという誤った認識で、調査を続けていたが[181]、警視庁捜査二課二係については、捜査の最終段階では糠油に拘ることはなく、室蘭の製鉄所の油まで調査を行ったが、下山油の捜査は何の成果も得ることはなく終了している[188]。また、東大生産研究所第4部による、東大法医学教室の「下山油」鑑定結果の再検証では、「下山油」が糠油であるとは断定できないことや[9]、先に下山の衣服を鑑定していた警視庁捜査第一課からは、東大法医学教室や矢田が主張しているほどの大量の油が付着していた事実はないなどの反論もされている[156]。
- 事件現場はもともと視界が悪く、鉄道自殺が多い場所として有名であった。そこで地元住民が自殺を抑止するような立て札を立てようとしたが、国鉄としてそのような立て札を立てられるのは困るということで、その当時鉄道局長だった下山が、地元の住民との交渉に当たっており、下山は事件現場が自殺の名所と認識していた[101]。また、下山は東京帝国大学のボート部に所属しており、練習場となっていた荒川放水路沿岸の事件現場付近には思い入れがあったことや、事件現場から遠く離れていない柴又の料理屋が行きつけであるなど、事件現場付近の土地勘は十分にあった[101]。
- 元朝日新聞記者矢田の著書『謀殺・下山事件』初版出版時点の1973年でも、「自分が事件に関与した」や警察の捜査以外で「下山を目撃した」という証言は数多くあり、これらが全て真実だとすると、事件当日に下山が10人いたことになってしまう。そのため、証言を集めた当の矢田自身も「やっぱり首をかしげてしまう」と感想を述べていたほどで、証言の信ぴょう性は極めて低いものと思われる[333]。そしてこういった証言は、下山事件他殺説の書籍が出版される度にさらに増えていくこととなっている。同様に、下山が殺害されたとの証言があったり、何らかの根拠に基づいて殺害現場と推定されている場所についても、ソビエト連邦の大使館内[334]、赤羽にあったアメリカ軍東京兵器補給廠の施設内[178]、葛飾区小菅の工場街のどこか[335]、鈴木金属の工場[336]、荒井工業の工場など多数挙げられており[337]、信憑性は疑問視される。
- 他殺説主張者からは、下山がGHQに命じられた人員整理に抵抗したので、GHQから邪魔者扱いされて謀殺されたとも言われているが[323]（詳細については#GHQ説参照）、そもそも国鉄の人員整理はGHQの指示により、下山が国鉄総裁就任前に施行された「行政機関職員定員法」で決まっていたものであって[338]、下山に抵抗する余地などはなく、実際に下山は、7月2日の国労中央闘争委員会との会談では「これは占領軍の命令だから仕方がない」と言って交渉を打ち切っている[339]。交渉を一方的に打ち切られた国労副委員長の鈴木も、下山の頑なな態度を見て「彼（下山）が人員整理に反対であったという証明はどこにもない」と後になって振り返っている[340]。CTS局長のシャグノンが下山に迫っていたのは、人員整理の迅速さであったが、これはあくまでもシャグノンの独断であり[341]、別に下山がGHQの方針に逆らっていたなどというわけではない。それに下山がGHQの方針に逆らっていたとしても、殺すまでもなく更迭すればいいだけである[323]。
- 他殺説主張者からは、下山を謀殺したGHQが、真相隠しのために警察に捜査中止の圧力をかけたなどと言われているが[342]、事実は全くの逆で、捜査の結果、自殺と公表しようとした捜査本部に待ったをかけたのがGHQ[229]もしくはその意向をくんだ日本政府であり[231]、さらにはGHQと日本政府は捜査を継続するように警視庁に圧力をかけ続け、やむなく警視総監の田中は捜査継続を命じている[4]。その後は、捜査陣容は縮小されたものの、捜査二課二係によって、事件翌年の1950年（昭和25年）7月まで1年間に渡って継続捜査が行われたが、何の成果も得られないまま警察の捜査は終了し[9]、その後も検察庁が、警視庁からほぼすべての捜査資料を引き継ぐと[7]、何の圧力を受けることもなく、殺人事件としての時効まで捜査を続け、その意欲を最高検察庁刑事部長が国会で証言するほどであったが[343]、他殺を証明できるものは何も出てこなかった[9]。

### 他殺説

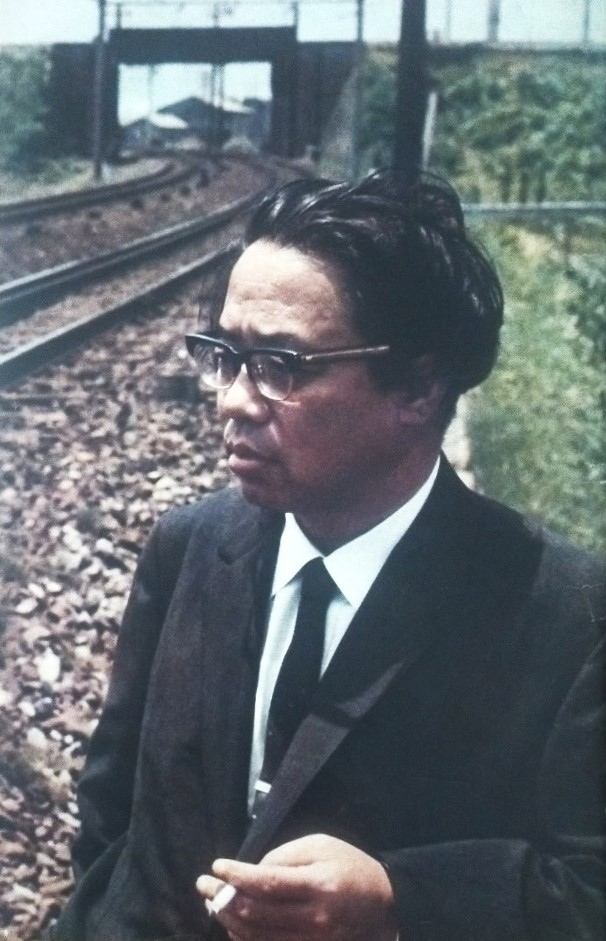
下山事件現場付近に立つ、他殺説の有力な論客であった松本清張

日本政府は、首相の吉田以下、政治的な思惑もあって他殺と考えていた。特に日本政府の中で強硬に他殺を主張していたのが、官房長官の増田であった。当時の第3次吉田内閣のほぼ全閣僚が他殺と考えていたが、唯一、運輸大臣の大屋だけが「あれは自殺だよ」と反論したところ、増田は大屋に対して「そんなことを言っては大変だぞ。人命を軽く扱って、君はデカ（刑事）の経験でもあるのか？帝人のほうではうまくやっているらしいが、国務大臣はなりたてだし、つまらんことを言うもんじゃないよ」と叱りつけている。他殺説を信じる増田の圧力は内閣外にも及んでおり、上記の通り、増田は自殺説を紙面で展開していた毎日新聞を呼びつけて圧力をかけ、さらには、他殺捜査に有利になるよう、警視庁の人事にも介入しようと画策し、捜査本部にも「他殺捜査継続が望ましい」と圧力をかけている。
当時の日本政府の思惑は明らかで、この事件を共産勢力の抑制へ繋げようと考えており、法務総裁の殖田俊吉も下山事件に対し「共産党がこの種の暴力行為を行うとは信じない。しかし、万一このようなことがあれば、国民がこれに対抗するであろう」という談話を公表したが、慎重に言葉を選びながらも日本共産党に対する敵意をむき出しにしていた。首相の吉田も他殺と考えており、1951年1月25日に、日本国との平和条約の打ち合わせのために来日したジョン・フォスター・ダレス特使と会談したが、その際に下山事件の話となり、「1949年夏におきた国鉄総裁の暗殺事件は、韓国人によるものだと政府は断定したが､韓国へ逃亡したと思われる犯人を捕まえることはできなかった」と述べている。
GHQのG2部長チャールズ・ウィロビー少将も他殺と信じており、増田と同様に自殺説を展開するマスコミに不快感を示し、警視庁の捜査にも介入し、事件に関するいかなる論評も、捜査が他殺説に基づいて継続中であると公表するような圧力もかけた。さらに他殺説を証明するような有力な証言には秘密の賞金を出すことも検討している。ウィロビーは日本政府も他殺と考えていることを知っており、増田との面談の際に、警察に圧力をかけて他殺の方向で捜査を継続させていることを報告し、これで吉田首相も喜んでいると確信していると話している。しかし、この吉田とウィロビー自身が、後に下山の殺害に関与したと疑われることとなった。（詳細は#他殺説で事件への関与が疑われている組織 参照）
警察は他殺説で捜査を続けた捜査二課二係も事件翌年には捜査を終了していたのに対し、検察は殺人事件としての時効直前まで捜査を継続し、時効完成後も、事件当時の東京地検主任検事布施健（ロッキード事件時には検事総長）は、終生に渡って他殺と考え、独自に調査を続けて、作成した資料は700ページにもなった。自殺の線をおす捜査一課と他殺をおす捜査二課二係が、それそれの方針で捜査を進めることを奨励していた警視総監の田中は、後年に週刊新潮の取材に対して、個人的見解として「私がいうのは、自殺、他殺は五分五分だなあ」と述べているが、さらに「ただ、私はそれとは別に、私個人としての感じを持っていますよ。けれども、それはいえない。長年公務員を勤め上げたものとして、自分の個人の感じはいわない。それをいうのは、やはり、死ぬときかもしれんね」とも述べており、取材した記者は「アレは他殺だった」と言いたかったのではないかと推察している。
下山に近しい国鉄関係者の多くも他殺と考えていた。組織として他殺と考えていた国鉄は、1949年12月末まで事件に関する情報提供を懸賞金付きで広く求めていた。しかし、期限内に有益な情報の提供はなかった。副総裁であった加賀山は他殺を信じて疑わず、国鉄を退職して国会議員に転身した1959年（昭和34年）に、雑誌『日本』において、下山は左翼陣営に赤色テロで殺害されたという記事を寄稿した。（詳細は#赤色テロ説参照）他に、事件前日に下山と歓談した、のちに第6代の国鉄総裁となった磯崎叡や、失踪直前まで一緒だった下山の専属運転手大西も自殺を否定している。
他殺説の中で最も著名なのは松本清張が『日本の黒い霧』の中の一篇として著した「下山国鉄総裁謀殺論」である。清張は当時日本を支配していたGHQのアメリカ陸軍対敵諜報部隊（CIC）が事件に関わったと推理した。（詳細は#GHQ説参照）松本と同様に、作家の中では他殺説を信じる者が多かったようである。徳川夢声は下山との面識もあり、快活で自殺をするような人物ではないという印象から、下山怪死の第一報を聞いた時に他殺と直感し、その後の報道で確信し、犯人は国鉄労組内にいたと考えていた。ある雑誌に下山事件を他殺とする推理の記事を寄稿したところ、国鉄関係者から「あなたの推理は、ちょっとした事実誤認があるだけで、あとはその通りです」と褒められたという。徳川と懇意にしていた坂口安吾も他殺説であったが、坂口は下山は女性関係で殺害されたと考えていた。
本事件が時効を迎えると、松本をはじめとする有志が「下山事件研究会」を発足し、資料の収集と関係者からの聞き取りを行った。同研究会ではGHQの関与した他殺の可能性を指摘した。研究会の成果は、みすず書房から『資料・下山事件』として出版された。
大新聞の中では、朝日新聞と読売新聞が他殺説を報じた。朝日新聞記者の矢田喜美雄は、下山事件に深く関わり、東大法医学教室や東京地検と共に他殺説の立場から民間人ながら捜査にも関与したので、新聞記者仲間からは“下山男”という異名がつけられたほどであった。そして、1973年（昭和48年）、長年の取材の成果を『謀殺・下山事件』に収め、自殺説を否定するとともに取材の過程でGHQ内の防諜機関に命じられて死体を運んだとする人物に行き着いたとして、その人物とのやりとりを記載している。この本の出版記念会には下山の未亡人が駆け付けたほどに、下山の家族からも信頼されていた。
1999年（平成11年）に、『週刊朝日』誌上で「下山事件-50年後の真相」が連載されたが、同記事に関係した諸永裕司著『葬られた夏』や森達也著『下山事件（シモヤマ・ケース）』など、他殺説の立場での下山事件関係の書籍が次々と出版された。特にノンフィクション・冒険小説作家柴田哲孝は、親族から祖父が下山事件に関与したのではないかとの話を聞いたのをきっかけに、熱心な取材によって『下山事件-最後の証言-』を出版、同書は2006年の日本推理作家協会賞「評論その他の部門」を受章し、その後も精力的に下山事件関連書籍を執筆、21世紀になってからの下山事件他殺説を先導している。（詳細は#亜細亜産業説参照）

#### 他殺説の主張

##### 自殺の否定について
- 下山の妻は、下山の失踪直後には、警察の事情聴取に対して、自殺と考えていたと話していたが[59]、その後の東京地検金沢清検事からの事情聴取に対しては、「下山はいい家柄の出である」「健康状態は良好だった」「家庭内で異常はみられなかった」「極度におびえている様子はなかった」「仕事上の失敗はなかった」「遺体に不審点がある」という理由で自殺を否定している[357]。この妻からの聴取によって東京地検は「自殺の決意、或るいは精神異常による自殺を確定的に裏付ける事実はない」と判断している[79]。1989年（平成元年）に週刊新潮が下山の家族に追跡取材しているが、下山の子息の一人が既に故人となっていた母親を振り返って「オフクロは死ぬまで他殺を信じて疑わなかった」と述べている[358]。そのため、下山家では下山の命日は他殺説での死亡日となる7月5日としていた[359]。
- 下山の遺体の胃は空っぽであり、東大法医学教室の、数時間から十数時間食べ物を口にすることなく空腹で死亡したとの鑑定に対して、下山の妻や家族は、下山は幼い時から胃酸過多に悩まされて、空腹状態が続くと腹痛となることから、常に食べ物を口にしており、そんな下山が、死亡日当日に昼と夜の2食を自分の意思で抜かしたことは考えられないと指摘している。事件当日朝も、下山は普段と同じ朝7時に起床し、何ら変わったところはなく家族と朝食を食べ、朝食の席での話題は、名古屋大学に通学している長男が今夜帰省することで、下山は「今夜は、久しぶりに帰ってくるんだな」と嬉しそうに語りながら、味噌汁、お新香、半熟卵とご飯2膳を平らげるなど食欲も旺盛であった[45]。そのため、下山は拉致された後に長時間に渡って、食べ物も与えられず監禁されていたのではと推定している[360]。
- 国鉄副総裁の加賀山は、下山の死亡直前の状況について「状態は自殺しなければならん状態でもなんでもないんです。追いこまれていたわけでもない。やることはやる、断固と7月5日に（人員整理を）発表するということで、これは下山君百も承知なんです。もうニッチもサッチもいかないという状態じゃ絶対ない」と語っている。また、7月2日深夜に下山邸にシャグノンが押しかけて叱責されたときも、その後に加賀山に電話をした下山は、全く意に介するような感じもなく、笑いながらその時の様子を話して聞かせてくれたという[361]。職員課長として、人員整理の最前線で下山と苦楽を共にしていた磯崎も「死の前夜、冷や酒で乾杯した時の上機嫌ぶりも忘れられない。また機関車課長や運転局長を経て総裁になった下山さんは、時に1人で機関庫に行き機関士たちと話しこむほどの機関車好きだった。そんな下山さんが自分の血で機関車を汚し、機関士に迷惑をかけるようなことをするはずがない」と語って自殺を否定している[362]。
- 海外協会理事長、民族文化研究所所長鎌田沢一郎は、戦前より下山と交流があったが、太平洋戦争中の1943年（昭和18年）2月5日の衆議院本会議で首相の東條英機が、砂鉄にアルミニウムの粉を加えて着火すると砂鉄が純鉄に精製されるという日本式製鉄法で、日本が戦争中に鉄不足に陥ることはないと発言し、それを周囲が褒めたたえているのを見ていた下山が「あれは駄目ですよ。アルミニウムと酸化鉄を混ぜて火をつけると非常な高温となり、酸化アルミニウムと純鉄になるというのは昔からの常識で、別に奇想天外な発明でも何でもありません。アルミニウムの方が鉄よりも遥かに貴重で高価なのが問題で、この明瞭な科学的事実があるのに何であんなに大騒ぎするのか」と鎌田に呆れたように話したという。鎌田は、戦時中で東條への批判は厳しく取り締まられている時代であったのに、技術者らしく、東條ら当時の国会議員の非化学性を弾圧を恐れることもなく批判する下山の気骨に感心している。そのような下山の人物面を熟知していた鎌田は「普段の下山氏を知っている私としては決して自殺とは思えない」と主張し続けた[363]。
- 下山は幼いころから、稚内から鹿児島までの駅名や時刻表を丸暗記していたほどの鉄道マニアで、日本国有鉄道に入社してからも機関車を愛していたので、自殺の手段に鉄道を選ぶはずはない[364]。他殺説を主張する『下山事件（シモヤマ・ケース）』を出版した作家の森達也は、2004年に日本交通文化協会の要請で下山事件の公演を行ったが、聴衆には下山の次の国鉄総裁となった加賀山の子息や、下山存命時に国鉄に在籍していたOBも多数いた。公演後に森は国鉄OBの老人たちから囲まれて「貴方の本音を聞きたい。下山は自殺なのか、他殺なのか？」と質問され、「他殺と思います」と答えている。それを聞いていた国鉄OBたちは「国鉄の男は線路では絶対に死なない。なぜならその行為が、どれほど同僚や部下たちに迷惑をかけるか知っているからだ」としみじみと語ったという[365]。
- 下山の千代田銀行本店（現：三菱UFJ銀行東京営業部）の貸金庫には、百円札の札束3束（3万円）、ドル紙幣5枚、株券、自宅の登記済証という貴重品の他に春画が1枚入っていた。それを知った下山の実弟は「自殺を決意して貸金庫に入った兄なら、性格からも身辺整理の意味からこんなものを残すはずがない」と断言している[51]。
- 下山は、かねてよりいずれ公務員を辞して参議院選挙に出馬したいとの意向を周囲に語っていた。ただ下山は、同じ鉄道官僚出身で議員になった佐藤栄作と違い政治的バックボーンを持たなかったため、議員当選のためには「元国鉄総裁」という肩書が必要だったのではないかと推測される。つまり、下山は国鉄で大合理化さえ達成すれば役目は終わり、その後は国鉄を辞して参議院選挙に立候補し、元国鉄総裁というネームバリューと佐藤栄作や民主自由党のバックアップによって当選して参議院議員になるという計画があったとされ[31]、事件直前に出版された雑誌『エコノミスト』1949年7月1日号の記事で「ラッキーボーイ」と呼ばれていた[29]。明るい未来が約束されていたはずであった下山が自殺するはずがない。

##### 死後轢断について

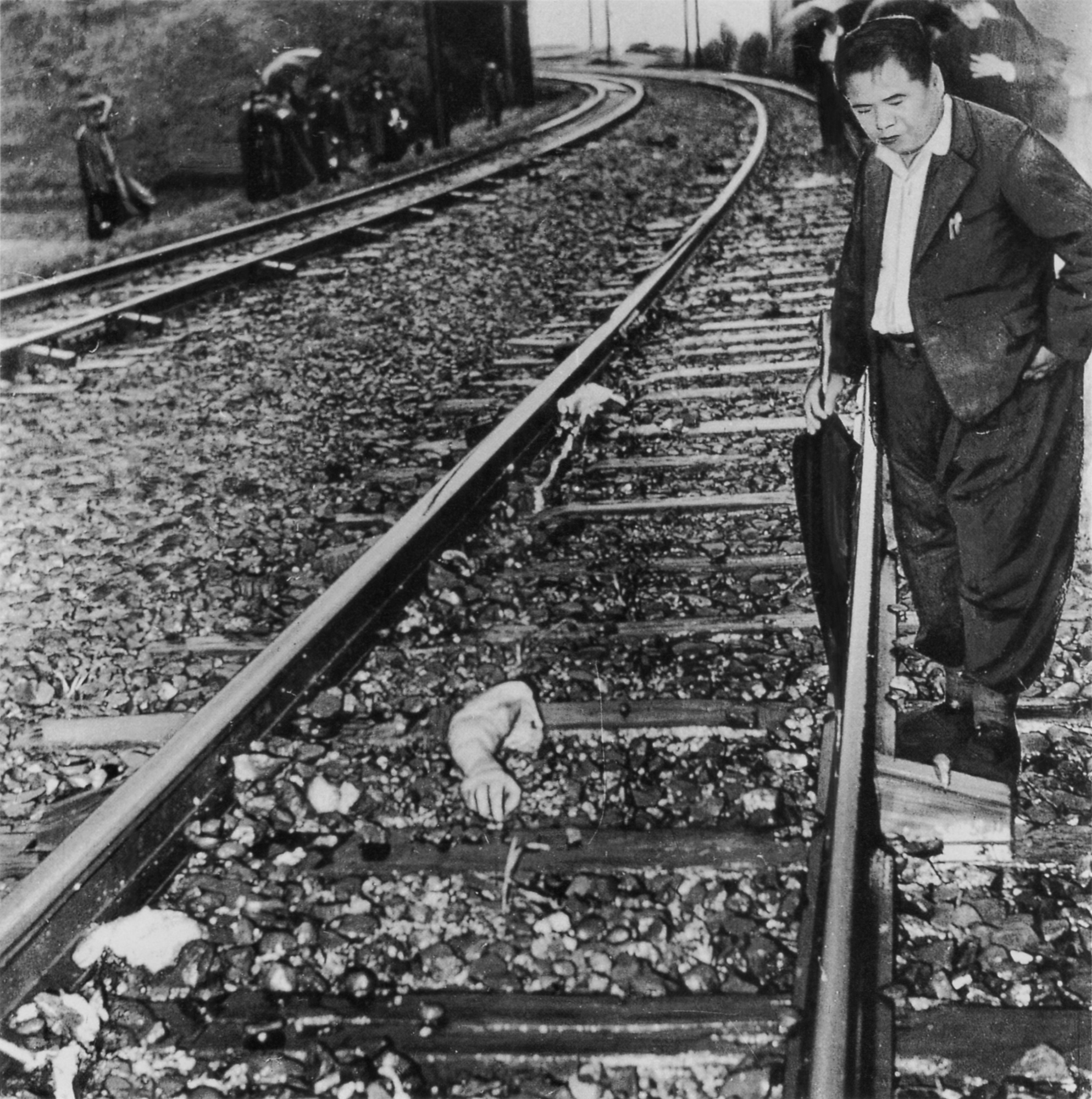
下山総裁轢断の現場写真。中央は轢断された下山の右腕、向かって右、傘を持った人物は堀崎繁喜捜査一課長であるが、後から合成されたものである。

- 古畑ら東大法医学教室によれば、轢断面やその近辺の出血といった痕跡（生活反応）がないのは、下山が汽車に轢かれる前にすでに死んでいたことを意味する[366]。東大法医学教室は、下山の遺体解剖後も主に自殺の轢死体5体を解剖したが、そのすべてに生活反応が見られたので、生活反応がない自殺による轢死体はあり得ないとし、文献も探したがそのような例はなかったという[367]。
- 実際に司法解剖を執刀した東大法医学教室の桑島講師によれば「分断された遺体のあらゆる部分の350か所以上に傷があったが、その傷の組織内に出血はなかった。特筆すべきことは、最初に轢断されたと見られる第一頸椎骨（首部）が挫滅状態であるのに、ここにはまったく組織出血がないことであった。これら生活反応のない傷とは別に、明らかな組織出血（生活反応）を伴う傷が2か所あった」「死体があまりにも破壊がひどいため、死因をきめる資料が発見できないのが残念である。しかし与えられた資料から説明できるのは、轢かれたのが死体であった場合だけである」と鑑定結果を述べている[368]。
- 古畑によれば、下山の遺体は頭と下肢で轢断されていたが、これは頭を一方のレール上に置き、足をもう片方のレールに乗せて、線路に寝そべっていた状態で轢断されたことを示している。しかし、この姿勢は機関車が近づいてくれば本能的に飛び上がってしまうため、自殺者がとりうる姿勢ではない。また遺体が80ｍ以上に散乱していたが、これは、生きた人間が飛び込んでもあまり見られず、死体が轢かれたときによく起こる現象である[369]。
- 東大法医学教室の古畑の門下生たちは、絶対的権威の古畑の説を信じており、古畑没後に生体轢断を主張する法医学者も増えてきた中でも、事件後38年経過した1986年（昭和61年）に前東京監察医務院長越永四郎が「私は生体轢断ならば必ず生活反応が出ると思っている。轢断のような瞬間的な事故では生活反応がなくてもおかしくないという人がいるが、それは理論に過ぎないと思っている。古畑先生が生体反応がなかったとされた以上、私もその通りと信じている」と述べている[301]。下山事件当時、古畑の筆頭助手でのちに信州大学の教授となった野田金次郎は「とにかく古畑先生は法医学会の第一人者として君臨していたのだし、こういっちゃなんだが中館氏はそれほどでもなかった。それでケンカを売っても、負けてもともと」「そこで引っかかってジャーナリズムにのせられ、古畑先生がケンカを買ってでた」「あとでよくよく考えてみると、なァんだ中館も古畑のとこまであがってきているじゃないか・・・という結果になってしまった」などと、中館の反論は売名行為であったと敵意をむき出しにしていた[370]。
- 東大法医学教室の秋谷による水素イオン指数検査では、下山の推定死亡時刻は5日21時30分の前後2時間であり、一番遅くとも23時30分には死亡していたことになるが、下山を轢断した貨物列車が現場付近を通過したのは6日0時19分頃であり、轢断時には既に死亡していたことになる[2]。
- 東大法医学教室の司法解剖の所見の通り、下山の遺体に残された血液は非常に少なかった。大雨で流された可能性もあったので、下山の轢断された遺体の下の砂利や土を最大で115cmまで掘って検査したが、確実な血液反応は出なかった。下山の死因について古畑らは、下山の遺体の局部に生前のものとみられる出血があったことから、「局部を蹴上げられたためのショック死」などと主張したが、後に撤回し[124]、古畑の個人的な見解として、事件1年後には血を抜いたことによる失血死とマスコミなどに向けて非公式に発言している[125]。この後、古畑の見解もあって、下山が他の場所で血を抜かれて「失血死」し、轢断現場に運ばれたという主張が、他殺説主張者の中で主流となった[125]。
- 下着にはベットリと下山油が付着しているのに、背広上着には殆ど付着していなかったり、右腕が肩から轢断されて胴体から分離されてしまっているのに、背広上着やワイシャツの右腕部分は切断されていなかったり、右の靴は押しつぶされたように破損しているのに対し、右足には大きな損傷がないなど、衣類等と下山の遺体の損傷状況が一致しないので[371]、下山は下着姿で殺害されたのち、そのまま線路上に置かれ、脱がせた衣類や靴は下山と別に線路上に置かれたものと推定される[127]。
- 元東京都監察医務院長で、遺体鑑定で多数の著作がある法医学者上野正彦は、東大法医学教室の司法解剖の鑑定書と秋谷の鑑定書と矢田の著書「謀殺・下山事件」を詳細に検証したうえで、主に轢断面の生活反応やロープ小屋から轢断現場に続く血痕を根拠に「法医学的にこの事件を観察すれば、私は死体所見と状況が合致する「死後轢断」、「他殺」が妥当だと思っている」と著書に記述している[372]。

##### 他殺を裏付ける証拠や証言について

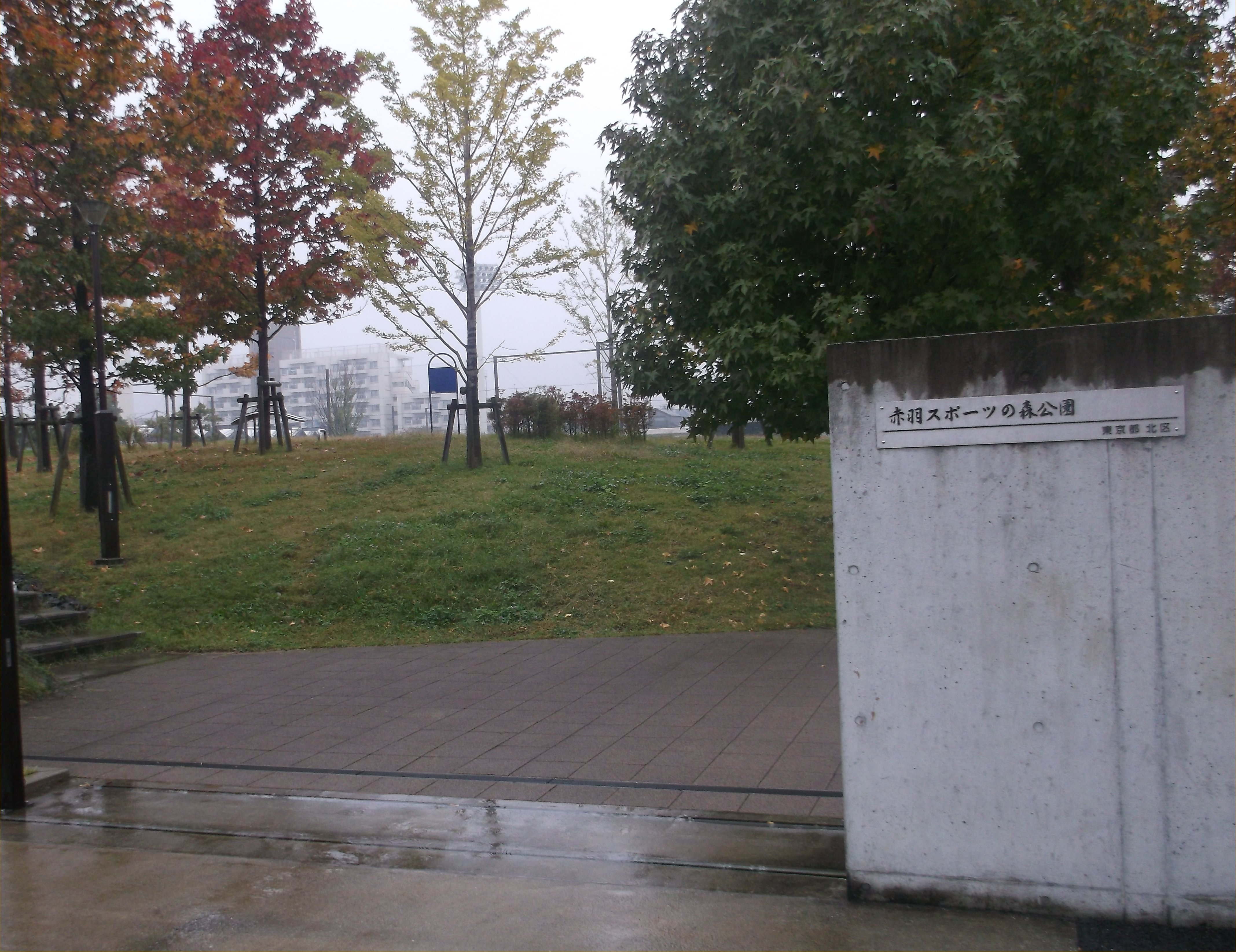
松本清張が下山の殺害場所と主張しているアメリカ軍東京兵器補給廠　(Tokyo Ordnance Depot)の跡地、現在は赤羽スポーツの森公園となっている

- 事件発生の1週間前から下山を含む政府首脳や国鉄関係者に対する脅迫が相次いでおり、前日7月4日の11時頃には、鉄道弘済会本部に「今日か明日、吉田（首相）か下山か、そのどちらかを殺す」との予告電話があった。なお、その電話を受けたのは鉄道弘済会職員宮崎清隆であったが、宮崎は、戦前・戦中は中国大陸で憲兵として軍務に従事し、戦後に鉄道弘済会に就職しているが、事件への関与が疑われている亜細亜産業とも関係があったとされ、下山の謀殺に関与したのではと疑うものもいる[373]。（詳細は#亜細亜産業説参照）脅迫のなかには具体的なものもあり、日暮里駅のトイレには「5・19下山罐」という落書きがされていたが、事件後にこの落書きは5日の19時に（殺害した）下山を罐（ドラム缶）に入れたことを示しているのではと考えられた。同様に田端機関区の社内電話から東京鉄道局労働組合事務所に「5日の夜7時に下山総裁が自動車事故で死んだ」という奇怪な電話が入っている。この落書きをした人物と電話をした人物が同一なのかも不明である[374]。
- 日本共産党から転向した鍋山貞親の情報によれば、極左の秘密結社から政府要人と国鉄重役には暗殺の懸賞金がかけられており、首相の吉田には50万円、国鉄総裁の下山と副総裁の加賀山には吉田に次ぐ30万円の懸賞金がかけられていたという。この情報は鍋山から官房長官の増田に伝えられ、下山の警備を強化しようと検討している矢先に下山は不審な死を遂げており、極左秘密結社の関りが疑われる[375]。
- 下山自身も自分や国鉄幹部の同僚に迫る危険を敏感に感じていたようであり、失踪前々日の7月3日に門司鉄道局長に電話をしているが、「鉄道電話が分断されて、不通になる危険も予想されるので、いまのうちに言っておくがね、君も、君の身代わりを2～3人作っておいた方が安全だね」と話している。門司鉄道局長はこの発言の意味が解らず一度聞きなおしたほどであったが、下山怪死後に、7月5日に予定されていた第１次の解雇通告に対抗して、極左勢力がテロ行為をする危険性が高いので、国鉄幹部は身辺を警戒するようにという下山なりの警告であったと理解した[376]。
- 下山の所持品のなかから、ロイド眼鏡、ネクタイ、ジッポーライター、シガレットケース、シガレットホルダー、シャープペンシルなど発見できなかった物が多くあった。一部は下山を轢断した機関車で遠くに運ばれてしまったなどで発見できなかった可能性もあるが、それにしては数が多すぎるという指摘もある。そのため、下山は他の場所で殺害され、その際に所持品は現場に残されたか、散逸してしまったと推定された。東京地検の本事件主任検事の布施も、多くの所持品が見つからなかったことを、下山が他殺されたという推理のもっとも大きな理由の一つに挙げている[153]。
- 下山の着衣に付着していた「下山油」は東大法医学教室秋谷の鑑定によれば糠油であるが、糠油と染料の組み合わせは皮革の捺染で用いられる[377]。当時皮革捺染は東京の北東部、特に荒川沿いに集中しており現場付近にも捺染工場が複数存在した。下山はそれらいずれかの工場内に連行され、暴行殺害の後自殺に偽装するため現場に遺体が遺棄された可能性が高い。一方で松本は、検出された色素は青みがかった緑色が一番多かったが、これはアメリカ軍の兵器の塗装によく使われていたオリーブドラブであり、下山は事件当時、赤羽にあったアメリカ軍修理工廠内で殺害された証拠であると主張している[178]。ただし、オリーブドラブは青みがかった緑色などではなく、文字通りオリーブの実の色から派生した色で、一般的に黒と黄の塗料を1対1で調合して作られ、JISの色彩規格では「暗い灰みの緑みを帯びた黄」とされており、完全に松本の事実誤認である[378]。
- 流出した捜査資料である「下山白書」の目撃証言は、朝日新聞記者矢田の調査によれば、捜査一課によって一部の目撃証言が都合のいいように変えられている。その中では轢断現場周辺で目撃された人物の人相が明らかに下山と相違しており“替え玉”の存在を明らかにするような証言も含まれていた。また、三越での目撃証言では、一部の目撃証言が白書に記載されていないが、その中には、下山と思しき人物が3～4人の連れと一緒であったという拉致を示唆するような証言も含まれていた[379]。
- 下山事件の結論を左右したとまで言われた旅館「末広旅館」の女将の証言については[78]、異常なほど詳細であり、東京地検は不自然さを感じていた。「末広旅館」の経営者は太平洋戦争前は特別高等警察の警察官で、下山事件の捜査を担当していた警視庁の幹部とは面識があり、事前に警察と申し合わせていた可能性がある[380]。また、ノンフィクション・冒険小説作家柴田哲孝によれば、柴田の祖父が下山の殺害に関与したという亜細亜産業に勤務していたが、その祖父に「末広旅館」の女将から年賀状が届いていたと柴田の母から聞いたとしており、亜細亜産業と「末広旅館」に何らかの関係があったと指摘している[381]。ただし、「末広旅館」の女将が年賀状を送っていたのは、亜細亜産業ではなく、あくまでも柴田の祖父個人であることは注意が必要である[382]。
- 「末広旅館」の女将の証言については、警察と口裏を合わせたという疑いの他に、女将が完全に替え玉に騙されていたという指摘もある。「末広旅館」に現れた下山の替え玉は、下山の近親者や側近しか知らないような靴を履くときの癖まで再現して見せたが[77]、下山はヘビースモーカーであったのにもかかわらず、「末広旅館」に滞在中は煙草を吸わなかったという致命的なミスをおかしている。しかし、これはミスではなく、替え玉は煙草の吸殻に付着した唾液から血液型を特定されるのを防ぐために喫煙しなかったとも考えられる。実際に、後年に捜査一課が捜査したBOACスチュワーデス殺人事件では、容疑者の外国人神父が唾液から血液型を特定されることを熟知しており、取り調べ中に出されたお茶に一切手を付けなかった。完璧に下山の背格好や癖まで再現しながら、喫煙だけはしなかったことから、かえってそれは意図的であったと考えられ「末広旅館」に現れたのは下山の替え玉であった可能性が高い[154]。
- 上記の通り下山事件を取材し、『謀殺・下山事件』を出版した矢田は、その取材の過程で、下山の殺害計画に加担したり遺体を運搬するのを手伝ったという証言をいくつか得ている。そのためか、捜査本部解散後、下山事件の後日談のような記事を執筆した際に、「おまえは生かしてはおけない。お前に限らず予告のあった者はこの世から抹殺される運命にあるのだ」という脅迫状が送られてきた。同様な脅迫状は下山事件の記事を掲載した、他の新聞や雑誌にも送られ、朝日新聞には矢田が下山事件の記事を紙面に掲載するたびに送られてきたという[383]。同じく、読売新聞で下山事件を取材していた記者の鑓水徹が、取材を続けて事件の核心に迫ると、何度も脅迫を受ける様になり、後年に子息に語ったところでは、目の前に凶器をちらつかされながら、物書きの活動を止めるように迫られることもあった。鑓水は家族のことを考えて下山事件を追うことを止めたという[384]。
- 他殺説を主張して、下山事件に関連する著書もある作家の大野達三によれば、後年になって、当時CICに所属していた日系アメリカ人二世兵士のジャッキー・芳沢から「下山は日本の政財界の汚職の情報を握っていたから殺された」「下山を殺した犯人は日本の右翼グループだ」「CICは警視庁捜査二課の小林と協力して2人の容疑者を逮捕した。従ってCICは下山殺害には無関係だ」という話を聞いたという。矢田がこの証言の裏取りのために小林に会って話を聞いたが、小林は心当たりがない様子であったため、矢田は「小林は犯人を逮捕したものの、何らかの理由で釈放しなければならなくなった。しかし、これをしゃべれない秘密が今もある」と想像し、「ジャッキー・芳沢の話が嘘だとは思えない」「まさに歴史のナゾである」と主張している[385]。

### 他殺説で事件への関与が疑われている組織
上記の大野や矢田の主張の様に、他殺論者からは数多くの事件関与容疑団体が名指しされているが、その一部を列挙する。

#### 赤色テロ説

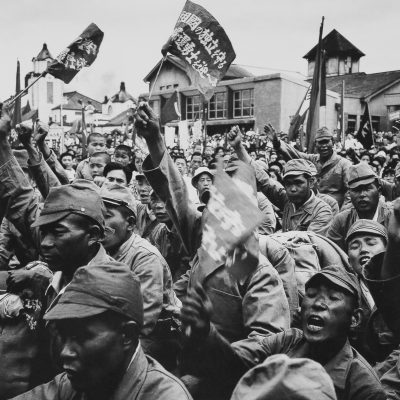
舞鶴港に帰国したシベリア抑留からの引揚者と熱烈に出迎える共産党系労働組合員、このシベリアからの引揚者も事件関与を疑われた

事件当時もっとも有力であった説である。捜査二課二係も、下山失踪の一報を聞くと、人員整理で下山と激しく対立していた労働組合の関与を疑って捜査開始している。また、事件当時副総裁で、下山死亡後に二代目の国鉄総裁となった加賀山は、国鉄労組からのリークで日本共産党の指令書のビラを見せてもらったと主張しているが、そのビラには①日本の革命は近い②革命の前提は人心不安にあるが、不安を起こすためには事件の続発が必要③事件はあくまでも自然発生的で人為的に見えてはならないと書いてあったという。加賀山は日本共産党のこの指令に基づいて実行されたのが下山事件、三鷹事件、松川事件だと考えていた。
この加賀山に労組の情報をリークしたと言われているのが、労働組合からの共産党の影響力排除を目的として活動を開始した民主化同盟のなかでも、もっとも武闘派と言われた独立青年同盟に属していた国鉄職員児玉直三であったとされる。児玉は京都帝国大学卒業後に鉄道省に入省し、戦時中には中国大陸で国民党政府との連絡役のようなことをしていたが、戦後に国鉄に復帰すると、下山や加賀山の命により国鉄労組の共産党系組合員の情報収集を行っていた。下山とも総裁室で何度も密談していたという。この児玉も「週刊新潮」の取材に対して「7月5日の夜に田端機関区の共産党系組合員が「下山は死んだ」と大騒ぎしていた」「下山の遺体が見つかったのは翌6日の未明であり、要するに共産党は事件が起きる前に下山が死ぬことを知っていた」と話し「とにかく下山は他殺だよ」と断言している。
国鉄労組副委員長の鈴木は、下山怪死の情報を知ると、これが国労の人員整理への反対闘争の障害になると直感し、「下山の死は、政府に弾圧の口実を与えるばかりで、闘争の手段としては拙劣この上ない戦術である。だからこの際、一刻も早くその死因を確かめる必要がある」と迅速な対応が必要と考えた。鈴木は国労の中央闘争委員会を招集すると、早速、下山怪死に対する緊急措置を決定した。その措置には「警察への積極的な協力」や「委員長談話の発表」の他に「全組員の黙祷」や「葬儀への参列」も含まれていた。そして、中央闘争委員会の議決の後にマスコミの取材に応じ、外遊中の委員長の加藤に代わって、鈴木が委員長代理として談話を読み上げた。
下山総裁の死はまことにお気の毒である。死因をめぐっては種々のうわさがとんでいるが、真相がはっきりするまでなんとも言えない。事態の重大な折柄、当局側の最高責任者が亡くなられたのはきわめて不幸である。組合側としては、いままで通り誠意をもって、事態を解決するようあらゆる努力を続けるつもりである。 —鈴木市蔵
鈴木は、国鉄労組内でも急進派であった自分が、もっとも下山殺害犯として警察から疑われていることを認識しており、自分にかかる疑いを晴らすためにも、真相の把握に奔走したが、徒労に終わっている。一方で、警察も鈴木の関与は確認できずに、特に鈴木が追及等を受けることもなかった。その後、鈴木は定員法の人員整理対象にはならなかったものの、下山事件に次いで発生した三鷹事件の責任を問われる形で国鉄を解雇された。国鉄を追われた鈴木であったが、事件から9年経過した1958年（昭和33年）9月に、わざわざ下山の未亡人の転居先を訪れて、下山の仏壇に手を合わせた。しかし、下山の未亡人は鈴木ら国労が事件に関与していると疑っていたのか、その応対は冷淡であり、鈴木は、下山の葬儀時に読み上げることができなかった弔辞を仏前で読み上げようと考えていたが、それを果たすことができなかった。
技術者からたたき上げの下山は国労内にも懇意にしている職員も多かった。下山が名古屋鉄道局時代に部下として働き、後に社会党の参議院議員となった国労中央執行副委員長菊川孝夫は、ある日下山とばったり会ったが、下山は嬉しそうに菊川の手を握ると「菊川やせたなぁ」と語り掛け、2人はしばし名古屋鉄道局時代の昔話に華を咲かせた。下山は親し気に「俺のところに遊びにこないか、肉でもつつきながら、旧交をあたためよう」と誘ってきたが、菊川は、国労の幹部が総裁と酒食を共にするのは憚られたので丁重にお断りしている。下山は残念そうに「そうか、そうだろうなぁ、ではまた機会があったなぁ」と語り2人は別れたが、これが最後の会話となった。菊川は下山に誘われたことを振り返って「わしは本当にうれしかった」と述べている。そのため、殆どの国労の組合員は、国労が下山を殺害するようなことはあり得ないと確信しており、マスコミが国労に下山殺害の容疑がかけられているなどと報道しているのを目にして「街はデマでいっぱいだ」と危機感を募らせていた。
事件への関与を疑われていた日本共産党は反論して、中央委員の伊井弥四郎が、加賀山が見たという共産党の司令書の存在を一笑に付して、同じく日本共産党員の国鉄組合員が共同謀議として起訴されながら、東京地裁判決では「共同謀議は空中楼閣」として組織の関与を否定された三鷹事件を例に出して、平気で空中楼閣をでっち上げると激しく批判している。そのうえで、これまでの日本共産党の方針であった下山事件の自殺説を覆し、共産党のテロだと言いふらして弾圧するために「アメリカと日本の反動勢力」が、労働者に親しまれる人物であった下山を殺害した。と1959年（昭和34年）のしんぶん赤旗で主張している。
労働組合の事件関与を疑っていた捜査二課二係は、当初から労働組合関係、共産党関係、朝鮮人関係などを捜査し、上記の田端機関区の不審な落書きや脅迫電話なども捜査したが、結局、事件に繋がるような有力な情報が出ることはなく、左翼団体等の捜査を断念し、血痕や「下山油」といった証拠の捜査に移行することとなっている。
犯行グループとしては、シベリア抑留の際にソビエト連邦から思想教育を強要された赤化日本人の引揚者で編成された「赤い引揚者」の関与も疑われている。「赤い引揚者」のなかの「引揚者血盟団」を称する組織が、事件の2日前に「吉田首相および閣僚、田中警視総監、下山国鉄総裁、加賀山副総裁を暗殺する」という脅迫状を首相官邸に送りつけている。
赤色テロが信じられた時代背景として、戦後の経済低迷とそれに次ぐドッジ不況による経済混乱があった。事件当時に東京芝浦電気（現・東芝）は業績不振により倒産の懸念すらあったが、人員整理を画策する経営側に対して労働者側は激しく反発し、のちに“東芝争議”とも呼ばれる深刻な労使間の対立があっていた。東芝の役員は、過激な組合交渉から逃れるために役員会を様々な会場を転々として開催している有り様であり、当時の社長であった“財界総理”こと石坂泰三は、そのような状況下で人員整理を断行しようと計画していたので、下山事件が発生した後に、真偽不明ながら、下山の次のターゲットは自分だったという話を聞いたという。石坂はその怪情報に臆することなく人員整理を断行して、東芝の再建を成し遂げたが、このように当時の世相として、企業再建のために人員整理を行おうとすれば、労働者から害される恐れを抱いていた経営者は多かったと言える。
ソビエト連邦の指示であったという説もある。韓国人李中煥が事件の3日前に韓国代表部を訪れ、下山の殺害計画が進んでいること、その計画は自殺に見せかけて殺害するというものであることをリークし、この情報を日本政府に知らせて事件を未然に防ぐように忠告して5万円もの謝礼を請求したが、韓国の一等書記官は取り合わなかった。下山の遺体発見後、韓国代表部から情報提供を受けた東京地検は李に興味を示し、他の罪で逮捕されて小倉刑務所に収監されている李に対して、主任検事の布施自らが事情聴取し、以下のような証言を得た。
1. ソビエト大使館で暗号係をしているときに下山の暗殺計画を知った。
2. ソビエト本国から李に下山と接触するよう指示があった。
3. 国鉄は左翼分子を追い出すことによって、共産党を攻撃しようとしておりその責任者（下山）に断固たる処置を取らねばいけない。
4. 殺害方法は注射で呼吸を止めて、血を抜くことによる失血死とする。
5. 捜査を混乱させるため、遺体は海に沈めるのではなく、鉄道を使用して轢断させる。

李は自分が三越で下山を誘い出し、そのあと4人が下山を拉致してソビエト大使館の3号館に監禁したこと、その3号館のなかの4畳半ぐらいの部屋のなかで下山を殺害したと、詳細な図面まで描いて証言した。しかし、かつての李の同僚が、李は頭の回転が速く、嘘をつくのが非常に得意であること、李がソビエト大使館に勤務した経験はないなどの証言を行い、李の証言の信頼性が疑われて、ソビエト連邦関与説が深掘りされることはなかった。

#### GHQ説

##### 対共産勢力工作説

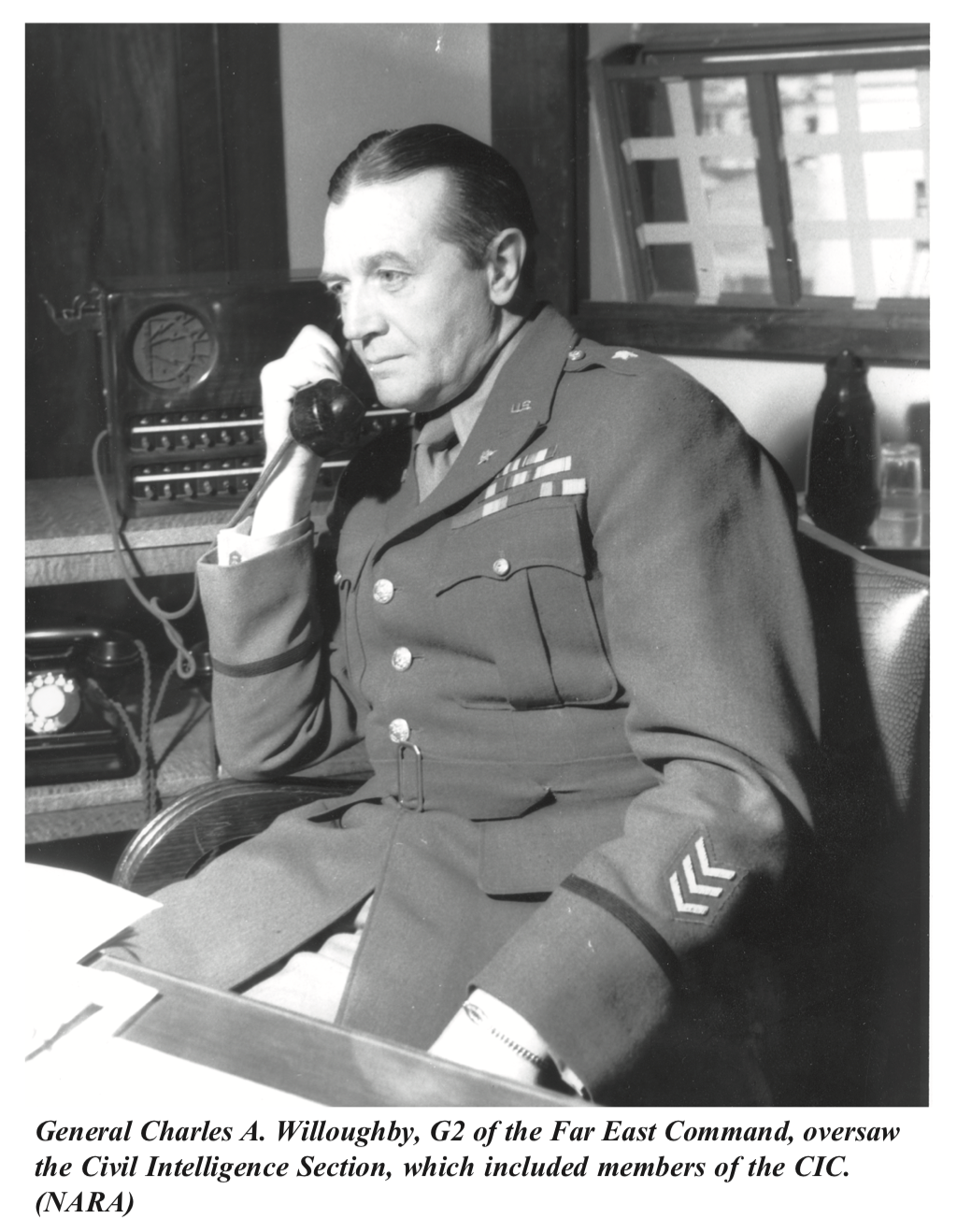
下山謀殺を画策したとされるGHQ参謀第2部のチャールズ・ウィロビー部長

GHQが進めたレッドパージや逆コースで共産勢力が弱体化し、共産勢力による暴力や革命に対する国民の恐怖心が和らいだ後、サンフランシスコ平和条約にてGHQによる日本の占領状態が終わると、下山事件は、それまで有力であった赤色テロ説よりも、GHQによる謀殺であったという意見が主流となっていく。この流れを決定的にしたのが、作家の松本清張が「文藝春秋」1960年（昭和35年）1月号から連載を開始した「日本の黒い霧」の一章「下山国鉄総裁謀殺論」であった。なお、GHQ犯行説自体は、松本が最初に主張したわけではなく、1952年（昭和27年）6月に、“アメリカの秘密機関”が下山の殺害を実行し、その証拠として、轢断現場にはアメリカ兵の軍靴の足跡が残っており、下山の死亡時刻にはアメリカ軍の軍用トラックが轢断現場付近で目撃され、目撃した付近の住民が警察に通報したが、その目撃情報は闇に葬られたとする怪文書が、マスコミや一部労働組合に郵送されていたという。
その後は、様々な書籍等でGHQによる犯行説が主張されるようになった。松本が「日本の黒い霧」を執筆した同年には、作家の大野達三も著書『謀略』(三一書房) で、CIA東京支部による計画であったと主張しており、このように、下山謀殺に関与したGHQの部署も多数挙げられた。その関与した部署の指示によって、下山の誘拐に協力したとか、下山の遺体を運搬したなどの協力者からの証言も相次ぐようになった。GHQが下山を謀殺した目的について、松本が「下山国鉄総裁謀殺論」で展開した主張によれば、国鉄に職員の大量整理を迫っていたGHQ民間運輸局（CTS）のシャグノン中佐が、人情家で職員のことを慮りシャグノンの命令を聞かない下山に痺れを切らしていた。そこで、対共産勢力対策で下山の利用を思い立ったGHQ参謀第2部（部長チャールズ・ウィロビー少将、略称G2）対敵諜報部隊（CIC）が下山を共産勢力による殺害に見せかけて謀殺し、その弾圧に利用しようと思い立った。
その具体的な方法としては、下山は国鉄労組の内通者を金で雇って情報収集をしており、いつも三越店内の地下鉄に近いところでその内通者と会っていたが、CICはそのことを知っていたので、まず内通者を拉致したのち、内通者に会うために会合場所に現れた下山を、言葉巧みに誘い出して、日本の警察が触ることができない進駐軍ナンバーの車両で、「下山油」と染料のある赤羽のアメリカ軍修理工廠内工場に連れて行き殺害し、その後に下山の遺体を、GHQ特別列車で現場近くの「ロープ小屋」まで運搬し、一旦隠した後で、深夜になって遺体を轢断現場まで運び、後続の貨物列車に轢かせたと主張している。
G2のウィロビーが下山謀殺による共産勢力の弾圧を画策した背景としては、戦後のGHQの民主化政策によって勢力を伸ばしていた共産勢力に、その活動をこれまで推奨してきたはずのマッカーサー自身が危惧を抱く様になっていたことが起因している。1947年（昭和22年）2月には、日本共産党中央委員伊井弥四郎が最高責任者としてゼネラル・ストライキ（二・一ゼネスト）を計画していたが、マッカーサーは伊井を呼びつけるとゼネストの中止を命令している。マッカーサーはさらに、翌1948年（昭和23年）7月になると、首相の芦田均に「国家公務員法改正に関する書簡」（マッカーサー書簡）を送り、「公務員の争議権・団交権をはく奪すべき」と命じるなど、労働者の争議権の抑制、ひいては労働組合とその背後にいた共産勢力の弱体化を図っていた。
GHQのなかでも勢力争いがあり、マッカーサーの副官的地位でGHQ民政局（GS)を率いていたコートニー・ホイットニー少将とG2のウィロビーは、マッカーサーの信頼を得るために常に競い合っていたが、特にウィロビーはマッカーサーの信頼が厚いホイットニーに対抗心をむき出しにしていたという。マッカーサーが、行き過ぎた共産勢力の抑制に方針転換したことを感じ取ったウィロビーは、自分が率いるG2を使って共産勢力に対する情報収集や各種工作を行っており、下山事件もその中の一つであった。しかし、この工作は、ウィロビーのG2が独自に画策したもので、GSのホイットニーやマッカーサーに知れるとウィロビー自身の立場が危うくなるため、他殺を日本の警察が見抜いたときのことを考えて、下山が自殺したと見せかけることも必要となった。
G2の目的は、下山殺害を共産勢力の犯行との濡れ衣を着せることによる弾圧であったため、自殺に見せかけようとすることは、その目的と矛盾するようにも見えるが、G2は敢えて明らかな他殺とするよりは、自他殺不明と見せかけることとし、わざわざ替え玉を多くの人の目につくように現場付近をうろつかせ、自殺と匂わせる証言が積み重なるように仕組みながらも、偽の日本共産党による「秘密指令」を作成して赤色テロを演出した。松本は、当時日本を支配していたGHQが、こんなややこしい工作をしたもの、あくまでもGSとG2、ひいてはホイットニーとウィロビーの内輪の争いが原因であったと主張している。
GHQの関与を裏付けるような証言もある。国会議員佐藤栄作の秘書の大原正が、下山失踪当日の5日の11時に、下山らしき人物が、国鉄の公用車ではない乗用車の後部座席に左右を囲まれて乗っているのを見たという証言を読売新聞の取材で答えているが、この証言が記事になると、CICのフジイという人物が、「何を見たというのかね」「何もみなかったんだろう」などと嫌がらせのような電話を何度もしてきたという。このフジイと名乗った人物は実在しており、旧大日本帝国陸軍軍人で陸軍中野学校出身であり、戦後はその経歴を活かしてCICに勤務していた。藤井は後日になって読売新聞記者鑓水徹に、元国鉄職員の共産党員が、ナッシュ＝ケルビネーター47型で下山を拉致したなどとリークしたこともあった。
鑓水は、下山事件の殺人事件としての公訴時効直前の1963年（昭和38年）にもGHQ関与の情報を手に入れている。事件当時に下山の情報屋として、組合の情報をリークしていた元国鉄職員がいたが、その職員は国鉄を追われ、家族を置いて逃亡生活を続けていた。しかし、逃亡の間に重度の麻薬中毒者となり、ある旅館で自殺してしまった。その旅館の経営者が鑓水の知人であり、経営者は遺品の中から男が書き遺したノートを見つけると、その内容の重大さに驚いて鑓水にノートを託したという。ノートの記述によれば、自殺した男は他の3人の仲間と、下山の拉致に加担したという。男らは、とある資金提供者の依頼を受けて、顔見知りであった下山を騙して、三越から連れ出すことに成功し、下山を他の協力者が運転する車に乗せ、男らも他の車に乗って、三宅坂にあったGHQのドライブインに立ち寄った。その後、下山を乗せた車はどこかに行ってしまい、男らはGHQの施設に入って、任務は完了したと言われ、入浴を勧められて、新しい衣服ももらったが、男はにわかに恐ろしくなって、仲間を置いたままGHQ施設から脱出し、そのまま逃亡生活に入った。その後、仲間3人はそのまま台湾のアメリカ軍の施設に送られて、秘密保持のために一生帰国は許されなかったという噂を聞いている。下山拉致を依頼した資金提供者とされた人物は実在しており、後に元朝日新聞記者の矢田が取材を試みているが、拒否されている。
ソビエト連邦の関与を主張していた李は実はアメリカとの二重スパイであり、アメリカのCIC指揮下の特殊機関「キャノン機関」による下山殺害を、ソビエト連邦の仕業と見せかけるために暗躍していたという主張もある。さらに、他殺説の中心人物のひとり元朝日新聞記者の矢田は、共産勢力封じ込めのために、当時の総理大臣吉田茂がGHQと謀って、共産勢力弾圧に利用するために、初めから下山を殺害する予定で国鉄総裁に選んだという主張をしている。同じように、同じ鉄道省の官僚で後に政治家に転身し、学年では1歳年上で歳も近い下山と懇意にしていた佐藤栄作が、下山の死を利用するために国鉄総裁に選んだという主張もある。

##### 朝鮮戦争準備説

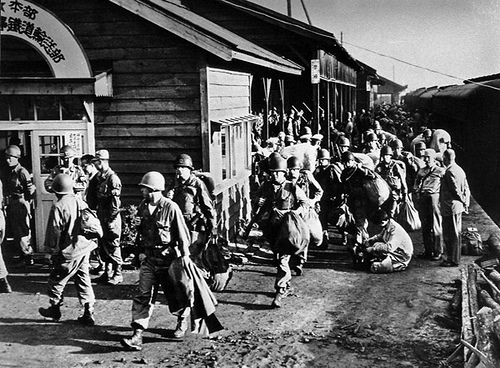
装備も弾薬も不足する中、朝鮮半島に真っ先に送られて壊滅したアメリカ陸軍スミス支隊

対共産勢力弾圧以外の目的として、「戦後最大のフィクサー」とも呼ばれた大物右翼活動家児玉誉士夫は、鑓水の取材に対して、GHQは、近い将来に予想される、朝鮮半島での朝鮮人民共和国や中華人民共和国との武力衝突に備えるために、部隊や軍需物資を輸送する手段として日本の国鉄を支配下に置く必要があり、何かとGHQの方針に反発していた下山が疎ましくなって殺害を決意したと述べている。
松本も同じような内容ながら、もっと壮大な主張となっており、松本によれば、G2のウィロビーはマッカーサーの対共産勢力に対する強硬姿勢を全面的にバックアップし、その信頼を得るべく周到に深慮遠謀を巡らせていたという。マッカーサーは近い将来に朝鮮半島で、ソビエト連邦や中華人民共和国の共産勢力と激突することは必至と考えており、ウィロビーは、その激突に備えるために、行き過ぎた労働運動を抑止して、GHQが自ら育てた民主的空気の急転換と、日本国民に共産勢力の恐怖を刷り込むことが必要と考えた。そこで、ウィロビーは配下のCICを使って工作を行ったが、それが平事件や人民電車事件に加え、下山事件に端を発する「国鉄三大ミステリー事件」であったという。朝日新聞の矢田はさらに飛躍した主張をしており、ドッジラインによる国鉄職員削減から国鉄三大ミステリー事件に至るまでの流れも、1年後の朝鮮戦争に備えた、国鉄赤化防止と国鉄掌握のためのGHQによる周到な深慮遠謀であったとしている。
しかし、これらの主張は、当時のアメリカ軍の朝鮮半島への認識を理解していないものと言える。当時のハリー・S・トルーマン大統領の対朝鮮政策は消極的なものであったが、軍も同様で、朝鮮半島はアメリカの防衛線を構成する一部分とは見なしておらず、アメリカ統合参謀本部は「朝鮮の占領軍と基地とを維持するうえで、戦略上の関心が少ない」と国務省に通告するほどであった。マッカーサーも、1949年3月1日の記者会見で、共産主義に対する防衛線を、アラスカから日本を経てフィリピンに至る線という見解を示し、朝鮮半島の防衛については言及しなかった。1950年（昭和25年）1月12日には、ディーン・アチソン国務長官が、「アメリカが責任を持つ防衛ラインは、フィリピン - 沖縄 - 日本 - アリューシャン列島までである。それ以外の地域は責任を持たない」とのいわゆる「アチソンライン」発言をしており。アメリカ本国も日本のマッカーサーも朝鮮半島情勢にはあまり関心がないのは明らかであった。
そのため、戦争の準備など殆どしておらず、朝鮮半島からは順次アメリカ軍部隊の撤収が進められ、1949年には480名の軍事顧問団のみとなっており、アメリカの肝いりで整備が進んでいたはずの韓国軍は、辛うじて存在できる水準でしかなかった。マッカーサーも「朝鮮半島では軍事行動は発生しない」と信じ込んでおり、朝鮮半島で有事となれば最前線になるはずの日本でも、アメリカ軍部隊の兵員は充足していなかったうえ、兵士の訓練も満足におこなっておらず“たるんだ”ままで放置しており、まったくの準備不足であった。この体たらくは、1950年6月25日に北朝鮮軍が奇襲攻撃してきても変わらず、この当時に、来日してGHQを取材していたジャーナリストのジョン・ガンサーは、当時のGHQの狼狽ぶりを見て「まことに真珠湾攻撃以上の醜態であった」「我々は眼をつむっていただけでなく、脚までもがぐっすり眠っていたのである」とあきれ果て、マッカーサーは「これはおそらく威力偵察にすぎないだろう。ワシントンが邪魔さえしなければ、私は片腕を後ろ手にしばった状態でもこれを処理してみせる」などと強がって見せるなど、北朝鮮軍の本格侵攻を単なる威力偵察などと誤認しており、とても、1949年から下山を謀殺してまで入念な準備を重ねていたとは考え難い。
アメリカ軍の準備不足は明らかで、北朝鮮軍の怒涛の進撃を前に、弱体な韓国軍とわずかなアメリカ軍は蹴散らされ、戦況報告を聞いたマッカーサーは、当時、日本国との平和条約準備のために来日していたジョン・フォスター・ダレス国務長官顧問と国務省のジョン・ムーア・アリソンに「朝鮮全土が失われた。われわれが唯一できるのは、人々を安全に出国させることだ」と泣き言を言う有様だった。その後も、準備不足とトルーマンの及び腰の姿勢から、戦力の逐次投入の愚を犯したアメリカ軍の小部隊と韓国軍は北朝鮮軍に押しまくられ、釜山を中心とする朝鮮半島東南端の釜山橋頭堡まで追い詰められて、マッカーサーは「Stand or Die」（陣地固守か死か）という死守命令を発している。その後、仁川上陸作戦の成功で一旦は押し戻すも、中国人民志願軍（抗美援朝義勇軍）の参戦で再び押し返されている。結局、朝鮮戦争における様々な不手際が命取りとなり、開戦の翌年1951年（昭和26年）4月11日に、マッカーサーは全ての指揮権をはく奪され、14年ぶりにアメリカに帰って行った。そしてウィロビーも程なくして日本を去った。

#### 亜細亜産業説
1999年（平成11年）に、『週刊朝日』誌上での「下山事件-50年後の真相」の連載以降、下山事件他殺説が声高に主張されるようになったが、その中心となった論客諸永裕司、森達也、柴田哲孝らはいずれも、矢板玄が開業した亜細亜産業の指示で、元大日本帝国陸軍軍属が実行犯として殺害したと推定している。特に柴田は、太平洋戦争中に蘭印で陸軍の特殊工作員をしていた祖父が、下山事件の実行犯だったかも知れないと親族から聞くと、祖父が当時亜細亜産業に勤務していたことを調べ、亜細亜産業が国鉄とも取引があったことも調べた。さらには取引先であった鈴木金属という会社が「下山油」の正体とされた糠油と染料を使用していたことも突き止めた。柴田は、ついに矢板との対談までこぎつけたが、そこで、矢板が下田殺害の疑いのあるキャノン機関と懇意にしていて、その反共工作に加担したことを聞きだした。そして単刀直入にキャノン機関が下山の殺害犯であったか問い詰めたところ、矢板は言葉を濁して「まずいな、今はまずい。まだ関係者も生きているんだ。あと10年、いや、おれが生きているうちはだめだ」と言って回答を拒否した。矢板は別れ際に柴田に「また遊びに来い、今日は楽しかった」と言ったが、再び両者が会うことはなく、矢板は1998年（平成10年）に死去した。
他に犯行現場を疑わせる場所としては、読売新聞記者木田滋夫が取材によって、同じく国鉄と取引のあった荒井工業の工場との推定もなされている。木田は荒井工業の社長の弟から、鉄道弘済会の宮崎清隆が工場によく出入りしており、事件前日にも工場を訪れると、宮崎が受けた首相の吉田と下山への殺害予告電話について自慢げに話していたという証言を引き出した。さらに社長の弟からは、事件後は宮崎は全く来なくなったこと、その後、社長が高価なプラチナのインゴットを持っていたが、もらった先は決して言わなかったことなどの証言も得ている。社長の弟からは荒井工業が下山殺害に関与したという直接的な証言は得られなかったが、木田は朝日新聞の矢田の聞き取りによる、事件当日に下山らしき人物を乗せた不審な乗用車の目撃証言の場所が、ちょうど荒井工業の裏手になることや、荒井工業でも鈴木金属と同様に糠油を使用していたことから「荒井工業は薄気味悪くなるほど、条件が適合するのである」などとして、荒井工業が犯行現場ではなかったのかと主張している。荒井工業と亜細亜産業の関係については不明であったが、木田が荒井工業の工場の見取り図を柴田に見せたところ、柴田の親族が亜細亜産業と懇意にしていた鉄工所として書いた見取り図と酷似していたとされ、木田の主張の根拠の一つともなっている。
亜細亜産業が下山を謀殺した理由として柴田は、下山は運輸次官時代に当時は官営であった国鉄で経費削減のために、納入単価が異常に高い納入業者の見直しなどを行ったが、そういった業者は利益分をGHQや政界などの有力者への贈賄資金としてばらまいており、金づるを失ったCTSのシャグノンやその他有力者は下山を恨んでいたという。また、下山は国鉄総裁に就任すると、GHQが無理強いしてくる人員削減よりは、さらに贈賄業者との取引を見直すことで、経費削減は可能と判断し、贈賄業者を告発すべく警察への相談の準備を進めていた。その情報を掴んだ亜細亜産業も、これまで取引を切られた業者と同様に、国鉄から得た不当利得を政界工作などに使っており、強い危機感を抱いていたが、来る朝鮮戦争に向けて日本の国鉄を支配下に置こうと考えていたGHQとも利害関係が一致し、そのバックアップを受けることができたので凶行に及んだものと主張している。

## その他

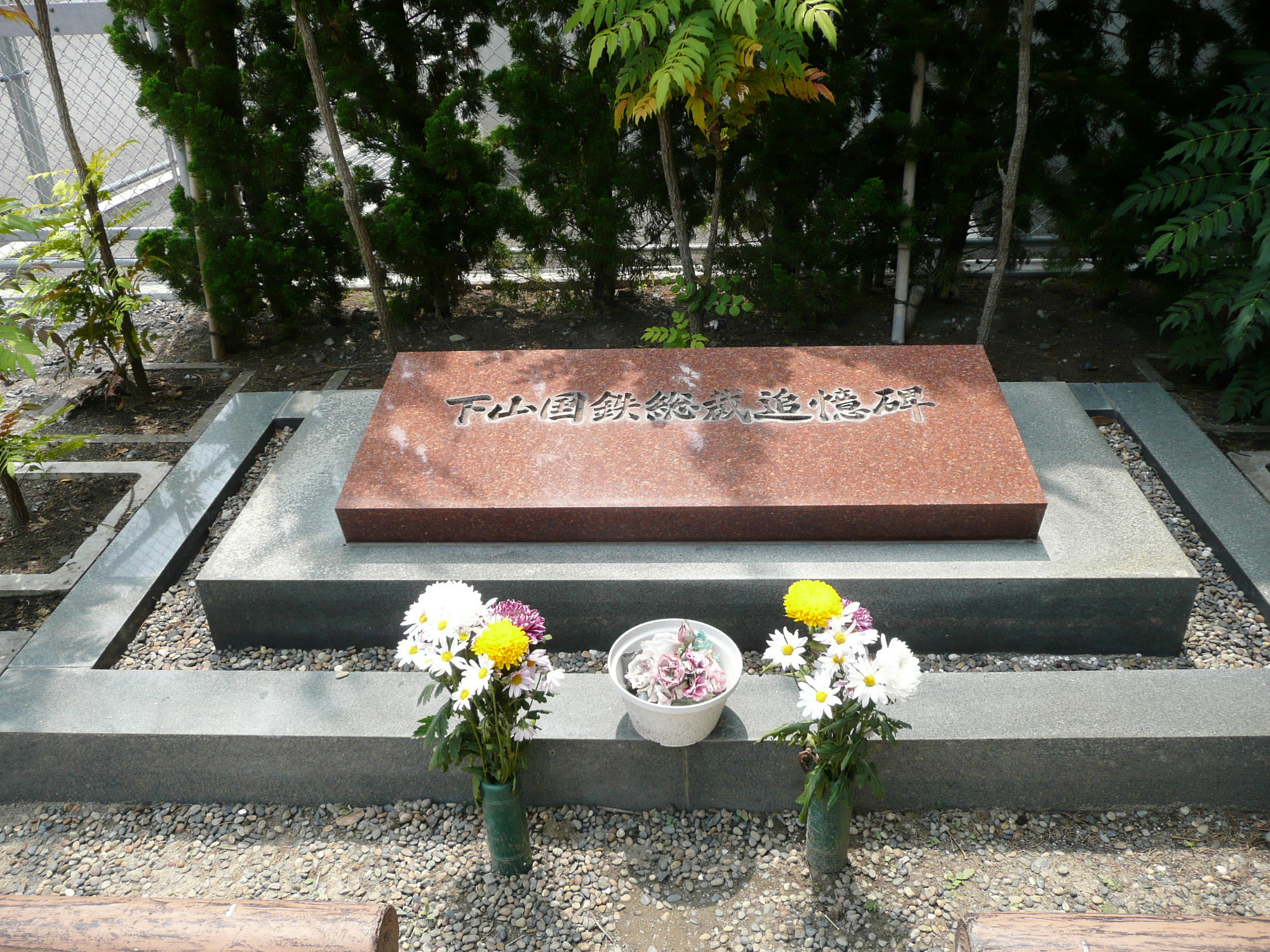
下山国鉄総裁追憶碑
事件後、下山総裁の轢断地点に近い東武伊勢崎線ガード下、国鉄常磐線下り方向の土手の脇に建立された。その後、常磐線改良工事や営団地下鉄千代田線敷設にともなう工事により場所を移動。現在は轢断地点より約150メートル東、西綾瀬1丁目付近のJR常磐線ガード下の道路西側脇にある（北緯35度45分39.5秒 東経139度48分55.9秒 / 北緯35.760972度 東経139.815528度）。筆跡は第二代国鉄総裁となった加賀山之雄のもの。現在碑の置かれている場所は、五反野方面から南流する水路とそれに並行する小道が、東京拘置所（旧・小菅刑務所）方向へ向かう途中で常磐線を横切る地点で、かつての弥五郎新田踏切（通称五反野踏切）に当たる。下山総裁の轢死体片は、東武伊勢崎線ガード下とこの踏切までの間に散乱していた。現在、水路は「五反野親水緑道」として整備されている。
D51 651
下山総裁を轢いたD51 651機関車は、1943年（昭和18年）10月26日に死者110名、負傷者107名を出した常磐線土浦駅列車衝突事故を起こした車両でもある。また当列車の機関士は、下山が仙台機関区長だったころの部下であり、事件後に抑鬱の症状を来たし数年後にストレス性の胃潰瘍で死亡した。また同機は、伯備線で1972年（昭和47年）3月まで行われていた貨物列車の三重連運転の最終日に、2両目の補助機関車として使用されている。
足立区立郷土博物館（東京都）所蔵 下山事件関連資料
警視庁の合同捜査会議の内部資料と考えられるガリ版刷り文書類。 柴田哲孝著『完全版 下山事件-最後の証言-』にも紹介されている。 平成17（2005）年度より整理資料を公開している（原資料保護のため複写版）。
下山賞
下山没直後の1949年（昭和24年）8月に下山の遺族から国鉄身障者の福祉のためにと基金が寄贈され、その基金を元にし、翌1950年（昭和25年）を第一回として、重度の身体障がいを持ちながらも努力を重ねて社会的に成長した人を毎年5人程度表彰した。国鉄民営化以降も表彰は継続され、社会福祉法人鉄道身障者福祉協会が表彰を行ってきたが、2019年（令和元年）の第70回の表彰式をもって終了した。

## 関連作品

### 映像メディア
- 『黒い潮』（1954年、日活） 監督・主演：山村聡、脚本：菊島隆三、原作：井上靖
- 以下は、矢田喜美雄原作のルポルタージュ『謀殺 下山事件』講談社刊をモチーフにした映像作品。
  - 『日本の熱い日々 謀殺・下山事件』（1981年、松竹）監督：熊井啓、脚本：菊島隆三、主演：仲代達矢
  - 『土曜ドラマ戦後史実録シリーズ　空白の900分 -国鉄総裁怪死事件-（前・後編）』（1980年、NHK）脚本：岩間芳樹、主演：小林桂樹
- 『闇の伴走者〜編集長の条件』（2018年3月 - 4月、WOWOW）（全5話）監督：三木孝浩、脚本：阿相クミコ、原作：長崎尚志
- NHKスペシャル 未解決事件  File.10 下山事件（2024年、NHK）[432]

### その他
- 『ゴルゴ13』さいとうたかを - 「亜細亜の遺産」にて同事件が登場。
- 『奇子』手塚治虫 - 劇中で「下山事件」をモチーフにした、国鉄総裁謀殺事件である「霜川事件」が発生する[433]。
- 『アリと巨人』手塚治虫 - 劇中で「下山事件」をモチーフにした、国鉄総裁謀殺事件である「上山事件」が発生する[434]。
- 『暗黒列島』旭丘光志 - 週刊少年ジャンプ1970年3月16日号から3月30日号まで連載、全3話、下山事件に迫る新聞記者の話、単行本未収録[435]。
- 『BILLY BAT』浦沢直樹 - 第一部の主人公ケヴィン・ヤマガタが下山事件に深くかかわっていく。
- 『テツぼん』原作：高橋遠州、作画：永松潔 - 29巻第1話「下山事件」で主人公仙露鉄男の曽祖父仙露鉄蔵が事件を独自の視点で推理している。